# 1973
Portal Geschichte | Portal Biografien | Aktuelle Ereignisse | Jahreskalender | Tagesartikel

◄ |
19. Jahrhundert |
20. Jahrhundert
| 21. Jahrhundert

◄ |
1940er |
1950er |
1960er |
1970er
| 1980er | 1990er | 2000er | ►

◄◄ |
◄ |
1969 |
1970 |
1971 |
1972 |
1973
| 1974 | 1975 | 1976 | 1977 | ► | ►►
 Jan.
| Feb.
| Mär.
| Apr.
| Mai
| Jun.
| Jul.
| Aug.
| Sep.
| Okt.
| Nov.
| Dez.
Staatsoberhäupter · Wahlen · Nekrolog  · Literaturjahr · Musikjahr · Filmjahr · Rundfunkjahr · Sportjahr
| Januar | Januar | Januar | Januar | Januar | Januar | Januar | Januar |
| Kw     | Mo     | Di     | Mi     | Do     | Fr     | Sa     | So     |
| ------ | ------ | ------ | ------ | ------ | ------ | ------ | ------ |
| 1      | 1      | 2      | 3      | 4      | 5      | 6      | 7      |
| 2      | 8      | 9      | 10     | 11     | 12     | 13     | 14     |
| 3      | 15     | 16     | 17     | 18     | 19     | 20     | 21     |
| 4      | 22     | 23     | 24     | 25     | 26     | 27     | 28     |
| 5      | 29     | 30     | 31     |        |        |        |        |

| Februar | Februar | Februar | Februar | Februar | Februar | Februar | Februar |
| Kw      | Mo      | Di      | Mi      | Do      | Fr      | Sa      | So      |
| ------- | ------- | ------- | ------- | ------- | ------- | ------- | ------- |
| 5       |         |         |         | 1       | 2       | 3       | 4       |
| 6       | 5       | 6       | 7       | 8       | 9       | 10      | 11      |
| 7       | 12      | 13      | 14      | 15      | 16      | 17      | 18      |
| 8       | 19      | 20      | 21      | 22      | 23      | 24      | 25      |
| 9       | 26      | 27      | 28      |         |         |         |         |

| März | März | März | März | März | März | März | März |
| Kw   | Mo   | Di   | Mi   | Do   | Fr   | Sa   | So   |
| ---- | ---- | ---- | ---- | ---- | ---- | ---- | ---- |
| 9    |      |      |      | 1    | 2    | 3    | 4    |
| 10   | 5    | 6    | 7    | 8    | 9    | 10   | 11   |
| 11   | 12   | 13   | 14   | 15   | 16   | 17   | 18   |
| 12   | 19   | 20   | 21   | 22   | 23   | 24   | 25   |
| 13   | 26   | 27   | 28   | 29   | 30   | 31   |      |

| April | April | April | April | April | April | April | April |
| Kw    | Mo    | Di    | Mi    | Do    | Fr    | Sa    | So    |
| ----- | ----- | ----- | ----- | ----- | ----- | ----- | ----- |
| 13    |       |       |       |       |       |       | 1     |
| 14    | 2     | 3     | 4     | 5     | 6     | 7     | 8     |
| 15    | 9     | 10    | 11    | 12    | 13    | 14    | 15    |
| 16    | 16    | 17    | 18    | 19    | 20    | 21    | 22    |
| 17    | 23    | 24    | 25    | 26    | 27    | 28    | 29    |
| 18    | 30    |       |       |       |       |       |       |

| Mai | Mai | Mai | Mai | Mai | Mai | Mai | Mai |
| Kw  | Mo  | Di  | Mi  | Do  | Fr  | Sa  | So  |
| --- | --- | --- | --- | --- | --- | --- | --- |
| 18  |     | 1   | 2   | 3   | 4   | 5   | 6   |
| 19  | 7   | 8   | 9   | 10  | 11  | 12  | 13  |
| 20  | 14  | 15  | 16  | 17  | 18  | 19  | 20  |
| 21  | 21  | 22  | 23  | 24  | 25  | 26  | 27  |
| 22  | 28  | 29  | 30  | 31  |     |     |     |

| Juni | Juni | Juni | Juni | Juni | Juni | Juni | Juni |
| Kw   | Mo   | Di   | Mi   | Do   | Fr   | Sa   | So   |
| ---- | ---- | ---- | ---- | ---- | ---- | ---- | ---- |
| 22   |      |      |      |      | 1    | 2    | 3    |
| 23   | 4    | 5    | 6    | 7    | 8    | 9    | 10   |
| 24   | 11   | 12   | 13   | 14   | 15   | 16   | 17   |
| 25   | 18   | 19   | 20   | 21   | 22   | 23   | 24   |
| 26   | 25   | 26   | 27   | 28   | 29   | 30   |      |

| Juli | Juli | Juli | Juli | Juli | Juli | Juli | Juli |
| Kw   | Mo   | Di   | Mi   | Do   | Fr   | Sa   | So   |
| ---- | ---- | ---- | ---- | ---- | ---- | ---- | ---- |
| 26   |      |      |      |      |      |      | 1    |
| 27   | 2    | 3    | 4    | 5    | 6    | 7    | 8    |
| 28   | 9    | 10   | 11   | 12   | 13   | 14   | 15   |
| 29   | 16   | 17   | 18   | 19   | 20   | 21   | 22   |
| 30   | 23   | 24   | 25   | 26   | 27   | 28   | 29   |
| 31   | 30   | 31   |      |      |      |      |      |

| August | August | August | August | August | August | August | August |
| Kw     | Mo     | Di     | Mi     | Do     | Fr     | Sa     | So     |
| ------ | ------ | ------ | ------ | ------ | ------ | ------ | ------ |
| 31     |        |        | 1      | 2      | 3      | 4      | 5      |
| 32     | 6      | 7      | 8      | 9      | 10     | 11     | 12     |
| 33     | 13     | 14     | 15     | 16     | 17     | 18     | 19     |
| 34     | 20     | 21     | 22     | 23     | 24     | 25     | 26     |
| 35     | 27     | 28     | 29     | 30     | 31     |        |        |

| September | September | September | September | September | September | September | September |
| Kw        | Mo        | Di        | Mi        | Do        | Fr        | Sa        | So        |
| --------- | --------- | --------- | --------- | --------- | --------- | --------- | --------- |
| 35        |           |           |           |           |           | 1         | 2         |
| 36        | 3         | 4         | 5         | 6         | 7         | 8         | 9         |
| 37        | 10        | 11        | 12        | 13        | 14        | 15        | 16        |
| 38        | 17        | 18        | 19        | 20        | 21        | 22        | 23        |
| 39        | 24        | 25        | 26        | 27        | 28        | 29        | 30        |

| Oktober | Oktober | Oktober | Oktober | Oktober | Oktober | Oktober | Oktober |
| Kw      | Mo      | Di      | Mi      | Do      | Fr      | Sa      | So      |
| ------- | ------- | ------- | ------- | ------- | ------- | ------- | ------- |
| 40      | 1       | 2       | 3       | 4       | 5       | 6       | 7       |
| 41      | 8       | 9       | 10      | 11      | 12      | 13      | 14      |
| 42      | 15      | 16      | 17      | 18      | 19      | 20      | 21      |
| 43      | 22      | 23      | 24      | 25      | 26      | 27      | 28      |
| 44      | 29      | 30      | 31      |         |         |         |         |

| November | November | November | November | November | November | November | November |
| Kw       | Mo       | Di       | Mi       | Do       | Fr       | Sa       | So       |
| -------- | -------- | -------- | -------- | -------- | -------- | -------- | -------- |
| 44       |          |          |          | 1        | 2        | 3        | 4        |
| 45       | 5        | 6        | 7        | 8        | 9        | 10       | 11       |
| 46       | 12       | 13       | 14       | 15       | 16       | 17       | 18       |
| 47       | 19       | 20       | 21       | 22       | 23       | 24       | 25       |
| 48       | 26       | 27       | 28       | 29       | 30       |          |          |

| Dezember | Dezember | Dezember | Dezember | Dezember | Dezember | Dezember | Dezember |
| Kw       | Mo       | Di       | Mi       | Do       | Fr       | Sa       | So       |
| -------- | -------- | -------- | -------- | -------- | -------- | -------- | -------- |
| 48       |          |          |          |          |          | 1        | 2        |
| 49       | 3        | 4        | 5        | 6        | 7        | 8        | 9        |
| 50       | 10       | 11       | 12       | 13       | 14       | 15       | 16       |
| 51       | 17       | 18       | 19       | 20       | 21       | 22       | 23       |
| 52       | 24       | 25       | 26       | 27       | 28       | 29       | 30       |
| 1        | 31       |          |          |          |          |          |          |

| Januar | Januar | Januar | Januar | Januar | Januar | Januar | Januar |
| Kw     | Mo     | Di     | Mi     | Do     | Fr     | Sa     | So     |
| ------ | ------ | ------ | ------ | ------ | ------ | ------ | ------ |
| 1      | 1      | 2      | 3      | 4      | 5      | 6      | 7      |
| 2      | 8      | 9      | 10     | 11     | 12     | 13     | 14     |
| 3      | 15     | 16     | 17     | 18     | 19     | 20     | 21     |
| 4      | 22     | 23     | 24     | 25     | 26     | 27     | 28     |
| 5      | 29     | 30     | 31     |        |        |        |        |

| Februar | Februar | Februar | Februar | Februar | Februar | Februar | Februar |
| Kw      | Mo      | Di      | Mi      | Do      | Fr      | Sa      | So      |
| ------- | ------- | ------- | ------- | ------- | ------- | ------- | ------- |
| 5       |         |         |         | 1       | 2       | 3       | 4       |
| 6       | 5       | 6       | 7       | 8       | 9       | 10      | 11      |
| 7       | 12      | 13      | 14      | 15      | 16      | 17      | 18      |
| 8       | 19      | 20      | 21      | 22      | 23      | 24      | 25      |
| 9       | 26      | 27      | 28      |         |         |         |         |

| März | März | März | März | März | März | März | März |
| Kw   | Mo   | Di   | Mi   | Do   | Fr   | Sa   | So   |
| ---- | ---- | ---- | ---- | ---- | ---- | ---- | ---- |
| 9    |      |      |      | 1    | 2    | 3    | 4    |
| 10   | 5    | 6    | 7    | 8    | 9    | 10   | 11   |
| 11   | 12   | 13   | 14   | 15   | 16   | 17   | 18   |
| 12   | 19   | 20   | 21   | 22   | 23   | 24   | 25   |
| 13   | 26   | 27   | 28   | 29   | 30   | 31   |      |

| April | April | April | April | April | April | April | April |
| Kw    | Mo    | Di    | Mi    | Do    | Fr    | Sa    | So    |
| ----- | ----- | ----- | ----- | ----- | ----- | ----- | ----- |
| 13    |       |       |       |       |       |       | 1     |
| 14    | 2     | 3     | 4     | 5     | 6     | 7     | 8     |
| 15    | 9     | 10    | 11    | 12    | 13    | 14    | 15    |
| 16    | 16    | 17    | 18    | 19    | 20    | 21    | 22    |
| 17    | 23    | 24    | 25    | 26    | 27    | 28    | 29    |
| 18    | 30    |       |       |       |       |       |       |

| Mai | Mai | Mai | Mai | Mai | Mai | Mai | Mai |
| Kw  | Mo  | Di  | Mi  | Do  | Fr  | Sa  | So  |
| --- | --- | --- | --- | --- | --- | --- | --- |
| 18  |     | 1   | 2   | 3   | 4   | 5   | 6   |
| 19  | 7   | 8   | 9   | 10  | 11  | 12  | 13  |
| 20  | 14  | 15  | 16  | 17  | 18  | 19  | 20  |
| 21  | 21  | 22  | 23  | 24  | 25  | 26  | 27  |
| 22  | 28  | 29  | 30  | 31  |     |     |     |

| Juni | Juni | Juni | Juni | Juni | Juni | Juni | Juni |
| Kw   | Mo   | Di   | Mi   | Do   | Fr   | Sa   | So   |
| ---- | ---- | ---- | ---- | ---- | ---- | ---- | ---- |
| 22   |      |      |      |      | 1    | 2    | 3    |
| 23   | 4    | 5    | 6    | 7    | 8    | 9    | 10   |
| 24   | 11   | 12   | 13   | 14   | 15   | 16   | 17   |
| 25   | 18   | 19   | 20   | 21   | 22   | 23   | 24   |
| 26   | 25   | 26   | 27   | 28   | 29   | 30   |      |

| Juli | Juli | Juli | Juli | Juli | Juli | Juli | Juli |
| Kw   | Mo   | Di   | Mi   | Do   | Fr   | Sa   | So   |
| ---- | ---- | ---- | ---- | ---- | ---- | ---- | ---- |
| 26   |      |      |      |      |      |      | 1    |
| 27   | 2    | 3    | 4    | 5    | 6    | 7    | 8    |
| 28   | 9    | 10   | 11   | 12   | 13   | 14   | 15   |
| 29   | 16   | 17   | 18   | 19   | 20   | 21   | 22   |
| 30   | 23   | 24   | 25   | 26   | 27   | 28   | 29   |
| 31   | 30   | 31   |      |      |      |      |      |

| August | August | August | August | August | August | August | August |
| Kw     | Mo     | Di     | Mi     | Do     | Fr     | Sa     | So     |
| ------ | ------ | ------ | ------ | ------ | ------ | ------ | ------ |
| 31     |        |        | 1      | 2      | 3      | 4      | 5      |
| 32     | 6      | 7      | 8      | 9      | 10     | 11     | 12     |
| 33     | 13     | 14     | 15     | 16     | 17     | 18     | 19     |
| 34     | 20     | 21     | 22     | 23     | 24     | 25     | 26     |
| 35     | 27     | 28     | 29     | 30     | 31     |        |        |

| September | September | September | September | September | September | September | September |
| Kw        | Mo        | Di        | Mi        | Do        | Fr        | Sa        | So        |
| --------- | --------- | --------- | --------- | --------- | --------- | --------- | --------- |
| 35        |           |           |           |           |           | 1         | 2         |
| 36        | 3         | 4         | 5         | 6         | 7         | 8         | 9         |
| 37        | 10        | 11        | 12        | 13        | 14        | 15        | 16        |
| 38        | 17        | 18        | 19        | 20        | 21        | 22        | 23        |
| 39        | 24        | 25        | 26        | 27        | 28        | 29        | 30        |

| Oktober | Oktober | Oktober | Oktober | Oktober | Oktober | Oktober | Oktober |
| Kw      | Mo      | Di      | Mi      | Do      | Fr      | Sa      | So      |
| ------- | ------- | ------- | ------- | ------- | ------- | ------- | ------- |
| 40      | 1       | 2       | 3       | 4       | 5       | 6       | 7       |
| 41      | 8       | 9       | 10      | 11      | 12      | 13      | 14      |
| 42      | 15      | 16      | 17      | 18      | 19      | 20      | 21      |
| 43      | 22      | 23      | 24      | 25      | 26      | 27      | 28      |
| 44      | 29      | 30      | 31      |         |         |         |         |

| November | November | November | November | November | November | November | November |
| Kw       | Mo       | Di       | Mi       | Do       | Fr       | Sa       | So       |
| -------- | -------- | -------- | -------- | -------- | -------- | -------- | -------- |
| 44       |          |          |          | 1        | 2        | 3        | 4        |
| 45       | 5        | 6        | 7        | 8        | 9        | 10       | 11       |
| 46       | 12       | 13       | 14       | 15       | 16       | 17       | 18       |
| 47       | 19       | 20       | 21       | 22       | 23       | 24       | 25       |
| 48       | 26       | 27       | 28       | 29       | 30       |          |          |

| Dezember | Dezember | Dezember | Dezember | Dezember | Dezember | Dezember | Dezember |
| Kw       | Mo       | Di       | Mi       | Do       | Fr       | Sa       | So       |
| -------- | -------- | -------- | -------- | -------- | -------- | -------- | -------- |
| 48       |          |          |          |          |          | 1        | 2        |
| 49       | 3        | 4        | 5        | 6        | 7        | 8        | 9        |
| 50       | 10       | 11       | 12       | 13       | 14       | 15       | 16       |
| 51       | 17       | 18       | 19       | 20       | 21       | 22       | 23       |
| 52       | 24       | 25       | 26       | 27       | 28       | 29       | 30       |
| 1        | 31       |          |          |          |          |          |          |

Im Jahr 1973 bestimmen die erste Ölkrise, die Watergate-Affäre, der Putsch in Chile und der Jom-Kippur-Krieg das Weltgeschehen.

## Ereignisse

### Jahreswidmungen
- Der Eisvogel (lat. Alcedo atthis) ist Vogel des Jahres (NABU/Deutschland)
- Auto des Jahres: Audi 80 B1

### Politik und Weltgeschehen

#### Januar
- 01. Januar: Der Grundwehrdienst in der Bundesrepublik Deutschland wird von 18 auf 15 Monate verkürzt
- 01. Januar: Roger Bonvin wird erneut Bundespräsident der Schweiz
- 01. Januar: Angola, Mosambik, Kap Verde, Timor, São Tomé, Principe und Macau erhalten von Portugal die innere Autonomie
- 01. Januar: Dänemark, Irland und das Vereinigte Königreich werden Vollmitglieder der Europäischen Gemeinschaften
- 01. Januar: In Baden-Württemberg tritt die Kreisreform in Kraft: Die Zahl der Landkreise wird von 63 auf 35 reduziert; die neun Stadtkreise bleiben erhalten
- 05. Januar: Gegenseitige diplomatische Anerkennung zwischen der DDR und den Niederlanden
- 07. Januar: Aufnahme diplomatischer Beziehungen zwischen der Bundesrepublik Deutschland und Finnland
- 22. Januar: Der Oberste Gerichtshof der Vereinigten Staaten erklärt den Schwangerschaftsabbruch zum Menschenrecht (Roe v. Wade, 2022 revidiert)
- 25. Januar: Doppelbesteuerungsabkommen zwischen der Bundesrepublik Deutschland und Südafrika
- 27. Januar: Waffenstillstandsabkommen zwischen den USA und Nordvietnam. Rückzug aller US-Einheiten bis Ende März 1973
- 30. Januar: Watergate-Affäre: Die Nixon-Mitarbeiter Gordon Liddy und James W. McCord, Jr. werden vor Gericht wegen Einbruchs verurteilt.

#### Februar
- 21. Februar: Über dem israelisch besetzten Sinai wird ein libysches Verkehrsflugzeug (Libyan-Airlines-Flug 114) von israelischen Kampfjets abgeschossen, nur fünf der 113 Insassen überleben.
- 27. Februar: Indianer besetzen die Ortschaft Wounded Knee im US-Bundesstaat South Dakota.

#### März
- 08. März: Ein Referendum der Nordiren über ihre Zugehörigkeit zum Vereinigten Königreich oder zur Republik Irland erbringt bei einer Wahlbeteiligung von 58,6 Prozent eine Mehrheit der Abstimmenden von 57,4 Prozent für den Verbleib bei Großbritannien. Viele Katholiken bleiben der Wahl fern.
- 08. März: Von Israel gewünschte Wiedergutmachungszahlungen lehnt die DDR in jedweder Form ab.

#### April
- 10. April: Der Besuch von Südvietnams Präsident Nguyễn Văn Thiệu in Bonn führt im Rahmen der Proteste gegen den Vietnamkrieg zu einer Reihe von Demonstrationen, bei denen unter anderem das Bonner Rathaus von 60 Vermummten besetzt wird.
- 30. April: Watergate-Affäre: Bob Haldeman und John Ehrlichman erklären den Rücktritt von ihren Ämtern im Weißen Haus. Der Rechtsberater des US-Präsidenten, John Dean, wird entlassen.

#### Mai
- 9. Mai: Rainer Barzel tritt als Fraktionsvorsitzender der CDU/CSU im Bundestag zurück, nachdem sich eine Mehrheit der Fraktion gegen den Beitritt der Bundesrepublik zu den Vereinten Nationen ausgesprochen hat. Eine Woche später erklärt Barzel auch seinen Rücktritt als Parteivorsitzender der CDU.
- 10. Mai: Bei einer Versammlung an der mauretanischen Grenze wird die Befreiungsbewegung Frente Polisario ins Leben gerufen. al-Wali Mustafa Sayyid wird zum Generalsekretär der neuen Organisation gewählt, die auf die Unabhängigkeit der Kolonie Spanisch-Sahara abzielt.
- 15. Mai: Konkordat zwischen dem Heiligen Stuhl und Rheinland-Pfalz
- 20. Mai: In einer Volksabstimmung werden die Artikel 51 und 52 der Schweizer Bundesverfassung aufgehoben. Sie untersagten jegliche Tätigkeit der Jesuiten und verunmöglichten Klostergründungen.
- 25. Mai: Der griechische Zerstörer Velos schert während eines NATO-Manövers im östlichen Mittelmeer aus dem Flottenverband aus und läuft kurz darauf den römischen Hafen Fiumicino an. Der Kapitän und 29 Besatzungsmitglieder klagen mit diesem demonstrativen Schritt das seit 1967 herrschende Militärregime in Athen an. Die 30 Mann erhalten Asyl.[1]
- 28. Mai: Die Bayerische Staatsregierung legt beim Bundesverfassungsgericht Beschwerde gegen den vom Bundestag mehrheitlich ratifizierten Grundlagenvertrag ein. Der von beiden deutschen Staaten geschlossene Vertrag verletze das Wiedervereinigungsgebot, gelte für Berlin nur eingeschränkt und behindere eine Fürsorgepflicht in Bezug auf die Deutsche Demokratische Republik.
- 30. Mai: Doppelbesteuerungsabkommen zwischen der Bundesrepublik Deutschland und Sambia

#### Juni
- 01. Juni: Diktator Georgios Papadopoulos ruft in Griechenland die Republik aus
- 12. Juni: Helmut Kohl wird zum Vorsitzenden der CDU gewählt
- 15. Juni: Doppelbesteuerungsabkommen zwischen der Bundesrepublik Deutschland und Luxemburg
- 29. Juni: Doppelbesteuerungsabkommen zwischen der Bundesrepublik Deutschland und Rumänien

#### Juli
- 01. Juli: Chile erklärt den Ausnahmezustand.
- 03. bis 7. Juli: Die erste Konferenz über Sicherheit und Zusammenarbeit in Europa (KSZE) wird eröffnet.
- 04. Juli: Die Karibische Gemeinschaft wird im Vertrag von Chaguaramas gegründet.
- 05. Juli: In Ruanda übernimmt das Militär nach einem unblutigen Putsch die Macht.
- 05. Juli: In Hsinchu (Taiwan) wird das Forschungsinstitut für Industrietechnologie (ITRI) gegründet.
- 10. Juli: Die Bahamas werden unabhängig von Großbritannien.
- 15. Juli: In Rom wird der 17-jährige John Paul Getty III entführt. Die Täter verlangen ein Lösegeld von 3,4 Millionen US-Dollar. Sein Großvater, der Milliardär J. Paul Getty, lehnt eine Zahlung ab, bis das dem Enkel abgeschnittene und einer Zeitung übersandte Ohr eine Meinungsänderung bewirkt.
- 16. Juli: Alexander Butterfield informiert den Watergate-Ausschuss im Senat darüber, dass der Präsident die Gespräche im Oval Office heimlich aufzeichnen ließ.
- 17. Juli: In Afghanistan putscht Mohammed Daoud Khan und ruft die Republik aus; am folgenden Tag wird er zum Präsidenten ausgerufen.
- 18. Juli: Watergate-Affäre: Die Abhöranlagen in Richard Nixons Amtssitz werden abgebaut, eine Herausgabe der Tonbänder wird jedoch abgelehnt.
- 28. Juli: Eröffnung der X. Weltfestspiele der Jugend und Studenten in Ost-Berlin.
- 29. Juli: Das griechische Volk sanktioniert in einer Volksabstimmung nachträglich die am 1. Juni erfolgte Ausrufung der Republik.
- 30. Juli: Auf dem Bergwerk Markham Colliery in Staveley sterben 18 Bergleute bei einem Absturz eines Förderkorbes.
- 31. Juli: Das Bundesverfassungsgericht entscheidet nach einer zuvor eingereichten Klage der Bayerischen Staatsregierung, dass der Grundlagenvertrag mit der DDR verfassungsgemäß ist.

#### August
- 01. August: Gambia wird Mitglied der UNESCO.
- 08. August: Der südkoreanische Geheimdienst entführt den nach Tokio ins Exil ausgewichenen Oppositionspolitiker Kim Dae-jung in seine Heimat, wo er einige Tage später unter Hausarrest gestellt wird.
- 14. August: Zulfikar Ali Bhutto wird als Premierminister von Pakistan vereidigt; gleichzeitig tritt eine neue Verfassung in Kraft.
- 20. August: Ein Putschversuch in Laos scheitert.
- 22. August: US-Außenminister William P. Rogers tritt zurück, Henry Kissinger wird sein Nachfolger.
- 24. August: König Mohammed Sahir Schah von Afghanistan dankt ab.

#### September
- 01. September: Johan Witteveen, Niederlande, wird Direktor des Internationalen Währungsfonds (IWF).
- 02. September: Alle französischen Streitkräfte ziehen aus Madagaskar ab.
- 04. September: Die in einem Zusatzprotokoll zum Grundlagenvertrag vereinbarte deutsch-deutsche Grenzkommission beginnt mit Grenzmarkierungen an der innerdeutschen Grenze bei Lübeck ihre Tätigkeit.
- 11. September: Militärputsch in Chile: Die demokratisch gewählte Regierung von Salvador Allende fällt einem vom US-amerikanischen Auslandsgeheimdienst CIA initiierten und unterstützten Putsch unter der Führung Augusto Pinochets zum Opfer. Allende nahm sich in seinem von der chilenischen Luftwaffe bombardierten Präsidentenpalast das Leben. Den putschenden Militärs fallen in den ersten Tagen etwa 3.000 Chilenen zum Opfer.

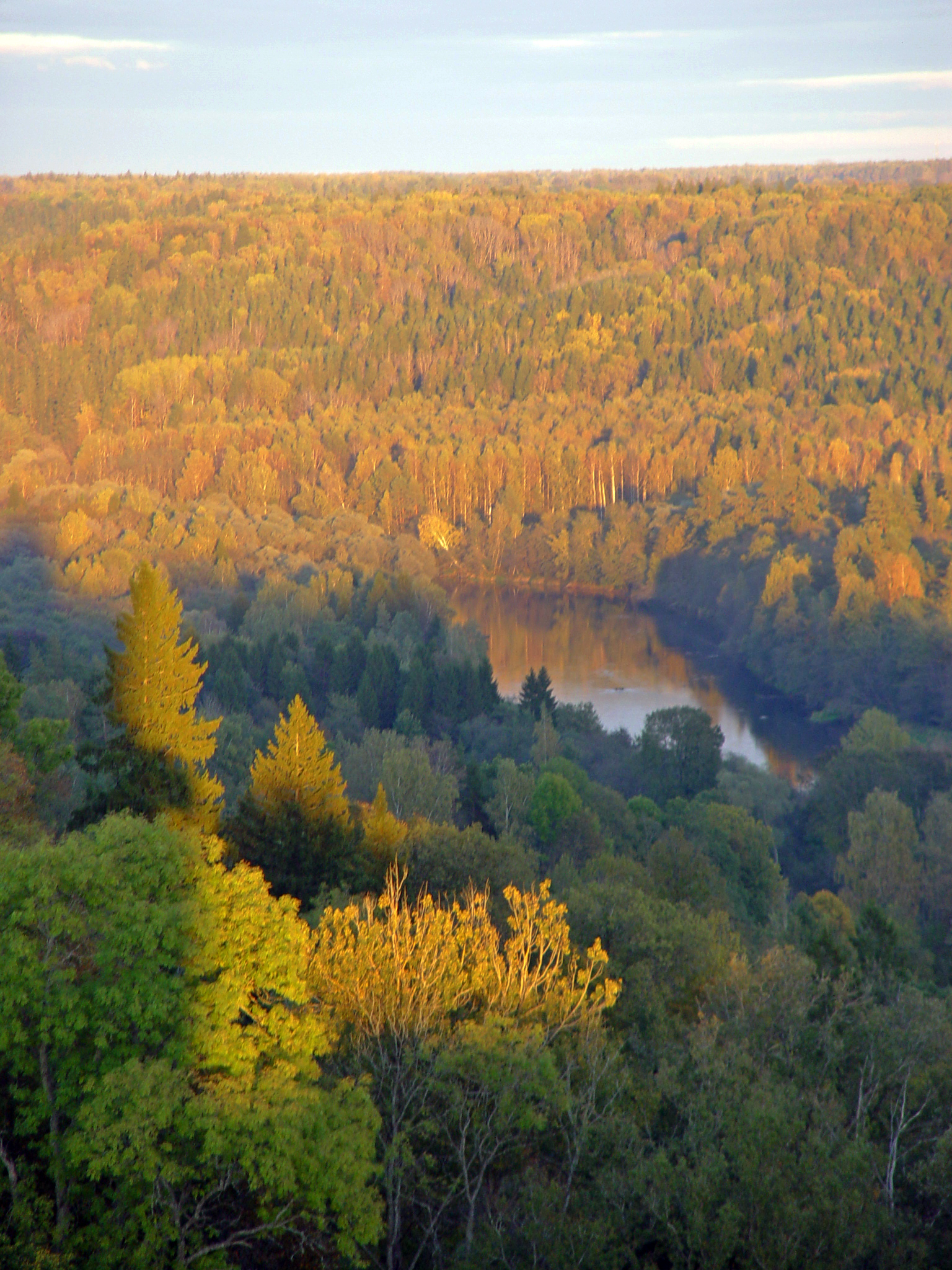
Nationalpark Gauja

- 14. September: In Lettland wird mit dem Nationalpark Gauja der erste Nationalpark im Lande errichtet.
- 15. September: Durch Tod von König Gustav VI. Adolf wird Carl XVI. Gustaf neuer Regent in Schweden.
- 18. September: Die Deutsche Demokratische Republik und die Bundesrepublik Deutschland werden per Akklamation als 133. und 134. Mitglied in die Vereinten Nationen aufgenommen.
- 18. September: Die Bahamas werden Mitglied der Vereinten Nationen.
- 20. September: In der Bundesrepublik Deutschland wird auf Initiative der Björn-Steiger-Stiftung die bundesweite, flächendeckende Einführung der Notrufnummern 110 und 112 beschlossen.
- 23. September: In Argentinien werden Juan Perón zum Präsidenten und seine Ehefrau Maria Estela Peron zur Vizepräsidentin gewählt, nachdem Präsident Cámpora zurückgetreten ist, um die Wiederwahl von Juan Peron zu ermöglichen.
- 24. September: Guinea-Bissau erklärt in Boe seine Unabhängigkeit von Portugal (endgültig: 10. September 1974).
- 28. September: Auf die ITT-Gebäude in New York City und Rom werden Bombenanschläge verübt, weil das Unternehmen in den Putsch in Chile verwickelt ist. Die chilenische Telefongesellschaft gehörte zum ITT-Konzern.

#### Oktober
- 03. Oktober: DDR-Ministerratsvorsitzender Willi Stoph wird zum Staatsratsvorsitzenden seines Landes gewählt. Horst Sindermann übernimmt das Amt des Ministerratsvorsitzenden.
- 06. Oktober: Beginn des Jom-Kippur-Krieges im Nahen Osten: Ägypten und Syrien greifen auf den Golanhöhen und am Sueskanal die israelische Front an.
- 09. Oktober: Generalstreik in Luxemburg
- 10. Oktober: Der amerikanische Vizepräsident Spiro Theodore Agnew tritt wegen Vorwürfen zu Steuerhinterziehung und Bestechung zurück.
- 14. Oktober: Volksaufstand in Thailand: Die Militärregierung von Feldmarschall Thanom Kittikachorn tritt zurück. Vorangegangen waren Massenproteste mit mehreren hunderttausend Demonstranten, bei deren Bekämpfung die Armee (nach offiziellen Angaben) 77 Menschen tötete und 800 verletzte. Neuer Premierminister wird Sanya Dharmasakti.

Logo der OPEC

- 16. Oktober: Die OPEC beschließt, den Ölpreis um 70 % anzuheben; Beginn der ersten großen Ölkrise.
- 20. Oktober: Watergate-Affäre: Präsident Nixon beruft den Sonderermittler Cox ab. Im US-Kongress mehren sich die Stimmen für ein Amtsenthebungsverfahren (Impeachment).
- 28. Oktober: Sieben arabische Ölländer verkünden einen Ölboykott gegen die USA und die Niederlande.
- 30. Oktober: In Wien beginnen die MBFR-Verhandlungen zwischen Ost und West über eine gegenseitige Verminderung von Streitkräften und Rüstungen einschließlich dazugehöriger Maßnahmen, insbesondere in Mitteleuropa.

#### November
- 03. November: Außenminister Walter Scheel erreicht in Moskau eine Einigung über die Frage der Vertretung von Berlin (West) durch die Bundesrepublik Deutschland.

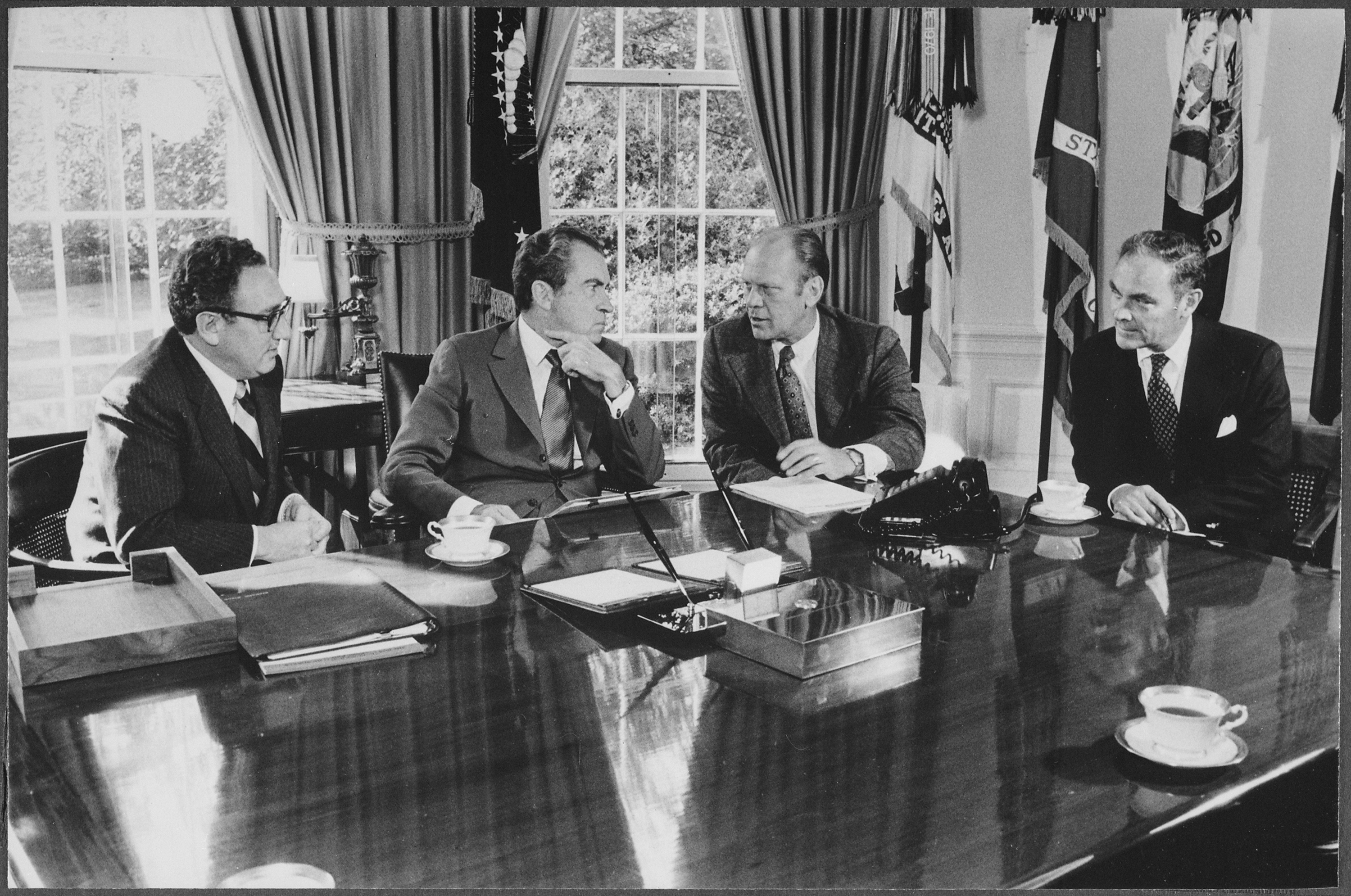
Richard Nixon spricht mit dem künftigen Vizepräsidenten Gerald Ford

- 12. November: Nach dem Rücktritt von Vizepräsident Spiro Theodore Agnew nominiert Präsident Richard Nixon Gerald Rudolph Ford als Nachfolger.
- 13. November: In München wird Evelyn Jahn, die Tochter des Wienerwald-Gastronomen Friedrich Jahn, entführt. Die Kidnapper verlangen von ihm drei Millionen Mark Lösegeld.
- 17. November: Frankreich und Großbritannien unterzeichnen ein Abkommen über Bau und Betrieb eines Tunnels unter dem Ärmelkanal
- 17. November: In Griechenland wird der studentische Aufstand am Polytechneion Athen gegen die herrschende Militärdiktatur blutig niedergeschlagen
- 23. November: Nach einem halben Jahr beenden die Fluglotsen in der Bundesrepublik Deutschland ihren Streik. Aus Anlass der Energie- und Wirtschaftskrise verfügte die deutsche Bundesregierung einen Anwerbestopp.
- 25. November: Präsident General Georgios Papadopoulos von Griechenland wird durch einen Militärputsch gestürzt; neuer Präsident wird General Phaidon Gizikis
- 25. November: Erstes allgemeines PKW- und LKW-Sonntagsfahrverbot wegen der Ölkrise in der Bundesrepublik Deutschland
- 28. November: In der Bundesrepublik Deutschland tritt die Reform des Sexualstrafrechts in Kraft[2] (u. a. starke Einschränkung der Strafbarkeit der Kuppelei).

#### Dezember
- 05. Dezember: Gründung der Carl von Ossietzky Universität Oldenburg
- 11. Dezember: Ostpolitik: Der Vertrag über die gegenseitigen Beziehungen zwischen der Bundesrepublik Deutschland und der Tschechoslowakischen Sozialistischen Republik wird in Prag von Willy Brandt und Walter Scheel unterzeichnet. Darin wird u. a. das Münchner Abkommen von 1938 für nichtig erklärt, nicht aber die  Beneš-Dekrete.
- 20. Dezember: Bei einem Bombenanschlag von ETA kommt der spanische Ministerpräsident Luis Carrero Blanco in Madrid ums Leben
- 21. Dezember: Aufnahme diplomatischer Beziehungen zwischen der Bundesrepublik Deutschland und Ungarn und Bulgarien
- 21. Dezember: Das brasilianische Indianerstatut wird veröffentlicht. Es regelt die Beziehungen von Staat und anderer Bevölkerung zur indigenen Bevölkerung Brasiliens.

#### Tag unbekannt
- Gründung des Deutschen Städte- und Gemeindebundes
- Uruguay löst das Parlament auf und verbietet die Gewerkschaften

### Wirtschaft
- 05. September: Im nordkoreanischen Pjöngjang wird die erste Strecke der Metro in Betrieb genommen.
- 17. Oktober: Mit einer Preiserhöhung von drei auf fünf US-Dollar je Barrel Rohöl und Fördermengenbegrenzungen lösen einige OPEC-Staaten die erste Ölkrise aus.

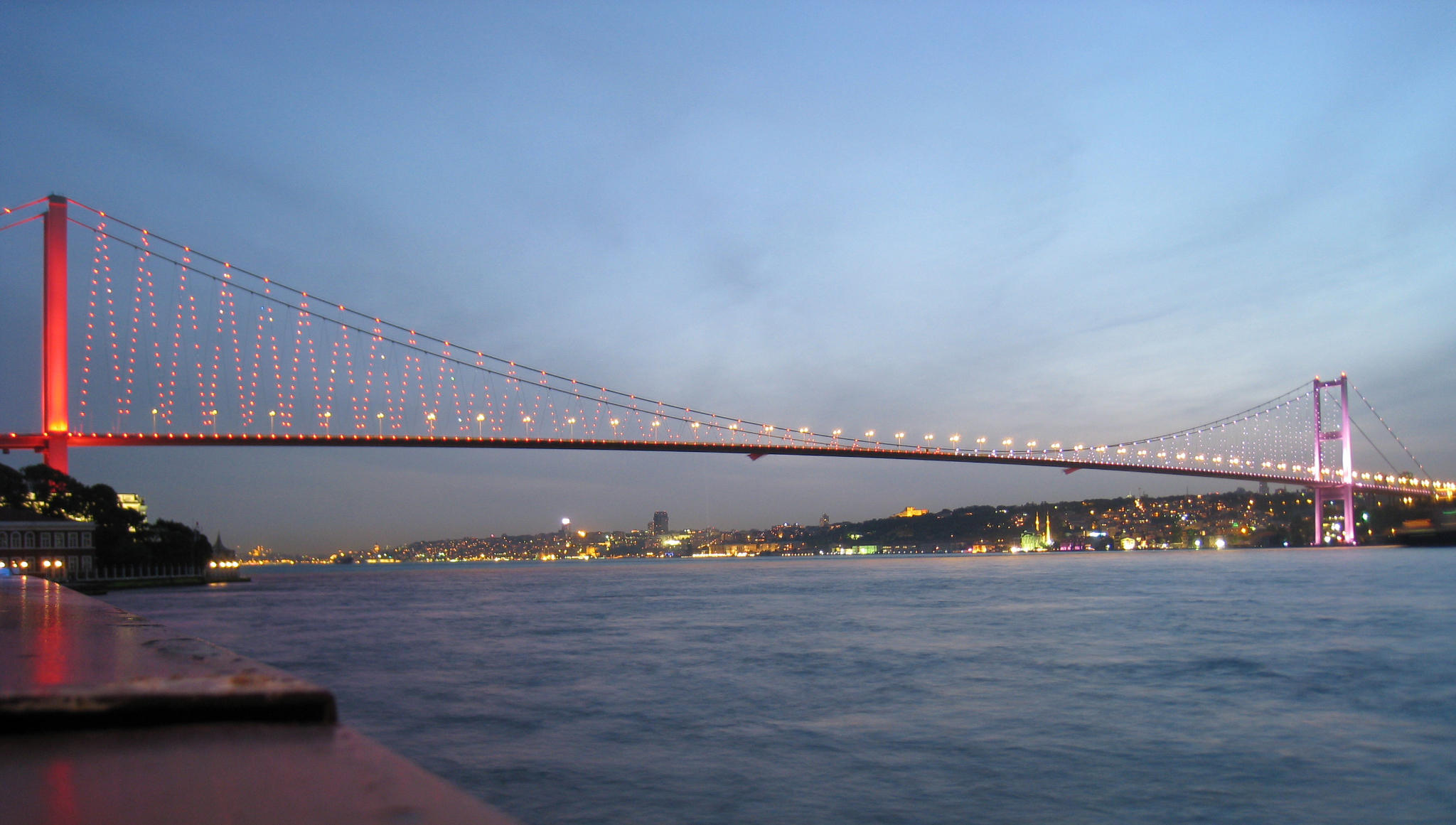
Bosporus-Brücke

- 30. Oktober: In Istanbul wird die Europa und Asien verbindende Bosporus-Brücke vom türkischen Staatspräsidenten Fahri Korutürk eröffnet.

### Wissenschaft und Technik
- 12. Februar: Das in Wiesbaden beheimatete Bundesinstitut für Bevölkerungsforschung wird durch einen Erlass des von Hans-Dietrich Genscher geführten Bundesinnenministeriums gegründet.
- 21. März: Die Kattwykbrücke wird in Hamburg eingeweiht. Sie ist die weltweit größte Hubbrücke.
- 03. April: Weltweit erstes Telefongespräch über ein Mobiltelefon[3] durch Martin Cooper
- 04. April: Das World Trade Center in New York City wird eröffnet.

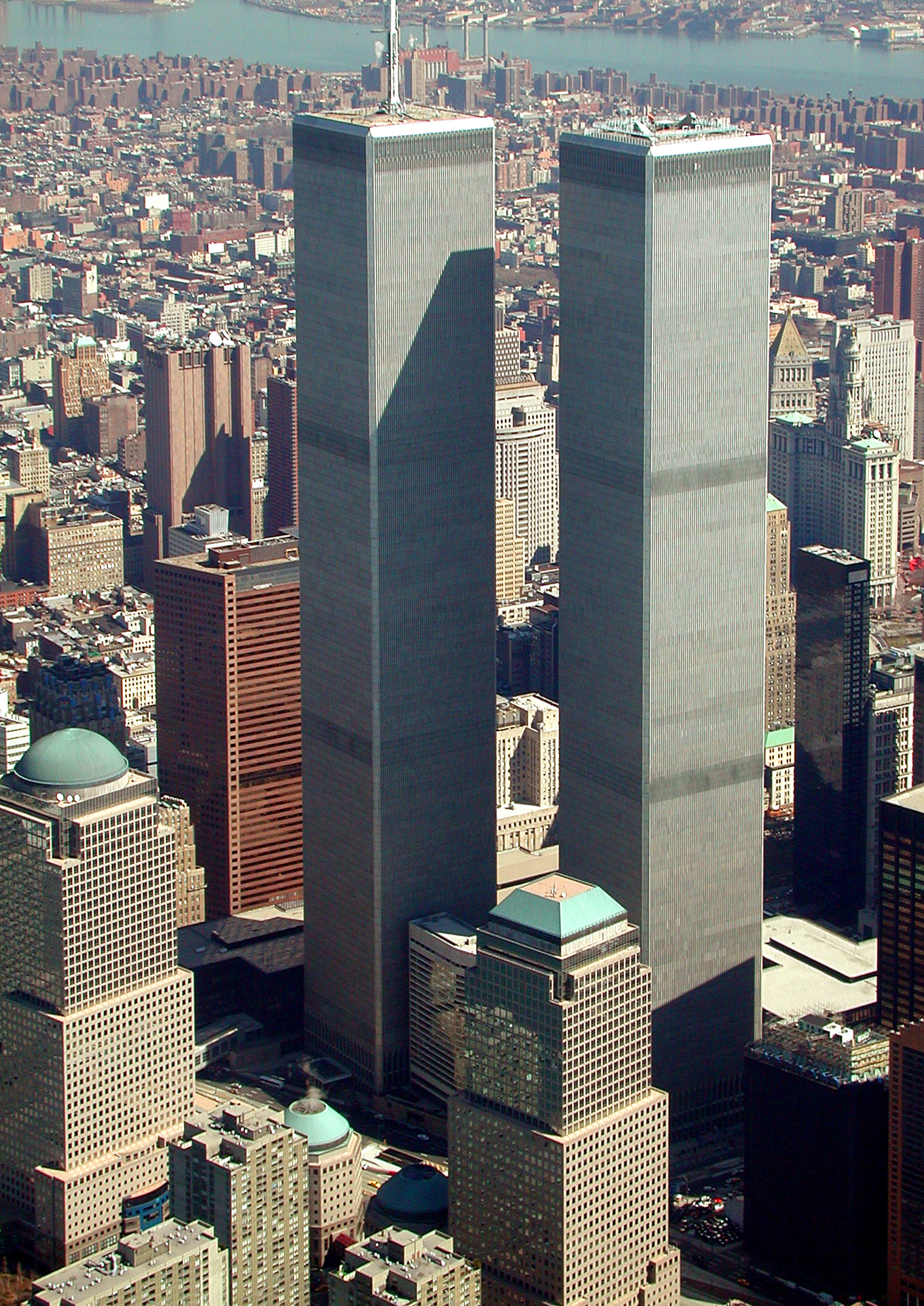
Das World Trade Center in New York City im Jahr 2001

- 06. April: Start der Raumsonde Pioneer 11
- 14. Mai: Die Raumstation Skylab wird gestartet.
- 25. Mai: Vom Kennedy Space Center aus startet die erste Besatzung von US-Astronauten zur Raumstation Skylab.
- 03. Juni: Paris, Absturz der sowjetischen Tupolew Tu-144S bei der Flugschau auf den Vorort Goussainville, 14 Tote.
- 04. Juni: Der Geldautomat wird patentiert.
- 27. September: Die Sowjetunion startet das bemannte Raumschiff Sojus 12.
- 26. Oktober: Das deutsch-französische Militärflugzeug Alpha Jet absolviert seinen Erstflug erfolgreich.
- 03. Dezember: Pioneer 10 erreicht den Planeten Jupiter.
- Ein Schlüsselelement des Immunsystems, die dendritischen Zellen, werden entdeckt.

### Kultur
- 14. Januar: Auf Hawaii findet das legendäre Konzert Aloha from Hawaii des US-Entertainers Elvis Presley statt. Erstmals in der Geschichte findet eine Live-Übertragung eines solchen Ereignisses in viele Länder statt.
- 15. Januar: Der Bayerische Rundfunk blendet sich bei dem Film Nicht der Homosexuelle ist pervers, sondern die Situation, in der er lebt von Rosa von Praunheim aus dem gemeinsamen ARD-Programm aus.
- 19. Januar: In Lausanne beginnt der erste Wettbewerb junger Tänzer um den Prix de Lausanne.
- 15. März: Mit der Uraufführung des Erotikstreifens Liebesgrüße aus der Lederhose wird das Genre der Lederhosenfilme begründet.
- 24. März: Die britische Rockband Pink Floyd veröffentlicht das legendäre Album The Dark Side of the Moon.
- Das Watkins Glen Festival mit 650.000 Besuchern findet statt.
- 02. Juni: In Amsterdam wird das Van Gogh Museum eröffnet.
- 16. Juni: Das Musical The Rocky Horror Show hat in London Premiere.
- 29. Juni: Kulturabkommen zwischen der Bundesrepublik Deutschland und Argentinien. In Kraft seit dem 24. August 1978
- 15. September: Uraufführung der Oper Yvonne, Prinzessin von Burgund von Boris Blacher in Wuppertal
- 30. September: Im ZDF wird die erste Folge der Rappelkiste ausgestrahlt.
- 26. Dezember: Der Film Der Exorzist kommt in den Vereinigten Staaten in die Kinos.
- 28. Dezember: Alexander Issajewitsch Solschenizyns Werk Der Archipel Gulag erscheint in russischer Sprache in einem Pariser Emigrantenverlag.
- In Deutschland wird durch das 4. Strafrechtsreformgesetz die „einfache Pornografie“ für Erwachsene freigegeben
- Das KOMM öffnet in Nürnberg
- In Sydney wird die Hard-Rock-Band AC/DC gegründet
- Gründung des CBGB in New York.
- Das ZDF startet mit Yoga für Yeden die erste regelmäßig ausgestrahlte Sendung über Yoga.
- Gründung der Free International University
- Das kulturkritische Werk Die acht Todsünden der zivilisierten Menschheit erscheint

### Religion

Logo des CVJM

- Bei der 6. Weltratstagung des CVJM in Kampala, Uganda, wurde zusätzlich zur Pariser Basis die Kampala-Erklärung beschlossen.
- 03. Juni Papst Paul VI. schafft mit sofortiger Wirkung die bei den Mönchen seit dem 6. Jahrhundert übliche Tonsur ab.

### Sport
- 22. Januar: George Foreman gewinnt seinen Boxkampf und Weltmeistertitel im Schwergewicht gegen Joe Frazier im National Stadium, Kingston, Jamaika, durch technischen K.o.
- 28. Januar bis 7. Oktober: Austragung der 24. Formel-1-Weltmeisterschaft
- 17. März: Paola Cacchi, Italien, wird in der belgischen Stadt Waregem in der Disziplin Crosslauf erste weibliche Leichtathletik-Weltmeisterin der Geschichte und Pekka Päivärinta, Finnland, erster männlicher Leichtathletik-Weltmeister der Geschichte
- 24. März: In der deutschen Fußball-Bundesliga hält die Trikotwerbung ihren Einzug. Die Elf von Eintracht Braunschweig tritt erstmals in einem Spiel mit Jägermeister-Reklame an. Das Firmenlogo wurde wegen Widerstands des DFB kurzerhand ins Vereinswappen integriert.
- 23. Mai: FC Liverpool gewinnt den UEFA-Pokal
- 09. Juni: der FC Bayern München wird zum vierten Mal Deutscher Fußballmeister
- 29. Juli: Beim Großen Preis der Niederlande in Zandvoort verunglückt der britische Formel-1-Rennfahrer Roger Williamson und verbrennt in seinem Fahrzeug. Das tragische Geschehen deckt eine Reihe von Organisationsmängeln auf.
- 01. September: George Foreman gewinnt seinen Boxkampf und Weltmeistertitel im Schwergewicht gegen José „King“ Roman im Nihon Budokan, Tokio, Japan, durch K.o.
- 09. September: Jackie Stewart wird zum dritten und letzten Mal Formel-1-Weltmeister.
- 21. Oktober: Der Leichtathletik-Verband Nordrhein wird gegründet.
- 20. Dezember: Klaus Wolfermann, Uta Schorn und der Gold-Vierer werden als Sportler des Jahres 1973 ausgezeichnet.

Einträge von Leichtathletik-Weltrekorden siehe unter der jeweiligen Disziplin unter Leichtathletik.

### Katastrophen
- 22. Januar: Kano, Nigeria. Eine Boeing 707 der Nigeria Airways verunglückt auf dem Rückweg von Mekka, Saudi-Arabien, mit 176 Pilgern an Bord. Alle 176 Passagiere sowie die Crew sterben.
- 10. April: Basel, Schweiz. Ein Turboprop-Flugzeug der Invicta International Airlines wird während des Landeanflugs in ein bewaldetes Hügelgebiet in Hochwald geflogen. Dabei sterben 108 Menschen, 37 überleben. (→ Invicta-International-Airlines-Flug 435)
- 11. Juli: Paris, Frankreich. Eine brasilianische Boeing 707 macht etwa fünf Kilometer vor dem Flughafen Orly wegen Feuer an Bord eine Bruchlandung. Dabei starben 122 Menschen, meist an Rauchvergiftung. Zehn Crew-Mitglieder und ein Passagier werden gerettet.
- 22. Juli: Papeete, Französisch-Polynesien. Eine Boeing 707-321B der amerikanischen Fluggesellschaft Pan American World Airways stürzt auf dem Flug PA816 kurz nach dem Start vom Flughafen Faa'a in den Pazifischen Ozean. Nur eine der 79 Personen an Bord überlebt den Absturz.
- 2. August: Bei der Summerland-Katastrophe in einem Freizeitpark auf der britischen Isle of Man sterben beim Brand 50 Menschen.
- Auf der isländischen Insel Vestmannaeyjar bricht der Vulkan Eldfell aus. Die Hafenstadt Heimaey wird verschüttet. Die Fischereiflotte rettet die Einwohner.

## Geboren

### Januar
- 01. Januar: Mohamad Ahansal, marokkanischer Langstreckenläufer
- 01. Januar: Sylvester Malik Arrendell, deutscher Basketballspieler
- 01. Januar: Oliver Bürgin, Schweizer Schauspieler
- 01. Januar: Aslan Kərimov, aserbaidschanischer Fußballspieler
- 02. Januar: Lucy Davis, britische Schauspielerin
- 03. Januar: Michael Ostrowski, österreichischer Schauspieler
- 04. Januar: Jozef Kabaň, slowakischer Fahrzeugdesigner
- 04. Januar: Isabel Mergl, deutsche Schauspielerin
- 04. Januar: Tomy Temerson, deutscher Zitherspieler
- 04. Januar: Carolina Vera, deutsche Schauspielerin
- 05. Januar: Ian Marko Fog, dänischer Handballspieler
- 05. Januar: Kader Loth, deutsches Fotomodell, Moderatorin und Popsängerin
- 06. Januar: Oliver Pink, österreichischer Journalist
- 08. Januar: Henning Solberg, norwegischer Rallyefahrer
- 09. Januar: Sean Paul, jamaikanischer Reggae-Sänger und Rapper
- 10. Januar: Éléonore Faucher, französische Filmregisseurin und Drehbuchautorin († 2023)
- 10. Januar: Tanya Streeter, US-amerikanische Apnoetaucherin
- 11. Januar: Jochen Haug, deutscher Jurist und Politiker
- 11. Januar: Silke Pan, deutsche und Schweizer Handbikeathletin
- 11. Januar: Maurus Schifferli, schweizerischer Landschaftsarchitekt und Universitätsprofessor
- 12. Januar: Ibrahim Ba, französischer Fußballspieler
- 12. Januar: Alexis Bug, deutscher Schauspieler, Autor und Regisseur
- 13. Januar: Nikolai Chabibulin, russischer Eishockeyspieler
- 13. Januar: Juan Diego Flórez, peruanischer Opernsänger
- 14. Januar: Artur Surenowytsch Ajwasjan, ukrainischer Sportschütze
- 14. Januar: Giancarlo Fisichella, italienischer Automobilrennfahrer
- 14. Januar: Christian Gläsel, deutscher Unternehmer und Automobilrennfahrer
- 14. Januar: Illmatic, deutscher Rapper
- 17. Januar: Adrian Hates, deutscher Rockmusiker und Produzent
- 19. Januar: Ann Kristin Aarønes, norwegische Fußballspielerin
- 19. Januar: Christopher Henry, barbadischer Boxer
- 19. Januar: Wang Junxia, chinesische Leichtathletin und Olympiasiegerin
- 19. Januar: Tímea Kiss, ungarische Bogenschützin
- 19. Januar: Karen Lancaume, französische Schauspielerin († 2005)
- 19. Januar: Silvio Meißner, deutscher Fußballspieler
- 19. Januar: Guido Rennert, deutscher Klarinettist, Komponist und Arrangeur
- 20. Januar: Robert Sesselmann, deutscher Politiker
- 20. Januar: Mathilde d’Udekem d’Acoz, Kronprinzessin von Belgien
- 24. Januar: Richard Aimonetto, französischer Eishockeyspieler
- 24. Januar: Bülent Ural, deutsch-türkischer Sänger
- 25. Januar: Half-A-Mill, US-amerikanischer Rapper († 2003)
- 26. Januar: Lutz Bachmann, deutscher politischer Aktivist
- 26. Januar: Laura Di Salvo, deutsche Journalistin und TV-Moderatorin
- 26. Januar: Rupert Ursin, österreichischer Physiker
- 26. Januar: Luke Vibert, britischer Musiker
- 27. Januar: Bert Füssenich, deutscher Jurist
- 27. Januar: José Luis Rubiera, spanischer Radsportler
- 28. Januar: Karsten Kramer, deutscher Schauspieler und Synchronsprecher
- 28. Januar: Tomislav Marić, kroatischer Fußballspieler
- 29. Januar: Fabien Foret, französischer Motorradrennfahrer
- 29. Januar: Boris Koch, deutscher Jugendschriftsteller

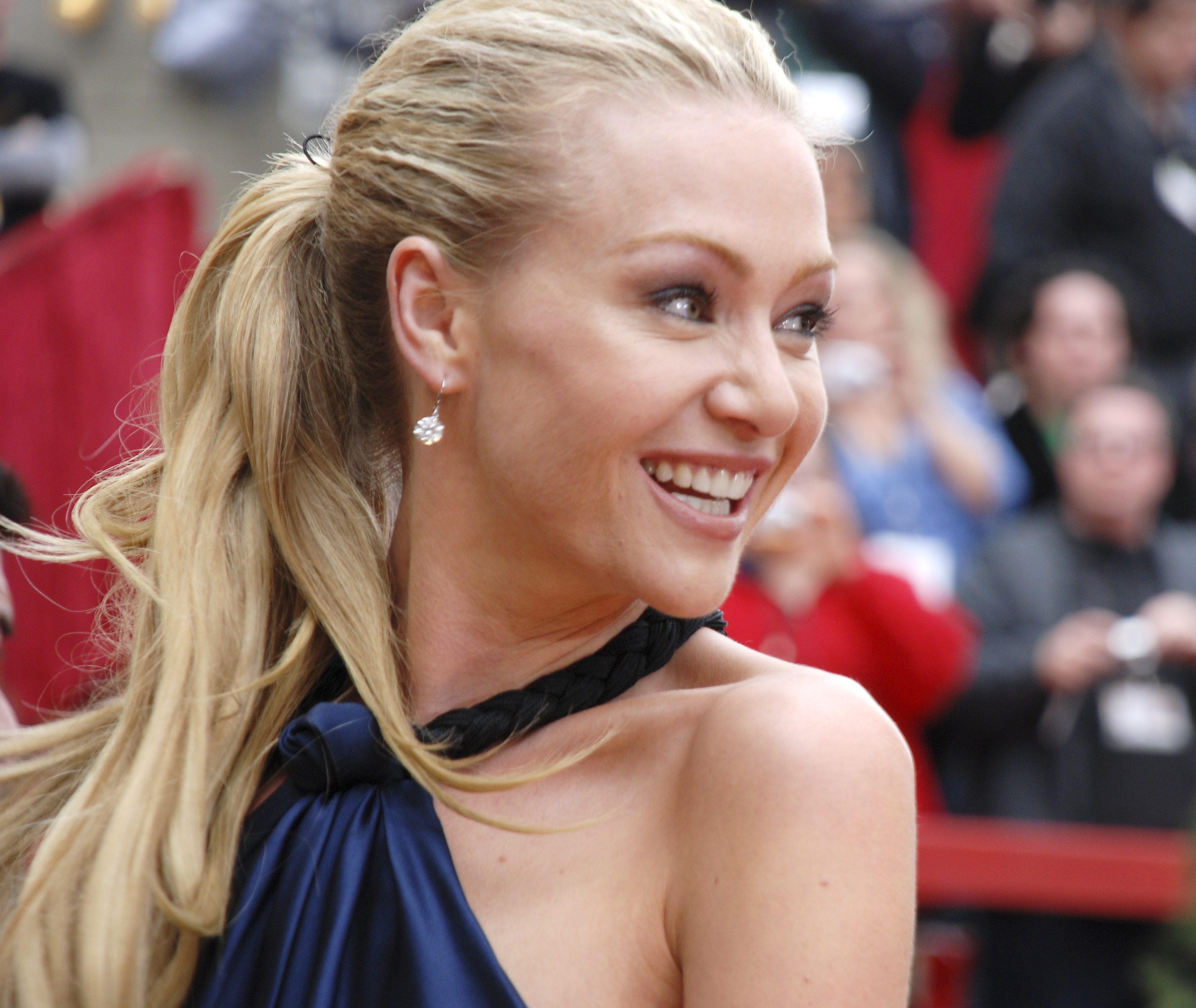
Portia de Rossi, 2007

- 31. Januar: Portia de Rossi, australische Schauspielerin
- 31. Januar: Aaron Phillip, US-amerikanischer Rapper
- 31. Januar: Linus Volkmann, deutscher Autor und Musikjournalist

### Februar
- 01. Februar: Birger Sellin, deutscher Autor
- 01. Februar: René Schneider, deutscher Fußballspieler
- 01. Februar: Daniel Zerbin, deutscher Kriminalwissenschaftler und Politiker
- 02. Februar: Bürger Lars Dietrich, deutscher Musiker und Komiker
- 02. Februar: Anna Jakubczak, polnische Leichtathletin
- 03. Februar: Tarık Ongun, türkischer Fußballschiedsrichterassistent
- 03. Februar: Timuçin Şahin, türkischer Jazzgitarrist
- 04. Februar: Donato Cabrera, US-amerikanischer Dirigent
- 04. Februar: Handan Özgüven, deutsche Politikerin (SPD) und Abgeordnete im Landtag von Hessen
- 06. Februar: Chris Braide, britischer Sänger, Komponist, Songwriter und Musikproduzent
- 08. Februar: Swantje Hartmann, deutsche Politikerin
- 08. Februar: Judith Sehrbrock, deutsche Schauspielerin
- 08. Februar: Ursula Wyss, Schweizer Nationalrätin
- 11. Februar: Varg Vikernes, Gründer des Black-Metal-Projektes Burzum
- 11. Februar: Trevor Guthrie, kanadischer Sänger
- 12. Februar: Stefan Adam, deutscher Handballspieler und Geschäftsführer
- 12. Februar: Magnus Arvidsson, schwedischer Fußballspieler
- 12. Februar: Daniel Krauss, deutscher Schauspieler, Drehbuchautor und Regisseur
- 13. Februar: Ronald Maul, deutscher Fußballspieler
- 12. Februar: Gianni Romme, niederländischer Eisschnellläufer
- 14. Februar: Deena Kastor, US-amerikanische Leichtathletin und Olympionikin
- 14. Februar: Sergey Tiviakov, niederländisch-russischer Schachgroßmeister
- 15. Februar: Mola Adebisi, nigerianisch-deutscher Moderator
- 15. Februar: Anna Dogonadze, deutsche Trampolinturnerin georgischer Herkunft
- 15. Februar: Pat Mikesch, US-amerikanischer Eishockeyspieler und -trainer
- 15. Februar: Kateřina Neumannová, tschechische Skilangläuferin
- 16. Februar: Cathy Freeman, australische Leichtathletin
- 17. Februar: Stefan Kretzschmar, deutscher Handballspieler
- 17. Februar: Hayley Tullett, britische Mittelstreckenläuferin
- 18. Februar: Claude Makélélé, französischer Fußballspieler
- 20. Februar: Kimberley Davies, australische Schauspielerin
- 21. Februar: Paulo Rink, deutsch-brasilianischer Fußballspieler
- 22. Februar: Artschil Arweladse, georgischer Fußballspieler
- 22. Februar: Schota Arweladse, georgischer Fußballspieler und -trainer
- 22. Februar: Plamen Kralew, bulgarischer Automobilrennfahrer
- 22. Februar: Anthony Pons, französischer Automobilrennfahrer
- 23. Februar: Linda Ulvaeus, schwedische Schauspielerin
- 24. Februar: Likit Andersson, thailändisch-schwedischer Eishockeyspieler und -trainer
- 24. Februar: Chris Fehn, Perkussionist der Band Slipknot
- 24. Februar: Sonja Oberem, deutsche Triathletin und Langstreckenläuferin

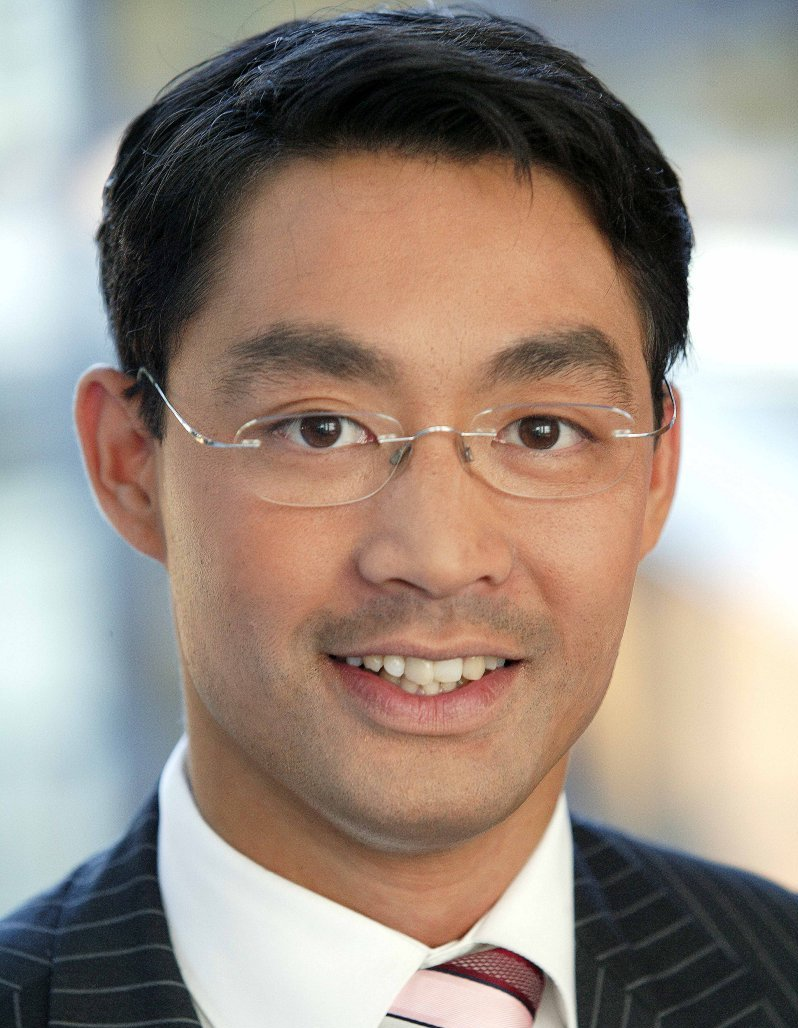
Philipp Rösler, 2009

- 24. Februar: Philipp Rösler, deutscher Politiker
- 25. Februar: Andy Boulton, englischer Dartspieler
- 25. Februar: Julio Iglesias Jr., spanischer Pop-Sänger
- 25. Februar: Normann Stadler, deutscher Triathlet
- 25. Februar: Alena Subrylawa, weißrussische Biathletin ukrainischer Herkunft
- 26. Februar: ATB, deutscher DJ
- 26. Februar: Jenny Thompson, US-amerikanische Schwimmerin
- 27. Februar: Peter André, britischer Sänger
- 27. Februar: Trajče Nedev, mazedonischer Schachgroßmeister
- 28. Februar: Eric Lindros, kanadischer Eishockeyspieler

### März

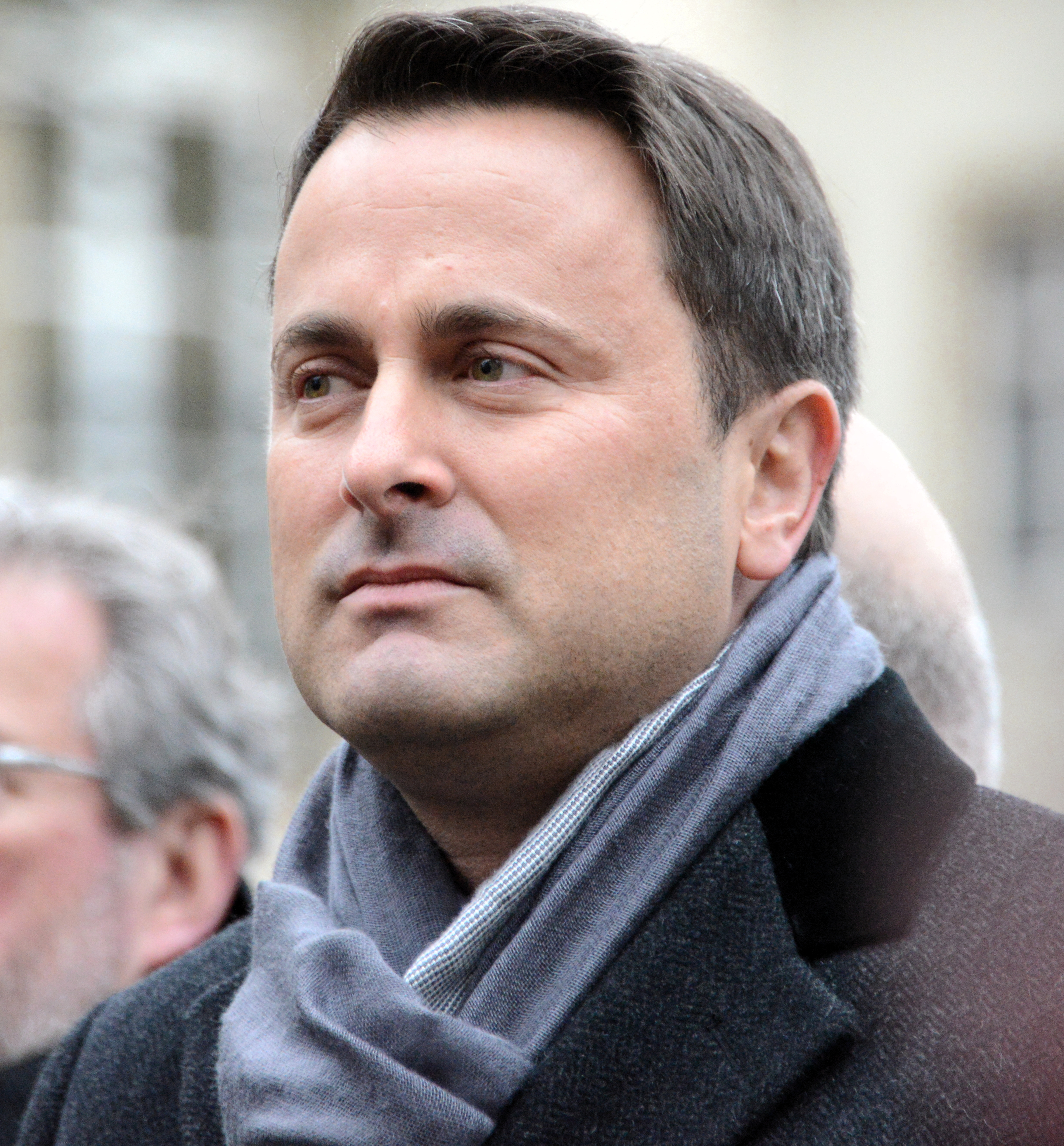
Xavier Bettel, 2015

- 01. März: Jack Davenport, britischer Schauspieler
- 01. März: Arnd Meier, deutscher Autobilrennfahrer
- 01. März: Ryō Michigami, japanischer Automobilrennfahrer
- 01. März: Chris Webber, US-amerikanischer Basketballspieler
- 02. März: Max van Heeswijk, niederländischer Radrennfahrer
- 02. März: Dejan Bodiroga, serbischer Basketballspieler
- 02. März: Matija Dedić, kroatischer Jazzpianist († 2025)
- 03. März: Rustam Adschy, ukrainischer Ringer
- 03. März: Xavier Bettel, luxemburgischer Politiker, Premierminister
- 03. März: Jason Bright, australischer Automobilrennfahrer
- 04. März: Berta Cáceres, honduranische Menschenrechts- und Umweltaktivistin († 2016)
- 04. März: Antje Dietsch, deutsche Juristin
- 04. März: Waleri Kobelew, russischer Skispringer und Nordischer Kombinierer
- 04. März: Michail Michajlow, bulgarischer Fußballspieler
- 04. März: Penny Mordaunt, britische Politikerin
- 04. März: Len Wiseman, US-amerikanischer Regisseur und Drehbuchautor
- 05. März: Nelly Arcan, kanadische Schriftstellerin († 2009)
- 05. März: Jörg Bausch, deutscher Schlagersänger
- 05. März: Juan Esnáider, argentinischer Fußballspieler
- 05. März: Paulo Fonseca, portugiesischer Fußballspieler und -trainer
- 05. März: Davide Nicola, italienischer Fußballspieler und -trainer
- 05. März: Špela Pretnar, slowenische Skirennläuferin
- 06. März: Arnar Gunnlaugsson, isländischer Fußballspieler und -trainer
- 06. März: Juliette Arnaud, französische Schauspielerin und Drehbuchautorin
- 07. März: Martin Clauss, deutscher Mittelalterhistoriker
- 07. März: Trey Lee, kanadischer Cellist
- 08. März: Kurt Mollekens, belgischer Autorennfahrer und Unternehmer
- 08. März: Holger Stockhaus, deutscher Schauspieler
- 09. März: AZ, US-amerikanischer Rapper
- 09. März: Jakob Piil, dänischer Radrennfahrer
- 09. März: David Prinosil, deutscher Tennisspieler
- 09. März: Matteo Salvini, italienischer Politiker
- 10. März: Dan Swanö, schwedischer Musikproduzent, Sänger und Musik
- 11. März: Christian Carstensen, deutscher Politiker
- 11. März: Thomas Christiansen, spanisch-dänischer Fußballspieler
- 11. März: Martin Hiden, österreichischer Fußballspieler
- 11. März: Vedin Musić, bosnisch-herzegowinischer Fußballspieler
- 12. März: Tim Fischer, deutscher Chansonnier
- 13. März: Edgar Davids, niederländischer Fußballspieler
- 14. März: Helmut Oblinger, österreichischer Wildwasserpaddler
- 15. März: Heiko Kleibrink, deutscher Tanzsportler
- 18. März: Max Barry, australischer Schriftsteller
- 18. März: Shane Lewis, australischer Schwimmer († 2021)
- 18. März: Annika Reich, deutsche Schriftstellerin
- 19. März: Simmone Jade Mackinnon, australische Schauspielerin
- 19. März: Sergei Makarow, russischer Leichtathlet
- 19. März: Edith Rozsa, kanadische Skirennfahrerin
- 19. März: Silvan Zingg, Schweizer Boogie-Pianist
- 20. März: Ádám Szabó, ungarischer Archäologe, Historiker und Museumskurator
- 21. März: Ceren Dal, deutsche Schauspielerin türkischer Abstammung
- 21. März: Christian Nerlinger, deutscher Fußballspieler
- 22. März: Andy Capicik, kanadischer Freestyle-Skier
- 23. März: Jerzy Dudek, polnischer Fußballspieler
- 23. März: Walther Kaiser, liechtensteinischer Judoka
- 23. März: Jason Kidd, US-amerikanischer Basketballspieler
- 23. März: Philipp von Schulthess, deutscher Schauspieler
- 24. März: Stephen Christopher „Steve“ Corica, australischer Fußballspieler
- 24. März: Samuli Mikkonen, finnischer Jazzpianist und -komponist

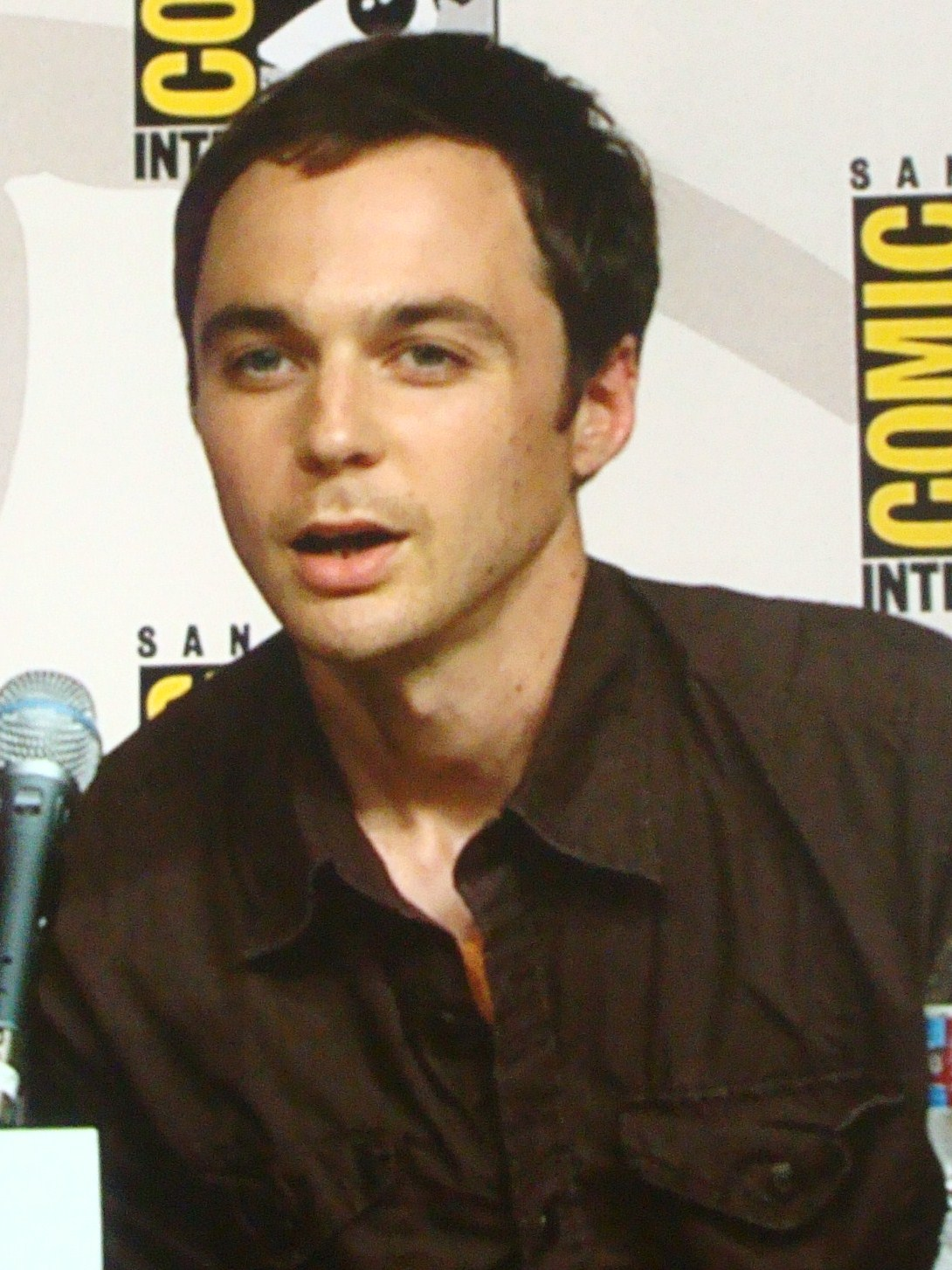
Jim Parsons, 2009

- 24. März: Jim Parsons, US-amerikanischer Schauspieler
- 25. März: Michaela Dorfmeister, österreichische Skirennläuferin
- 25. März: Anders Fridén, Sänger der schwedischen Band In Flames
- 26. März: Sébastien Charpentier, französischer Motorradrennfahrer

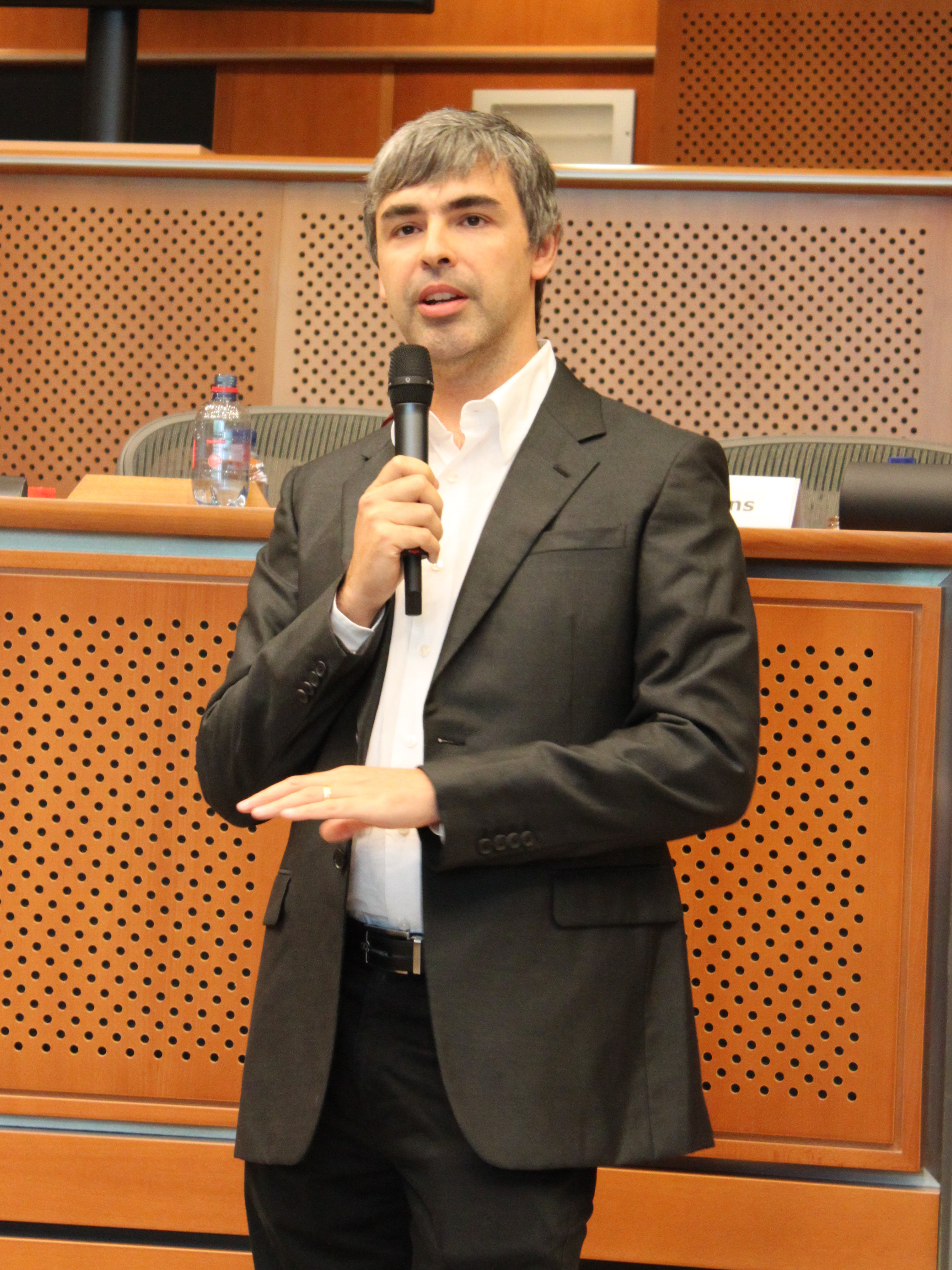
Larry Page, 2009

- 26. März: Larry Page, US-amerikanischer Mitbegründer der Suchmaschine Google
- 27. März: Christel van Berkel-Verstegen, niederländische Bogenschützin
- 27. März: Rui Jorge, portugiesischer Fußballspieler

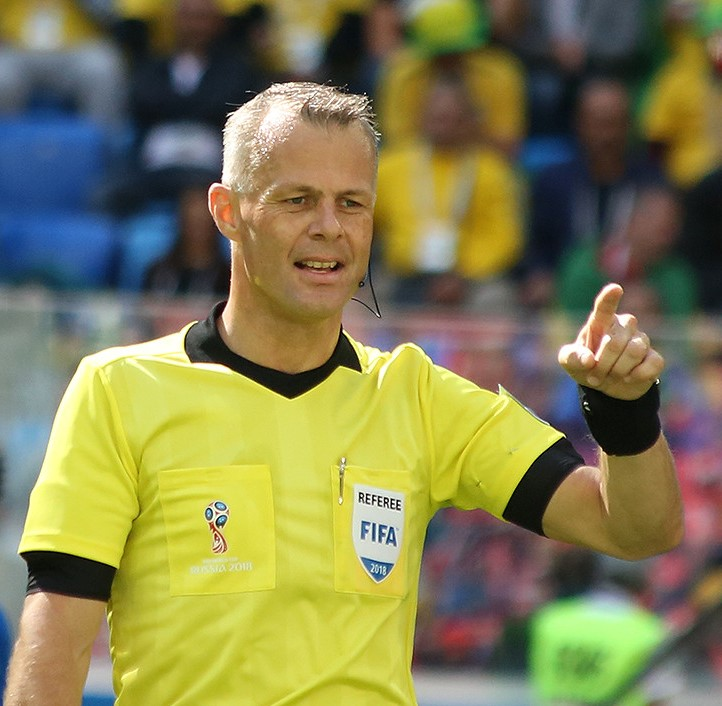
Björn Kuipers (2018)

- 28. März: Björn Kuipers, niederländischer Fußballschiedsrichter
- 28. März: Spax, deutscher Rapper
- 29. März: Johan Petersson, schwedischer Handballspieler
- 30. März: Brian Behlendorf, US-amerikanischer Softwareentwickler
- 30. März: Auður Jónsdóttir, isländische Schriftstellerin und Journalistin
- 30. März: Jan Koller, tschechischer Fußballspieler
- 30. März: Michaela Schanze, deutsche Handballspielerin
- 31. März: Kristján Guy Burgess, isländischer Politikwissenschaftler, Politiker, Journalist und Geschäftsführer
- 31. März: Stephanie Gamp, deutsche Juristin

### April
- 01. April: Rachel Maddow, US-amerikanische Radio- und Fernsehmoderatorin
- 01. April: Anna Carin Olofsson, schwedische Biathletin
- 02. April: Richard Jacques, britischer Komponist

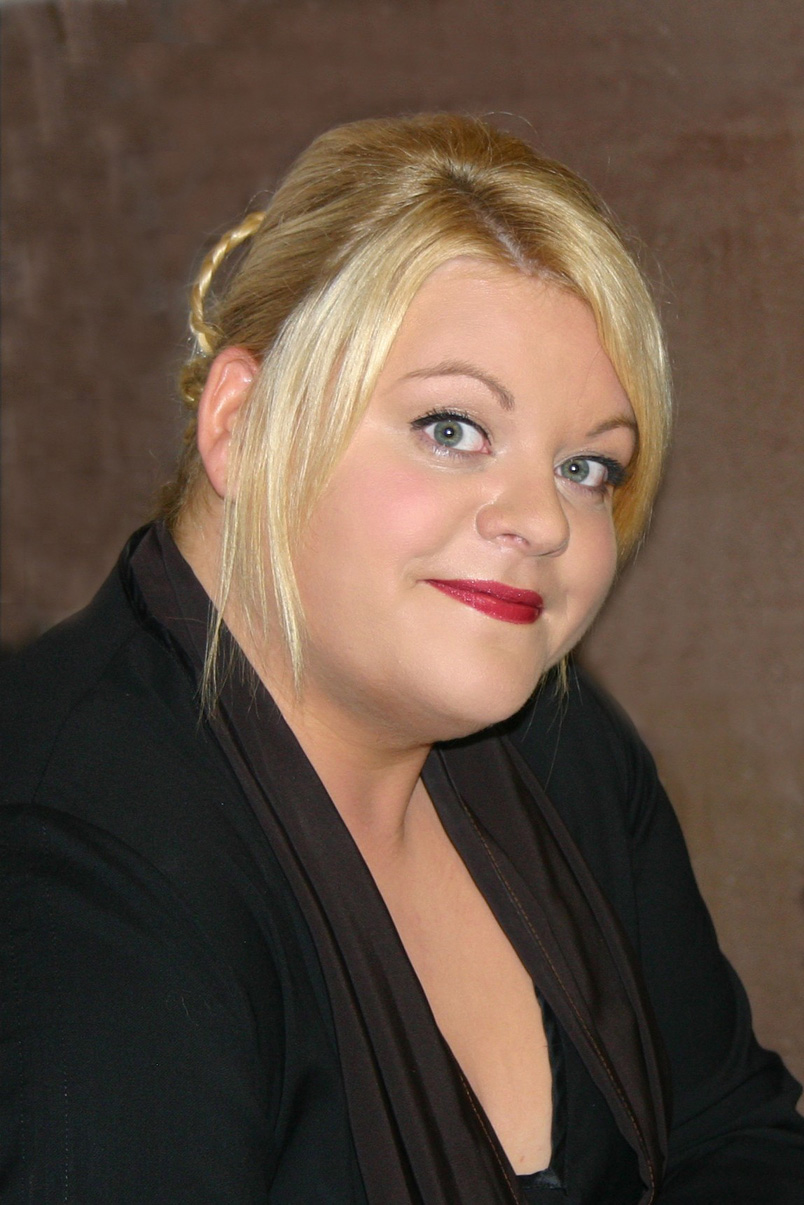
Tine Wittler, 2007

- 02. April: Tine Wittler, deutsche Fernsehmoderatorin und Schriftstellerin
- 03. April: Matthew Ferguson, kanadischer Schauspieler
- 03. April: Dagur Sigurðsson, isländischer Handballspieler und -trainer
- 04. April: Samassi Abou, französisch-ivorischer Fußballspieler
- 04. April: David Blaine, US-amerikanischer Aktionskünstler und Straßenmagier
- 04. April: Loris Capirossi, italienischer Motorradrennfahrer
- 04. April: Alexander Raue, deutscher Diplom-Ingenieur und Politiker
- 05. April: Élodie Bouchez, französische Schauspielerin
- 05. April: Pharrell Williams, US-amerikanischer Rapper und Musikproduzent
- 06. April: Niels Annen, deutscher Politiker
- 06. April: Joana Cotar, deutsche Politikerin
- 06. April: Marc Metzger, deutscher Komiker
- 06. April: Rie Miyazawa, japanische Schauspielerin
- 07. April: Marco Delvecchio, italienischer Fußballspieler
- 07. April: Khongorzul Ganbaatar, mongolische Sängerin
- 07. April: Carole Montillet-Carles, französische Skirennläuferin
- 07. April: Timo Würz, deutscher Comiczeichner
- 07. April: Sandra Minnert, deutsche Fußballspielerin
- 09. April: Andreas Schwab, deutscher Europaabgeordneter
- 10. April: Roberto Carlos, brasilianischer Fußballspieler
- 10. April: Rico Glaubitz, deutscher Fußballspieler
- 11. April: Christine Brand, Schweizer Schriftstellerin und Journalistin
- 11. April: Blake Brockermeyer, US-amerikanischer American-Football-Spieler
- 11. April: Jennifer Esposito, US-amerikanische Schauspielerin
- 11. April: Halldor Skard, norwegischer Nordischer Kombinierer
- 12. April: Ryan Kisor, US-amerikanischer Jazztrompeter
- 12. April: Joël Lautier, französischer Schachmeister
- 12. April: Christian Panucci, italienischer Fußballspieler
- 12. April: Michael Watzke, deutscher Hörfunkjournalist
- 13. April: Kilian Albrecht, österreichischer alpiner Skirennläufer
- 13. April: Tobias Hülswitt, deutscher Schriftsteller
- 13. April: Gustavo López, argentinischer Fußballspieler
- 13. April: Roger Ross Williams, US-amerikanischer Regisseur
- 14. April: Roberto Ayala, argentinischer Fußballspieler
- 14. April: Adrien Brody, US-amerikanischer Schauspieler
- 14. April: Claudio Morganti, italienischer Politiker
- 14. April: Johannes van Overbeek, US-amerikanischer Automobilrennfahrer
- 14. April: Christian Ramota, deutscher Handballtorwart

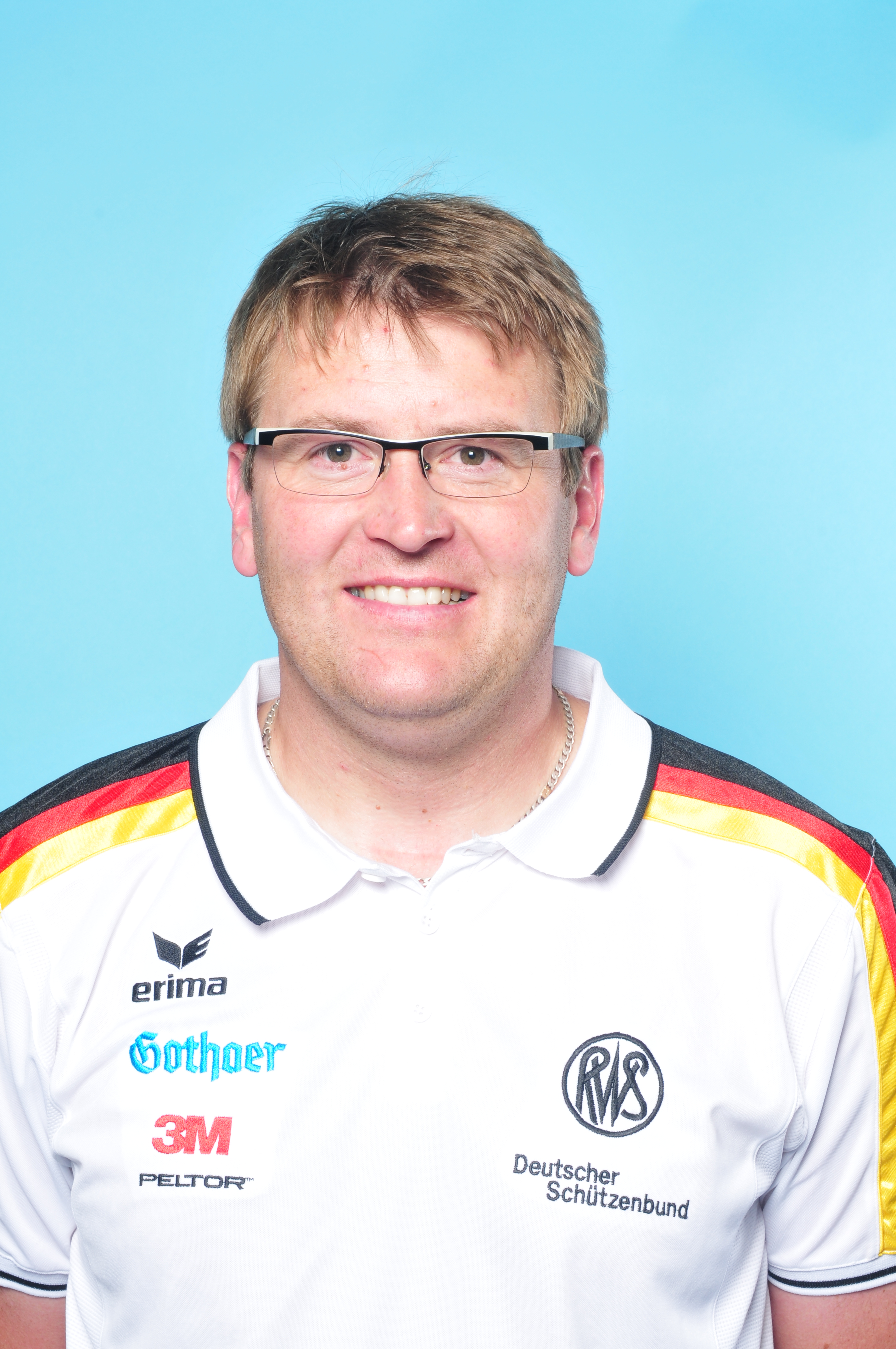
Karsten Bindrich

- 15. April: Karsten Bindrich, deutscher Sportschütze
- 16. April: Akon, senegalesischer Rapper und Sänger
- 17. April: Doug Ast, kanadischer Eishockeyspieler
- 18. April: Ady, tunesisch-brasilianischer Fußballspieler
- 18. April: Arnaud Beltrame, französischer Offizier der Gendarmerie († 2018)
- 18. April: Haile Gebrselassie, äthiopischer Mittel- und Langstreckenläufer
- 18. April: Luca Pirri, italienischer Automobilrennfahrer
- 19. April: Andrei Krõlov, estnischer Fußballspieler
- 19. April: Michael Schefts, österreichischer Schauspieler
- 20. April: Gabry Ponte, italienischer DJ und Musikproduzent
- 20. April: Marc Seemann, deutscher Fußballschiedsrichter
- 21. April: Nadeshda Brennicke, deutsche Schauspielerin
- 22. April: Pablo Aguilar, argentinischer Schauspieler und Drehbuchautor

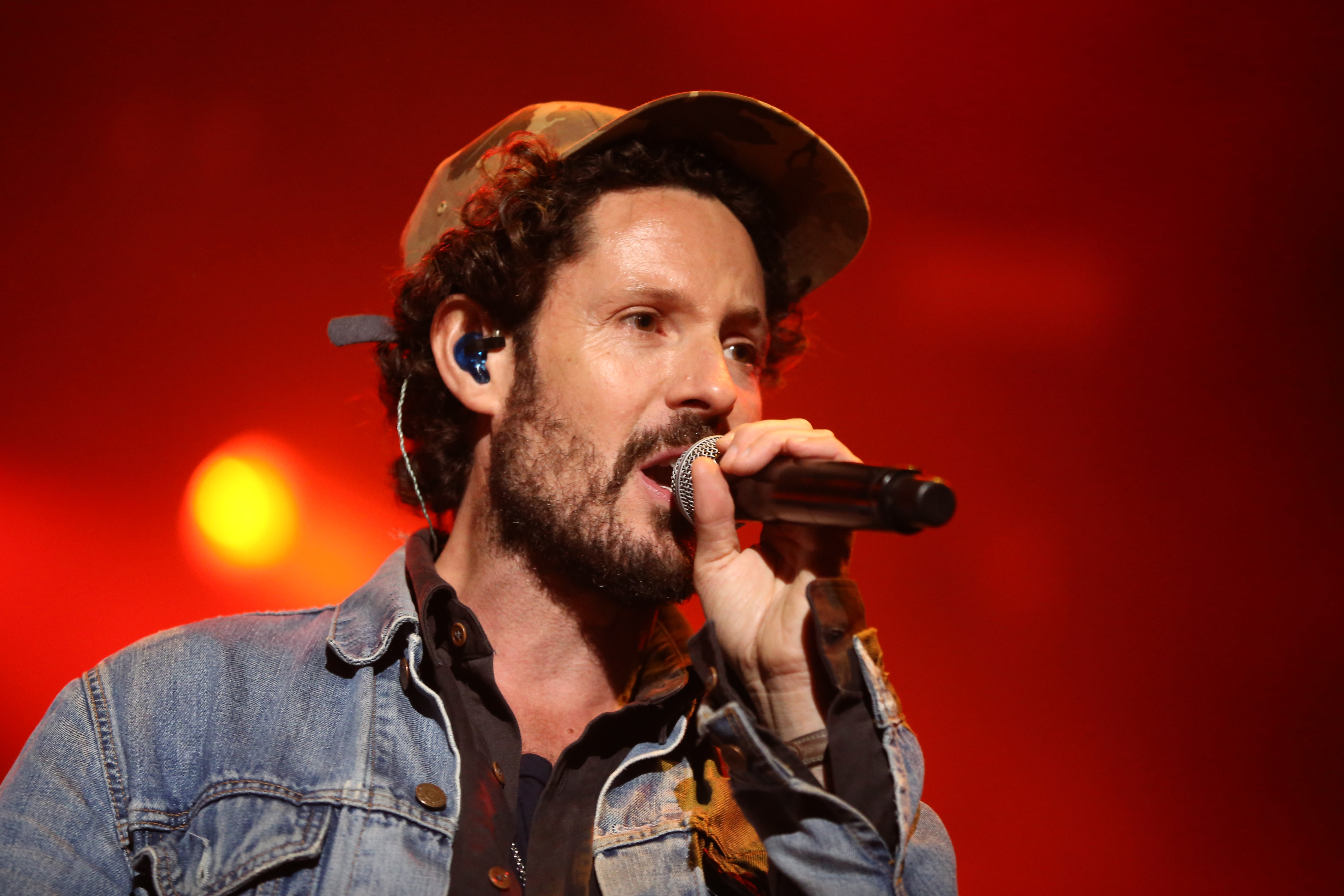
Max Herre, 2013

- 22. April: Max Herre, deutscher Sänger
- 23. April: Derek Armstrong, kanadischer Eishockeyspieler und -funktionär
- 23. April: Bernard Aryee, ghanaischer Fußballspieler
- 25. April: Georg Breinschmid, österreichischer Kontrabassist, Komponist und Jazz-Musiker
- 25. April: Amel Karboul, tunesische Unternehmerin, Unternehmensberaterin und Politikerin
- 25. April: Fredrik Larzon, schwedischer Schlagzeuger
- 25. April: Brigitte Traeger, deutsche Sängerin
- 25. April: Barbara Rittner, Tennisspielerin
- 26. April: Andreas Anke, deutscher Schauspieler
- 26. April: Scott D. Davis, US-amerikanischer Pianist
- 26. April: Stephanie Graf, österreichische Leichtathletin
- 27. April: Jillian Bach, US-amerikanische Schauspielerin
- 28. April: Christiane Abenthung, österreichische Skirennläuferin
- 28. April: Jorge Garcia, US-amerikanischer Schauspieler
- 28. April: Pauleta, portugiesischer Fußballspieler
- 28. April: Big Gipp, US-amerikanischer Rapper
- 29. April: David Belle, Begründer der Sportart Parkour
- 29. April: Fares Fares, libanesisch-schwedischer Schauspieler
- 29. April: Roland Heintze, deutscher Politiker
- 29. April: Martin Kesici, deutscher Popmusiker
- 30. April: Domenika Ahlrichs, deutsche Journalistin
- 30. April: Karsten Dusse, Autor und Redakteur bei Brainpool

### Mai

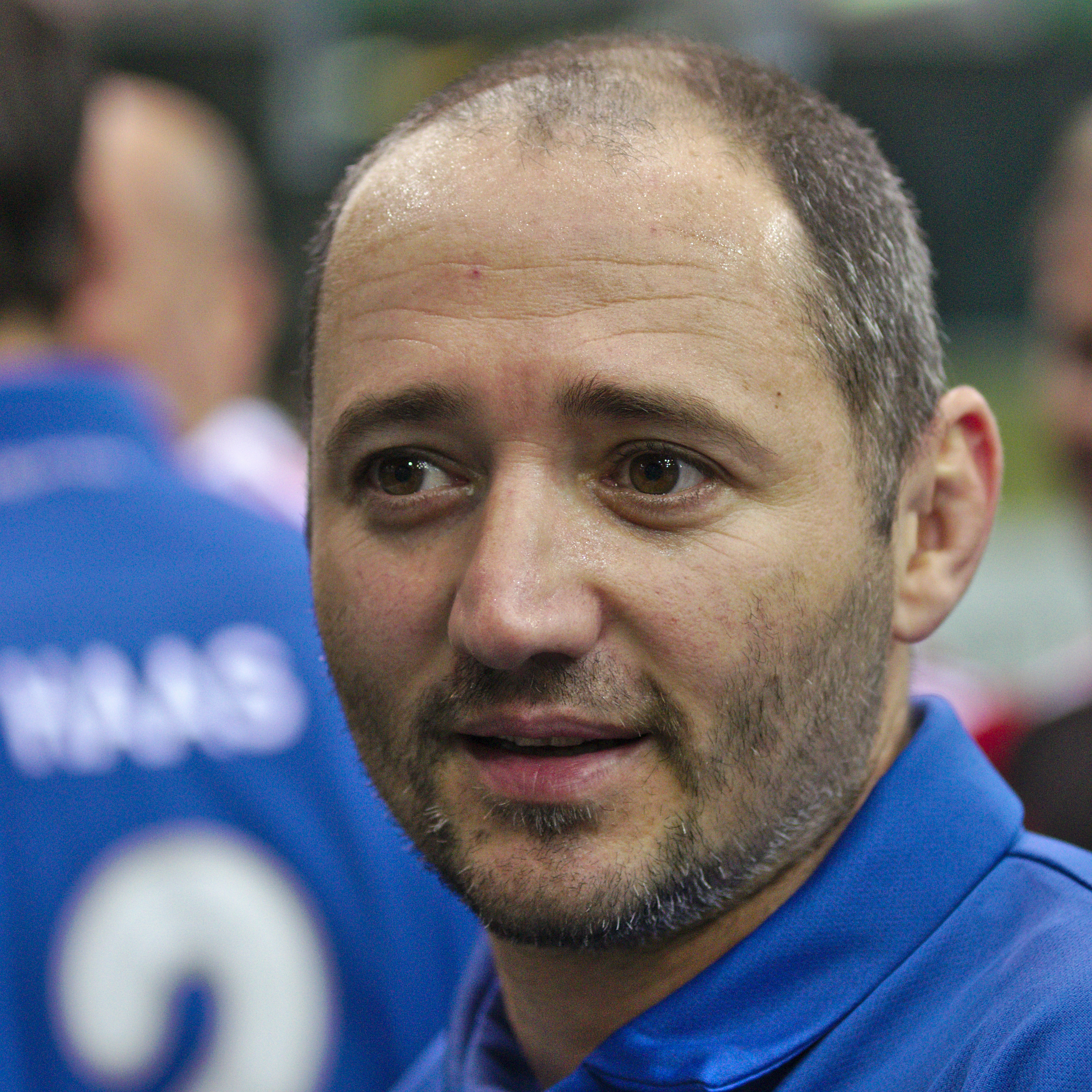
Oliver Neuville (2014)

- 01. Mai: Seba Johnson, US-amerikanische Skirennläuferin, Tierrechtsaktivistin und Schauspielerin
- 01. Mai: Oliver Neuville, deutscher Fußballspieler
- 02. Mai: Jarred Blancard, kanadischer Schauspieler
- 02. Mai: Florian Henckel von Donnersmarck, deutscher Filmregisseur und Filmproduzent
- 02. Mai: Leon Nzama-Nawezhi, sambischer Boxer
- 02. Mai: Mattia Zappa, Schweizer Cellist
- 03. Mai: Gharib Amzine, marokkanischer Fußballspieler
- 03. Mai: Jennifer Tung, US-amerikanische Schauspielerin und Stuntfrau
- 03. Mai: Rea Garvey, irischer Sänger
- 04. Mai: Malin Andersson, schwedische Fußballspielerin und -trainerin
- 04. Mai: Katrin Apel, deutsche Biathletin
- 04. Mai: Aslanbek Fidarow, ukrainischer Ringer († 2020)
- 05. Mai: Björn Glasner, deutscher Radrennfahrer
- 05. Mai: Brooke Ashley, Pornodarstellerin
- 05. Mai: Volker Michel, deutscher Handballspieler
- 05. Mai: Raik Werner, deutscher Jurist
- 05. Mai: Tina Yothers, amerikanische Schauspielerin
- 06. Mai: Emily Atef, deutsch-französisch-iranische Regisseurin und Autorin
- 06. Mai: Patrick Döring, deutscher Politiker und MdB
- 07. Mai: Tomas Antonelius, schwedischer Fußballspieler
- 07. Mai: Jürgen Hasler, liechtensteinischer Skirennläufer
- 07. Mai: Paolo Savoldelli, italienischer Radrennfahrer
- 08. Mai: Natalja Anissimowa, russische Sprinterin
- 08. Mai: José de Jesús Arellano Alcocer, mexikanischer Fußballspieler
- 08. Mai: Julien Favreuille, französischer Jazzmusiker († 2025)
- 09. Mai: Roland Assinger, österreichischer Skirennläufer und Trainer
- 10. Mai: Oliver Drechsel, deutscher Konzertpianist
- 10. Mai: Tana French, irische Schriftstellerin
- 10. Mai: Philipp Franz Freiherr von und zu Guttenberg, deutscher Adeliger und Forstverwalter
- 10. Mai: Victoria Madincea, deutsche Schauspielerin
- 10. Mai: Rüştü Reçber, türkischer Fußballspieler
- 11. Mai: Isabelle Flachsmann, Schweizer Sängerin, Tänzerin, Schauspielerin und Regisseurin
- 11. Mai: Sabine Völker, deutsche Eisschnellläuferin
- 11. Mai: Britta Becker, deutsche Hockeyspielerin
- 13. Mai: Ill-Young Kim, deutscher Musiker, Moderator und Schauspieler
- 14. Mai: Sandro Carlo Cortez Viana de Aguilar, portugiesischer Filmproduzent und -regisseur
- 14. Mai: Guendalina Buffon, italienische Volleyballspielerin
- 14. Mai: Anais Granofsky, kanadische Schauspielerin, Regisseurin, Drehbuchautorin und Filmproduzentin
- 14. Mai: Jonny Kane, britischer Automobilrennfahrer
- 14. Mai: Shanice, US-amerikanische R&B-Sängerin
- 15. Mai: Wang Xiaozhu, chinesische Bogenschützin
- 16. Mai: Jason „Wee Man“ Acuña, Jackass-Darsteller
- 16. Mai: Robert Kratky, österreichischer Radiomoderator
- 16. Mai: Tori Spelling, US-amerikanische Schauspielerin
- 17. Mai: Sasha Alexander, US-amerikanische Schauspielerin
- 17. Mai: Josh Homme, US-amerikanischer Rockmusiker, Musikproduzent
- 17. Mai: Matthew McGrory, US-amerikanischer Schauspieler († 2005)
- 18. Mai: Chantal Kreviazuk, kanadische Sängerin und Songwriterin
- 18. Mai: Tōru Ukawa, japanischer Motorradrennfahrer
- 19. Mai: Dario Franchitti, britischer Automobilrennfahrer
- 20. Mai: Dion Åkerstrøm, dänischer Bahnradsportler und Trainer
- 20. Mai: Daya Vaidya, US-amerikanische Schauspielerin
- 20. Mai: Kaya Yanar, deutsch-türkisch-arabischer Komiker und Moderator
- 20. Mai: Björn Beton, deutscher Rapper
- 20. Mai: Tatjana Lebedewa, russische Skirennläuferin
- 21. Mai: Niels Ruf, deutscher Fernsehmoderator, Schauspieler, Autor
- 22. Mai: Emilio Alzamora, spanischer Motorradrennfahrer
- 22. Mai: Fritz Fenne, deutscher Schauspieler und Hörspielsprecher
- 22. Mai: Nikolaj Lie Kaas, dänischer Schauspieler
- 22. Mai: Daniele Amadeo „Danny“ Tiatto, australischer Fußballspieler
- 22. Mai: Witold Wawrzyczek, polnischer Fußballspieler
- 22. Mai: Joey Woody, US-amerikanischer Leichtathlet
- 23. Mai: Kim Sung-soo, südkoreanischer Schauspieler und TV-Moderator
- 24. Mai: Nathacha Appanah-Mouriquand, mauritische Schriftstellerin und Journalistin
- 24. Mai: Rodrigo Alejandro Bueno, argentinischer Cuarteto-Sänger († 2000)
- 24. Mai: Bartolo Colón, dominikanischer Baseballspieler
- 24. Mai: Vladimír Šmicer, tschechischer Fußballspieler
- 24. Mai: Ruslana Lyschytschko, ukrainische Sängerin
- 24. Mai: Jill Johnson, schwedische Sängerin
- 25. Mai: As-Saadi al-Gaddafi, libyscher Fußballspieler, Fußballfunktionär und Filmproduzent
- 25. Mai: Daz Dillinger, US-amerikanischer Rapper und Produzent
- 27. Mai: Julia Böhm, deutsche Journalistin und Moderatorin
- 27. Mai: Jack McBrayer, US-amerikanischer Schauspieler und Komiker
- 28. Mai: Paolo Amodio, luxemburgischer Fußballspieler und -trainer
- 29. Mai: Aydo Abay, deutscher Sänger und Songwriter
- 29. Mai: Anthony Azizi, US-amerikanischer Schauspieler
- 29. Mai: Alpay Özalan, türkischer Fußballspieler

### Juni
- 01. Juni: Ellen De Waele, belgische Filmproduzentin
- 01. Juni: Adam Gabriel Garcia, australischer Schauspieler, Sänger und Tänzer

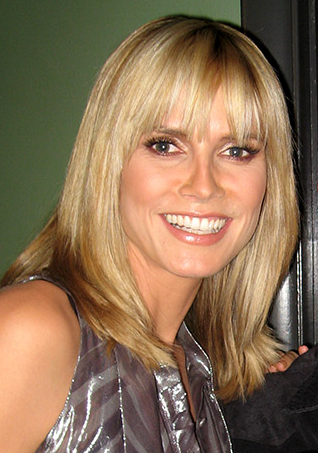
Heidi Klum, 2010

- 01. Juni: Heidi Klum, deutsches Mannequin und Fotomodell
- 01. Juni: Anna Thalbach, deutsche Schauspielerin
- 01. Juni: Mario Vandenbogaerde, belgischer Dartspieler
- 02. Juni: Carlos Acosta, kubanischer Balletttänzer und Choreograf
- 02. Juni: Kevin Feige, US-amerikanischer Filmproduzent
- 04. Juni: André Korff, deutscher Radrennfahrer
- 04. Juni: Sonsee Neu, deutsche Schauspielerin
- 05. Juni: Daniel Gildenlöw, schwedischer Musiker und Songschreiber
- 05. Juni: Galilea Montijo, mexikanische Fernsehschauspielerin und -moderatorin
- 05. Juni: Raphael Zuber, schweizerischer Architekt und Gastprofessor
- 06. Juni: Lisa Brokop, kanadische Country-Sängerin
- 07. Juni: Sascha Piontek, deutscher Jurist
- 08. Juni: Lexa Doig, kanadische Schauspielerin
- 09. Juni: Simone Sombecki, deutsche TV-Moderatorin und Schauspielerin
- 10. Juni: Faith Evans, US-amerikanische R'n'B-Sängerin und Schauspielerin
- 10. Juni: Damian Kallabis, deutscher Leichtathlet
- 10. Juni: Beno Lapajne, slowenischer Handballspieler
- 11. Juni: José Manuel Abundis, mexikanischer Fußballspieler
- 11. Juni: Gilberto da Costa Arílson, brasilianischer Fußballspieler
- 11. Juni: Joy Denalane, deutsche Musikerin
- 11. Juni: Robby Kiger, US-amerikanischer Schauspieler und Kinderdarsteller
- 12. Juni: Thomas Aigner, österreichischer Historiker
- 12. Juni: Daron Rahlves, US-amerikanischer Skirennläufer
- 12. Juni: Dregen, schwedischer Gitarrist
- 13. Juni: Saïd Ennjimi, französisch-marokkanischer Fußballschiedsrichter
- 13. Juni: Michelle Ferre, französisch-japanische Schauspielerin
- 13. Juni: Kasia Kowalska, polnische Sängerin
- 14. Juni: Remo Ankli, Schweizer Politiker
- 14. Juni: Jan Filip, tschechischer Handballspieler
- 14. Juni: DJ Marky, brasilianischer Drum-and-Bass-DJ und Musikproduzent
- 14. Juni: Svetlana Ražnatović, Turbo-Folk-Sängerin in Serbien und Montenegro
- 14. Juni: Graham Usher, englischer Dartspieler
- 15. Juni: Nicolas Dumont, französischer Radrennfahrer († 2025)

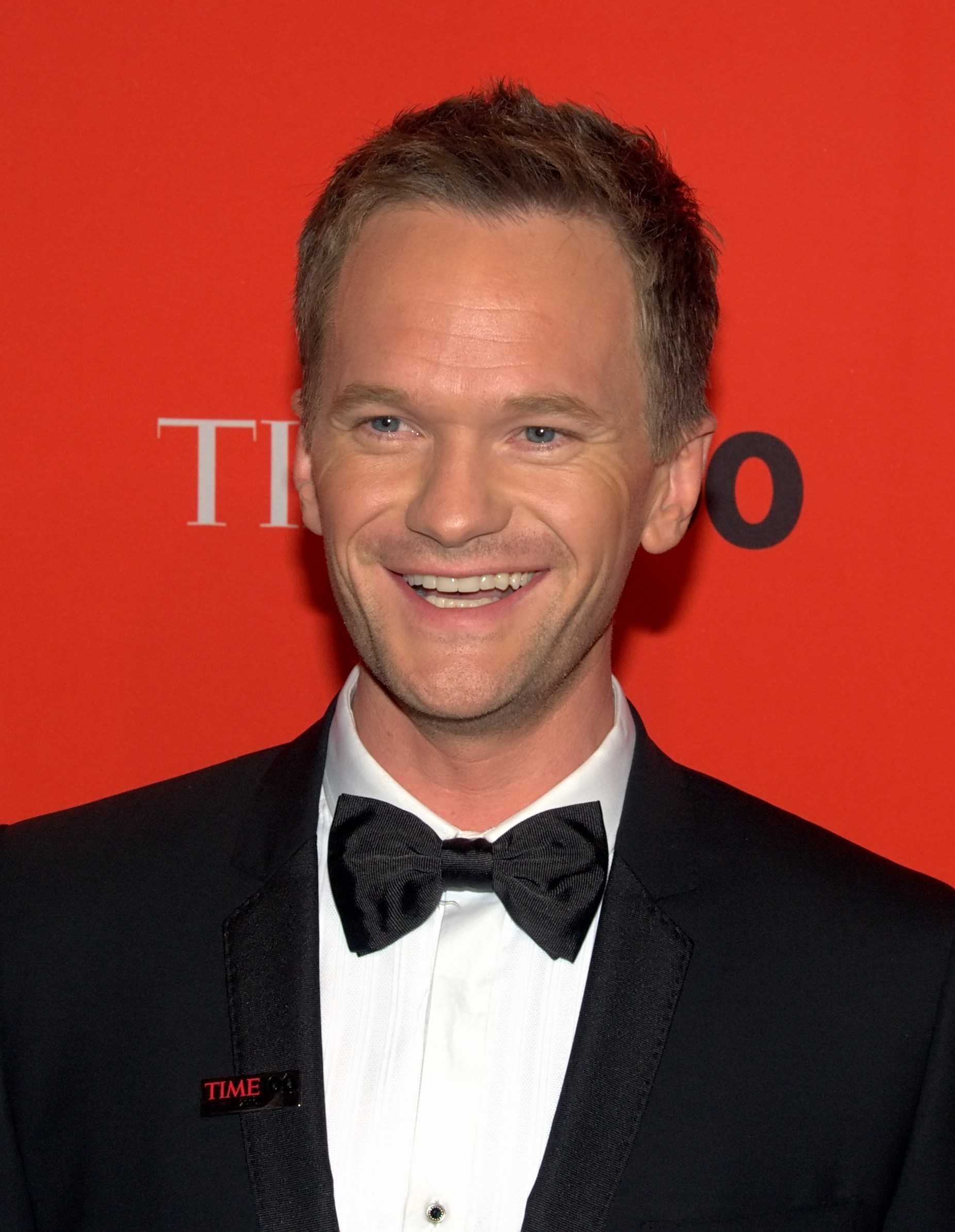
Neil Patrick Harris 2010

- 15. Juni: Neil Patrick Harris, US-amerikanischer Schauspieler
- 15. Juni: Silke Scheuermann, deutsche Schriftstellerin
- 16. Juni: Sandra Pires, brasilianische Beachvolleyballspielerin
- 16. Juni: Shane Reed, neuseeländischer Triathlet († 2022)
- 17. Juni: Helge Burggrabe, deutscher Komponist, Flötist und Bühnenbildner
- 17. Juni: Laryssa Denyssenko, ukrainische Schriftstellerin und Menschenrechtsaktivistin
- 18. Juni: Alexandra Meissnitzer, österreichische Skirennläuferin
- 19. Juni: Armen Avanessian, österreichischer Philosoph, Literaturwissenschaftler und politischer Theoretiker
- 19. Juni: Fabian Jacobi, deutscher Jurist und Politiker
- 19. Juni: Jörg Widmann, deutscher Komponist und Klarinettist
- 20. Juni: Axel Hardt, deutscher Brigadegeneral des Heeres der Bundeswehr
- 20. Juni: Osman Per, türkischer Fußballspieler († 1997)
- 20. Juni: Silke Andrea Schuemmer, deutsche Schriftstellerin, Kunsthistorikerin und freie Journalistin
- 20. Juni: Tom Wlaschiha, deutscher Schauspieler
- 21. Juni: Alyson Annan, australische Hockeyspielerin
- 21. Juni: Ilja Kaenzig, Schweizer Fußballfunktionär
- 21. Juni: Zuzana Čaputová, slowakische Juristin, Umweltaktivistin und Politikerin
- 21. Juni: Juliette Lewis, US-amerikanische Schauspielerin
- 22. Juni: Craig Alexander, australischer Triathlet
- 22. Juni: Sonya Kraus, deutsche Fernsehmoderatorin
- 22. Juni: Maike Tatzig, deutsche Fernsehmoderatorin und -produzentin
- 24. Juni: Alexander Beyer, deutscher Schauspieler
- 24. Juni: Bill Schuffenhauer, US-amerikanischer Bobfahrer
- 26. Juni: Andrea Mertens, deutsche Filmeditorin
- 26. Juni: Anybody Killa, US-amerikanischer Rapper
- 26. Juni: Afra Mussawisade, iranischer Perkussionist
- 27. Juni: Simon David Archer, britischer Badmintonspieler
- 27. Juni: Watu Kobese, südafrikanischer Schachmeister
- 28. Juni: Adrián Annus, ungarischer Leichtathlet
- 28. Juni: Alberto Berasategui, spanischer Tennisspieler
- 28. Juni: André Lange, deutscher Bobsportler
- 28. Juni: Regillio Simons, niederländischer Fußballspieler und -trainer
- 29. Juni: Tina Bordihn, deutsche Schauspielerin und Regisseurin
- 29. Juni: George Hincapie, US-amerikanischer Radsportler
- 30. Juni: Frank Rost, deutscher Fußballspieler

### Juli
- 02. Juli: Peter Kay, britischer Komiker
- 02. Juli: Tanya Stephens, jamaikanischer Dancehall-/Reggae-Singjay
- 03. Juli: Adrian Mark Aucoin, kanadischer Eishockeyspieler
- 03. Juli: Ólafur Stefánsson, isländischer Handballspieler
- 04. Juli: Gackt, Musiker, Pop-/Rockgruppe Malice Mizer
- 04. Juli: Keiko Ihara, japanische Automobilrennfahrer
- 04. Juli: Anthony „Tony“ Popovic, australischer Fußballspieler
- 05. Juli: Róisín Murphy, Sängerin des englischen Duos Moloko
- 05. Juli: Marcus Allbäck, schwedischer Fußballspieler
- 05. Juli: Carey McWilliams, US-amerikanischer Schütze (blind), Autor
- 05. Juli: Camilla Andersen, dänische Handballspielerin
- 06. Juli: Mark Ashley, deutscher Popsänger
- 07. Juli: Yann de Fabrique, französischer Schwimmer
- 07. Juli: Natsuki Takaya, japanische Mangaka
- 07. Juli: Kyung-Shin Yoon, koreanischer Handballer
- 07. Juli: Troy Garity, US-amerikanischer Filmschauspieler
- 08. Juli: Anna Schäfer, deutsche Schauspielerin
- 10. Juli: Marisa Burger, deutsche Schauspielerin
- 11. Juli: Konstantinos Kenteris, griechischer Leichtathlet, Olympiasieger
- 11. Juli: Nils Schmid, deutscher Politiker
- 11. Juli: Mohsen Torky, iranischer Fußballschiedsrichter
- 12. Juli: Christian Vieri, italienischer Fußballspieler
- 13. Juli: Danny Williams, britischer Boxer
- 13. Juli: Bang Kieu, vietnamesischer Sänger
- 13. Juli: Thomas Paulwitz, deutscher Historiker und Journalist
- 13. Juli: Astrid Retzke, deutsche Siebenkämpferin
- 14. Juli: Andri Snær Magnason, isländischer Schriftsteller
- 14. Juli: Halil Mutlu, türkischer Gewichtheber und dreifacher Olympiasieger
- 14. Juli: Candela Peña, spanische Schauspielerin
- 15. Juli: Buju Banton, Ragga-Sänger
- 15. Juli: John Dolmayan, US-amerikanischer Schlagzeuger
- 15. Juli: Brian Austin Green, US-amerikanischer Schauspieler
- 16. Juli: Stefano Garzelli, italienischer Radsportler
- 16. Juli: Miss Kittin, französische DJ, Sängerin und Musikproduzentin
- 16. Juli: Katherina Reiche, deutsche Politikerin
- 17. Juli: Halina Wawzyniak, deutsche Politikerin
- 18. Juli: René Rydlewicz, deutscher Fußballspieler

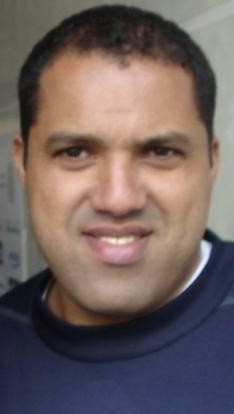
Aílton

- 19. Juli: Aílton, brasilianischer Fußballspieler
- 19. Juli: Christian Berge, norwegischer Handballspieler und -trainer

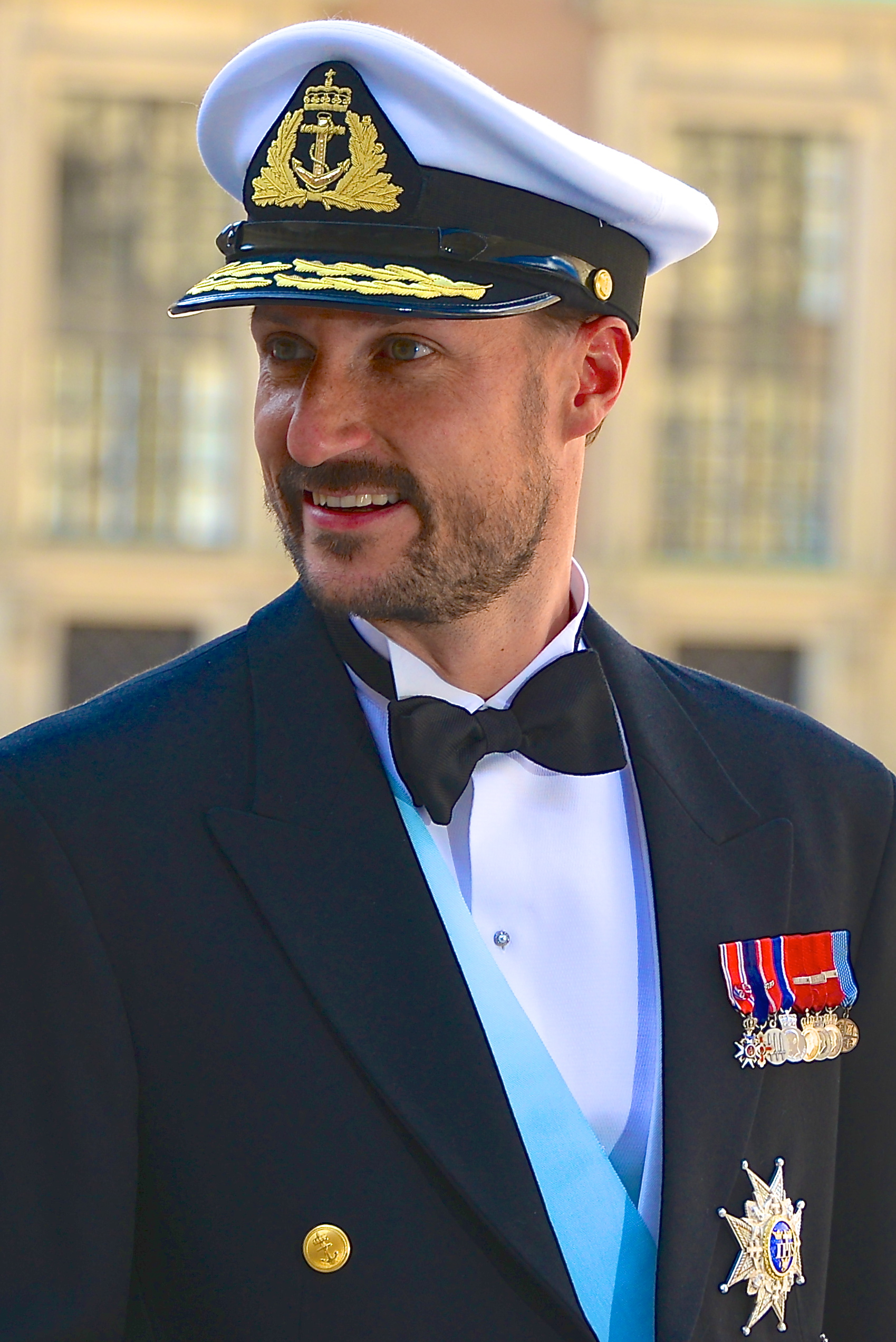
Haakon von Norwegen

- 19. Juli: Elke Schall, deutsche Tischtennisspielerin
- 20. Juli: Peter Forsberg, schwedischer Eishockeyspieler
- 20. Juli: Haakon von Norwegen, Kronprinz von Norwegen
- 20. Juli: Roberto Orci, mexikanischer Drehbuchautor († 2025)
- 20. Juli: Claudio Reyna, US-amerikanischer Fußballspieler
- 20. Juli: Florian Stadler, deutscher Schauspieler
- 21. Juli: Nelson Javier Abeijón Pessi, uruguayischer Fußballspieler
- 21. Juli: Berhane Adere, äthiopische Langstreckenläuferin
- 21. Juli: Roberto Bisconti, belgischer Fußballspieler
- 21. Juli: Mandy Wötzel, deutsche Eiskunstläuferin
- 22. Juli: Nicole Hess, deutsche Politikerin

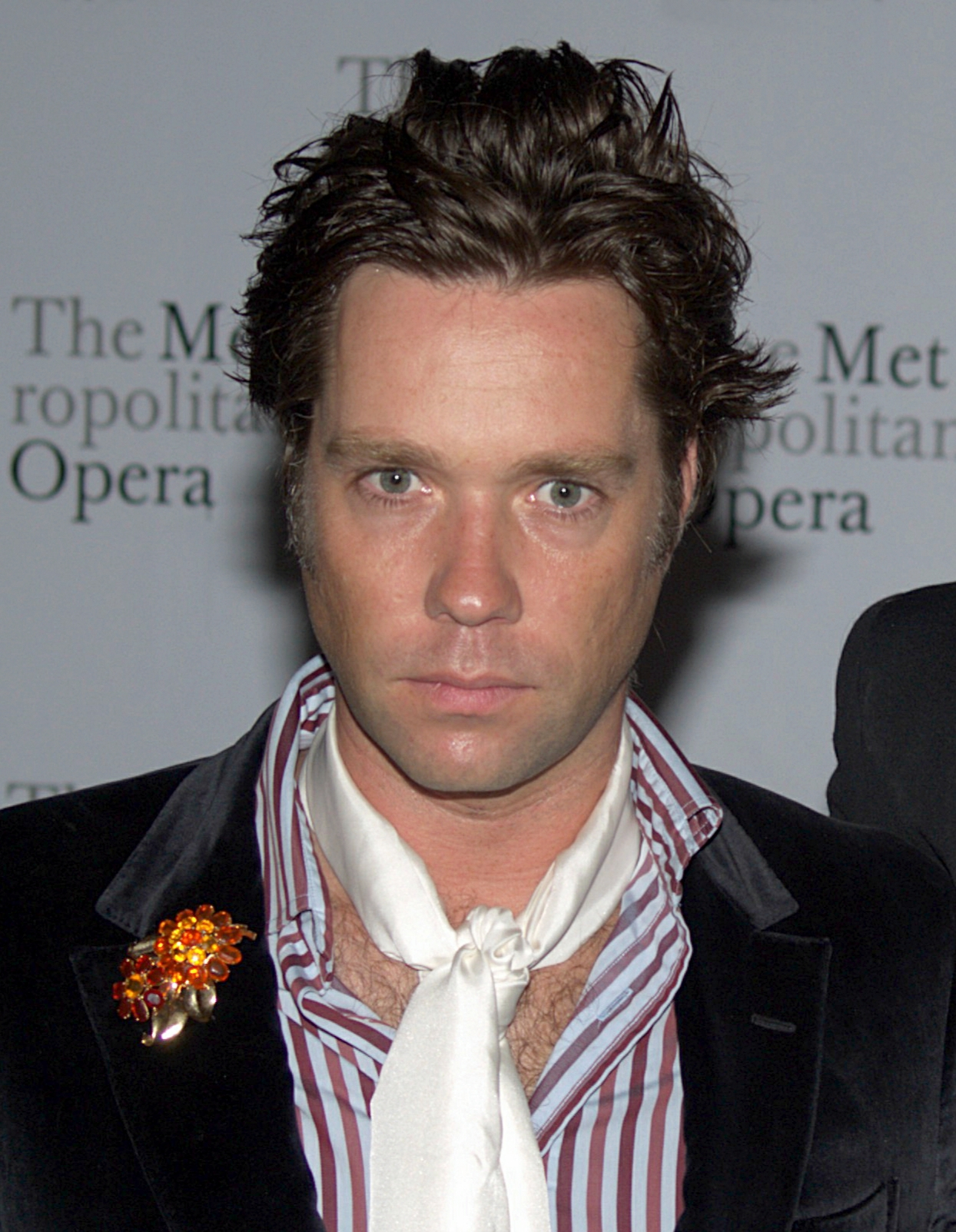
Rufus Wainwright

- 22. Juli: Rufus Wainwright, kanadisch-US-amerikanischer Singer-Songwriter
- 23. Juli: Gunn Margit Andreassen, norwegische Biathletin
- 23. Juli: Daisy Donovan, britische Schauspielerin, Autorin und Produzentin
- 23. Juli: Omar Epps, US-amerikanischer Schauspieler
- 23. Juli: Kathryn Hahn, US-amerikanische Schauspielerin
- 23. Juli: Monica Lewinsky, US-amerikanische Psychologin
- 23. Juli: Francis Meletzky, deutsche Filmregisseurin
- 23. Juli: Enrico Ney, deutscher Handballtorwart
- 24. Juli: Oliver Clemens, deutscher Schauspieler
- 24. Juli: Daniel Günther, deutscher Politiker
- 24. Juli: Johan Micoud, französischer Fußballspieler
- 25. Juli: Deniz Çelik, türkische Sängerin
- 25. Juli: Christian Hjermind, dänischer Handballspieler
- 25. Juli: Kenny Roberts jr., US-amerikanischer Motorradrennfahrer
- 25. Juli: Igli Tare, albanischer Fußballspieler
- 25. Juli: Mike Wainwright, britischer Geschäftsmann und Automobilrennfahrer
- 26. Juli: Kate Beckinsale, britische Schauspielerin
- 26. Juli: Christina Fellner, deutsche Eishockeyspielerin
- 26. Juli: Maureen Havlena, deutsche Schauspielerin
- 27. Juli: Razaaq Adoti, britischer Schauspieler
- 27. Juli: Paul Amey, britischer Duathlet
- 27. Juli: Jesper Larsson, schwedischer Handballtorwart
- 29. Juli: Marian Christow, bulgarischer Fußballspieler
- 29. Juli: Stephen Dorff, US-amerikanischer Schauspieler
- 30. Juli: Anne Brorhilker, deutsche Juristin
- 30. Juli: Ümit Davala, türkischer Fußballspieler
- 30. Juli: Isa Katharina Gericke, norwegische Opernsängerin
- 30. Juli: Markus Näslund, schwedischer Eishockeyspieler
- 30. Juli: Sonu Nigam, indischer Musiker und Sänger
- 30. Juli: Catherine Stihler, britische Europaabgeordnete
- 31. Juli: Jacob Aagaard, dänisch-schottischer Schachmeister und Schriftsteller

### August
- 01. August: Jirka Arndt, deutscher Leichtathlet († 2024)
- 01. August: Eduardo Noriega, spanischer Schauspieler
- 01. August: Edurne Pasaban, spanische Bergsteigerin
- 02. August: Éric Deflandre, belgischer Fußballspieler
- 03. August: Marica Bodrožić, kroatischstämmige deutsche Schriftstellerin
- 03. August: Stephen Graham, britischer Schauspieler
- 03. August: Kevin McGarrity, nordirischer Automobilrennfahrer
- 03. August: Daniel Stephan, deutscher Handballspieler
- 03. August: Katja Studt, deutsche Schauspielerin
- 03. August: Arūnas Vaškevičius, litauischer Handballspieler
- 04. August: Eva Amaral, spanische Sängerin
- 04. August: Yoelbi Quesada, kubanischer Dreispringer
- 05. August: Maren Meinert, deutsche Fußballspielerin
- 05. August: Laurent Redon, französischer Automobilrennfahrer
- 06. August: Vera Farmiga, US-amerikanische Schauspielerin
- 06. August: Asia Carrera, US-amerikanische Pornodarstellerin
- 06. August: Stuart O’Grady, australischer Radrennfahrer
- 06. August: Julia Schmidt, deutsche Schauspielerin
- 06. August: Sabine Wen-Ching Wang, schweizerisch-taiwanische Schriftstellerin
- 07. August: Gabriele Ambrosetti, italienischer Fußballspieler
- 07. August: Kevin Vincent Muscat, australischer Fußballspieler
- 08. August: Ilka Agricola, deutsche Mathematikerin
- 08. August: Scott Stapp, US-amerikanischer Musiker
- 08. August: Thorsten Frei, baden-württembergischer Politiker und Bürgermeister von Donaueschingen
- 09. August: William John Aitken, schottischer Fußballspieler und -trainer

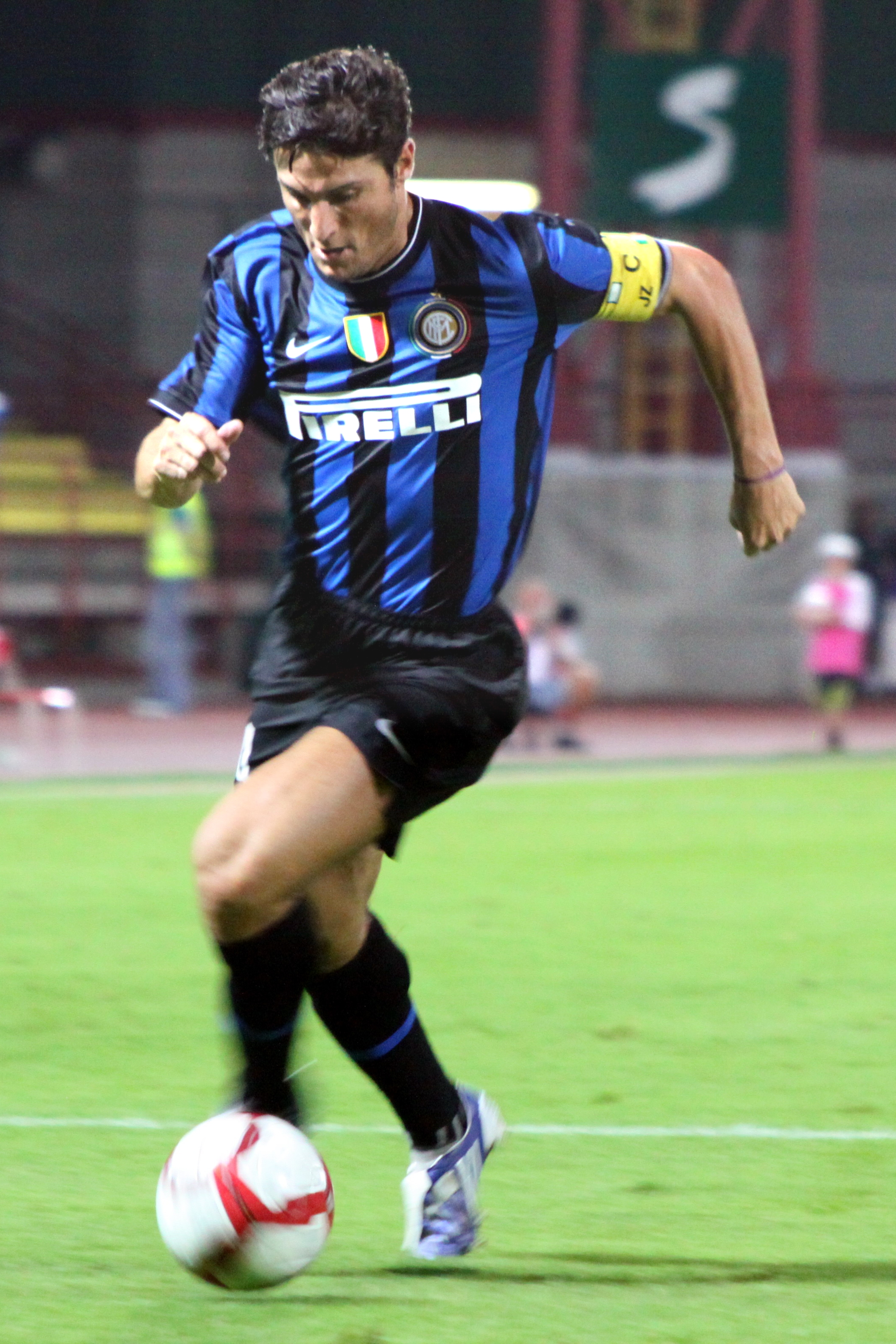
Javier Zanetti (2009)

- 09. August: Filippo Inzaghi, italienischer Fußballspieler und -trainer
- 09. August: Moguai, deutscher Musikproduzent und DJ
- 10. August: Javier Zanetti, argentinischer Fußballspieler
- 10. August: Ziska Riemann, deutsche Comic-Zeichnerin, Filmregisseurin, Drehbuchautorin und Musikerin
- 10. August: Ann Voskamp, kanadische Psychologin, Farmerin, Familienfrau und Bestsellerautorin
- 11. August: Frédéric Adam, französischer Fußballspieler
- 11. August: Kristin Armstrong, US-amerikanische Radrennfahrerin und Triathletin
- 12. August: Isabel Arlt, deutsche Schauspielerin und Chansonsängerin
- 12. August: Mark Iuliano, italienischer Fußballspieler und -trainer
- 12. August: Richard Reid, britischer Terrorist
- 12. August: Mark Zabel, deutscher Kanute
- 12. August: Joseba Beloki, spanischer Radrennfahrer
- 13. August: Brittany Andrews, US-amerikanische Pornodarstellerin
- 14. August: Jared Borgetti, mexikanischer Fußballspieler
- 14. August: Jay-Jay Okocha, nigerianischer Fußballspieler
- 15. August: Nebojša Krupniković, serbischer Fußballspieler
- 16. August: Krzysztof Kołomański, polnischer Kanute
- 16. August: Mirko Puglioli, italienischer Radrennfahrer
- 16. August: Ana Galindo Santolaria, spanische Skirennläuferin
- 16. August: Nadja Schildknecht, Schweizer Unternehmerin
- 17. August: Daniel Hope, südafrikanisch-britischer Geiger
- 17. August: Franziska Petri, deutsche Schauspielerin

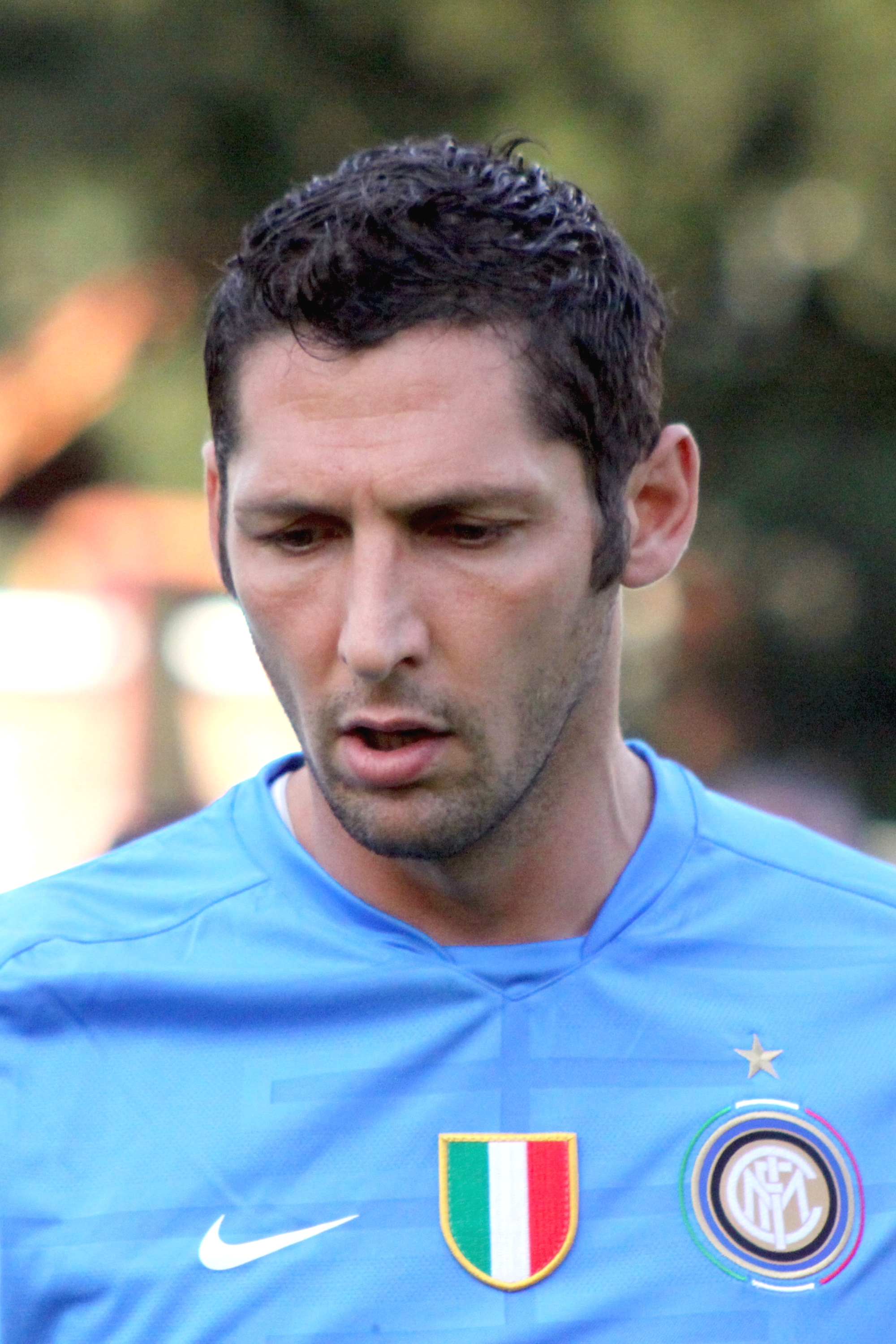
Marco Materazzi, 2009

- 18. August: Wolodymyr Wirtschis, ukrainischer Boxer († 2022)
- 19. August: Marco Materazzi, italienischer Fußballspieler
- 19. August: Mette-Marit von Norwegen, Ehefrau des norwegischen Kronprinzen
- 20. August: Alban Ali Bushi, albanischer Fußballspieler

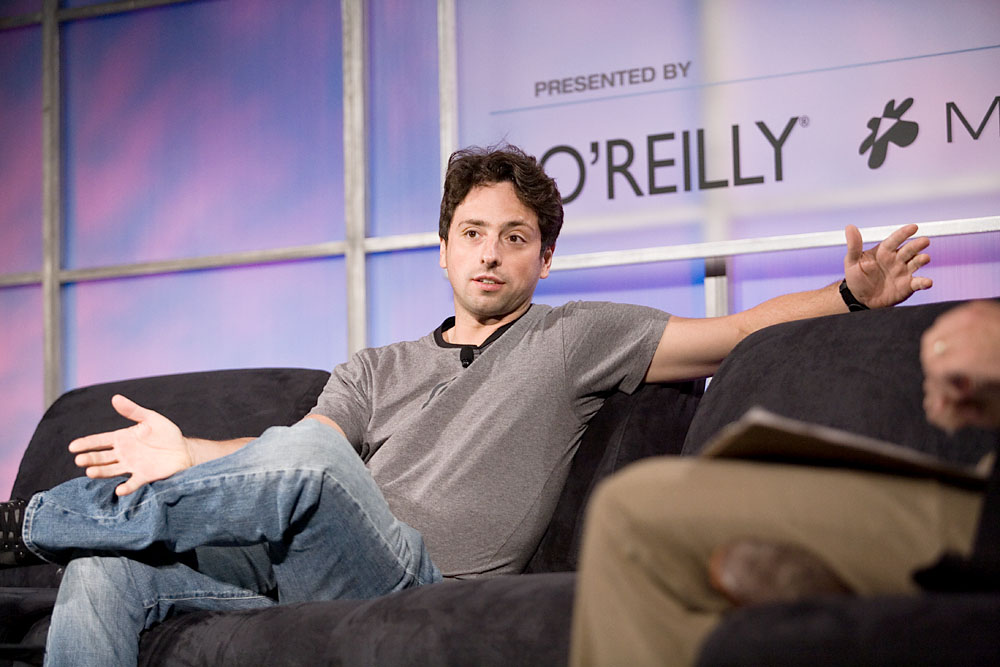
Sergey Brin, 2005

- 21. August: Sergey Brin, US-amerikanischer Informatiker und Unternehmer
- 21. August: Jeff Roop, kanadischer Schauspieler
- 21. August: Nikolai Walujew, russischer Boxer

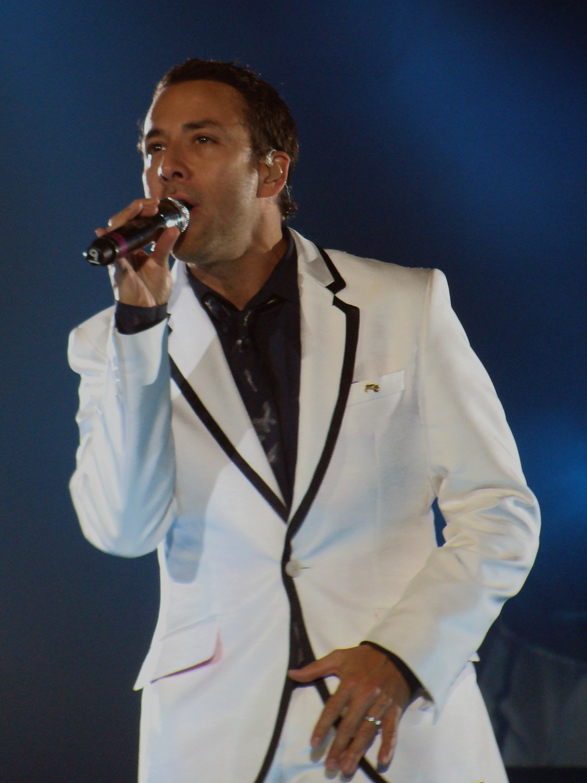
Howie Dorough, 2012

- 22. August: Howie Dorough, US-amerikanischer Sänger
- 23. August: Malaika Arora, indisches Model und Schauspielerin
- 23. August: Martin Rapold, Schweizer Schauspieler
- 24. August: Inge de Bruijn, niederländische Schwimmerin
- 24. August: Anne Cathrin Buhtz, deutsche Schauspielerin
- 24. August: Dave Chappelle, US-amerikanischer Comedian und Schauspieler
- 24. August: Anna Carlsson, schwedische Synchronsprecherin und Schauspielerin
- 24. August: Astrid North, deutsche Soulsängerin († 2019)
- 24. August: Barret Oliver, US-amerikanischer Filmschauspieler und Fotograf
- 25. August: Fatih Akin, deutscher Filmregisseur, Schauspieler und Produzent
- 27. August: Dietmar Hamann, deutscher Fußballspieler
- 28. August: Eric Gull, argentinisch-schweizerischer Handballspieler
- 29. August: Daniel Burman, argentinischer Filmregisseur
- 29. August: Olivier Jacque, französischer Motorradrennfahrer
- 29. August: Aleksandar Tesla, deutscher Schauspieler
- 29. August: Thomas Tuchel, deutscher Fußballspieler
- 30. August: Claudia Bokel, deutsche Degenfechterin
- 30. August: Toni Greis, deutscher Comiczeichner und Illustrator
- 31. August: Björn Bobach, deutscher Opernsänger
- 31. August: Régis Genaux, belgischer Fußballspieler († 2008)
- 31. August: Markus Schmidt, deutscher Fußballschiedsrichter

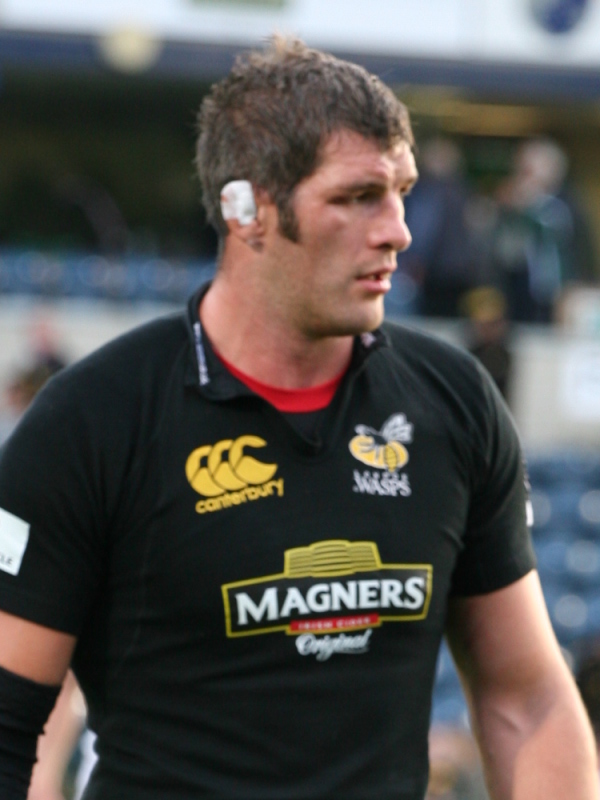
Simon Show, 2008

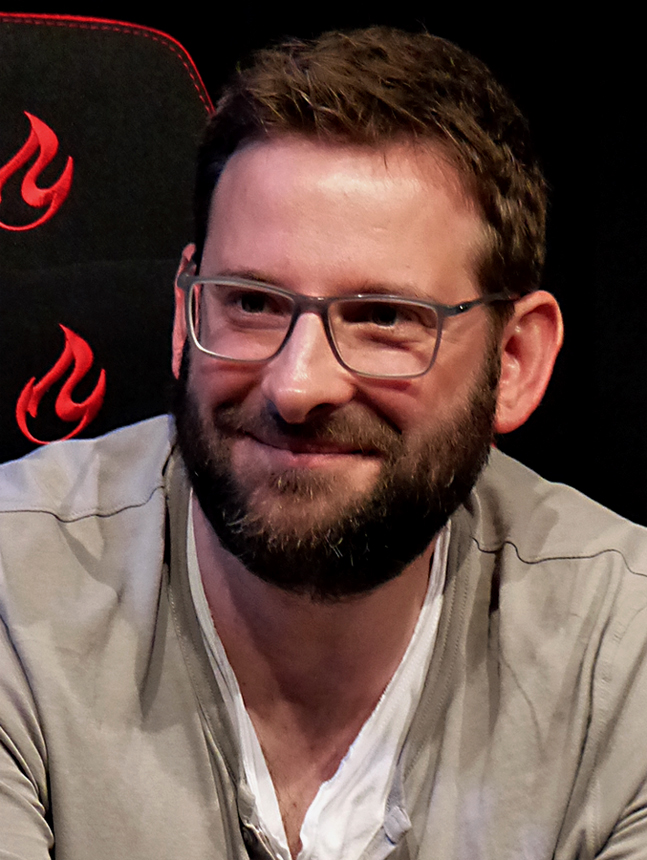
David Gromer 2018

### September
- 01. September: Simon Shaw, englischer Rugbyspieler
- 02. September: Savo Milošević, serbischer Fußballspieler
- 03. September: Jo Ambros, deutscher Jazzmusiker und Gitarrist
- 03. September: Elisabeth Baulitz, deutsche Schauspielerin
- 03. September: Fred Rodriguez, US-amerikanischer Radrennfahrer
- 04. September: Stéphane Lémeret, belgischer Journalist und Automobilrennfahrer
- 04. September: Lidia Șimon, rumänische Langstreckenläuferin
- 05. September: Sebastião Gomes, osttimoresischer Unabhängigkeitsaktivist († 1991)
- 05. September: Rose McGowan, US-amerikanische Schauspielerin
- 05. September: Heidi Tjugum, norwegische Handballspielerin
- 06. September: Carlo Cudicini, italienischer Fußballtorwart
- 07. September: Shannon Elizabeth, US-amerikanische Schauspielerin
- 08. September: Sue de Beer, US-amerikanische Videokünstlerin, Fotografin und Bildhauerin
- 08. September: Lorraine Fenton, jamaikanische Sprinterin
- 09. September: Daniel Aminati, deutscher Fernsehmoderator, Sänger und Schauspieler
- 09. September: Frode Andresen, norwegischer Biathlet
- 09. September: Bogdan Lucian Aurescu, rumänischer Diplomat und Politiker
- 09. September: Sven-André Dreyer, deutscher Schriftsteller
- 09. September: David Gromer, deutscher Fernsehmoderator
- 09. September: Aitor Osa, spanischer Radrennfahrer
- 10. September: Mark Huizinga, niederländischer Judoka
- 11. September: Tanya Hansen, norwegische Pornodarstellerin
- 11. September: Alessio Silvestrin, italienischer Balletttänzer, Choreograph und Komponist
- 12. September: Dirk Ahner, deutscher Drehbuchautor
- 12. September: Darren Campbell, britischer Leichtathlet
- 12. September: Zhao Hongbo, chinesischer Eiskunstläufer
- 12. September: Martina Ertl, deutsche Skirennläuferin
- 12. September: Pedrito Martínez, kubanisch-US-amerikanischer Sänger und Perkussionist

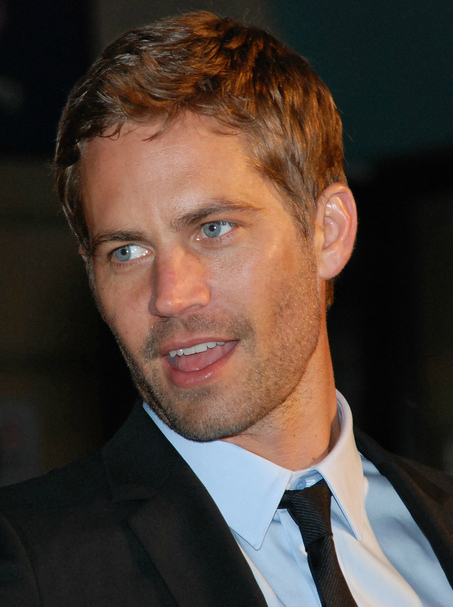
Paul Walker (2009)

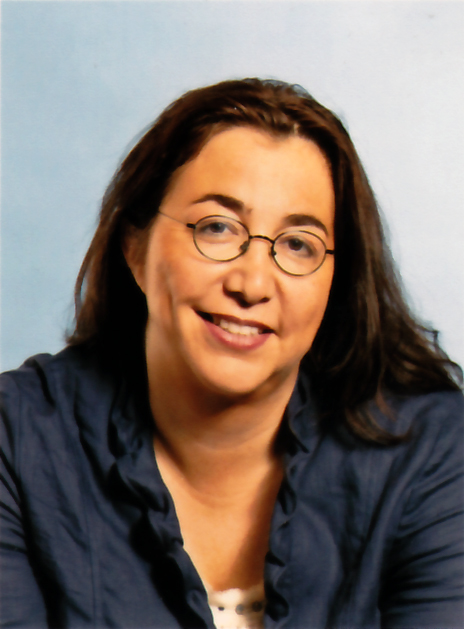
Cesla Amarelle, 2011

- 12. September: Paul Walker, US-amerikanischer Schauspieler († 2013)
- 13. September: Christine Arron, französische Leichtathletin und Olympionikin
- 13. September: Fabio Cannavaro, italienischer Fußballspieler
- 13. September: Sascha Lensing, deutscher Politiker
- 14. September: Cesla Virginia Amarelle, Schweizer Politikerin
- 14. September: Dominique Arnold, US-amerikanischer Leichtathlet
- 14. September: Andreas Schmidt, deutscher Fußballspieler
- 14. September: Oliver Schmidt, deutscher Fußballspieler
- 14. September: Nasir Jones, US-amerikanischer Rap-Musiker
- 14. September: Andrew Lincoln, britischer Schauspieler
- 15. September: Radek Blahut, tschechischer Radrennfahrer
- 15. September: Daniel von Schweden, Ehemann von Kronprinzessin Victoria von Schweden
- 15. September: Giandomenico Basso, italienischer Rallyefahrer
- 16. September: Naveed Alam, pakistanischer Hockeyspieler († 2021)
- 16. September: Michał Staniszewski, polnischer Kanute
- 16. September: Alexander Winokurow, kasachischer Radrennfahrer
- 18. September: Dario Frigo, italienischer Radrennfahrer
- 18. September: Andreas Guenther, deutscher Schauspieler
- 18. September: Ulla Lenze, deutsche Schriftstellerin
- 18. September: Mark Shuttleworth, südafrikanischer Unternehmer, zweiter Weltraumtourist
- 19. September: José Azevedo, portugiesischer Radrennfahrer
- 20. September: Olaf Pollack, deutscher Radsportler
- 21. September: Manuel Gräfe, deutscher Fußballschiedsrichter
- 21. September: Günter Heberle, deutscher Fußballspieler und -trainer
- 21. September: Andrei Kiwiljow, kasachischer Radrennfahrer († 2003)
- 22. September: Julia Matijass, deutsche Judoka russischer Herkunft
- 23. September: Valentino Fois, italienischer Radrennfahrer († 2008)
- 23. September: Trick Daddy, US-amerikanischer Rapper
- 23. September: René Lohse, deutscher Eiskunstläufer
- 24. September: Thomas Hofer, österreichischer Politikberater
- 24. September: Amy Scurria, US-amerikanische Komponistin
- 25. September: Johnny Rodríguez, andorranischer Fußballspieler
- 26. September: Chris Small, schottischer Snookerspieler
- 27. September: Vratislav Lokvenc, tschechischer Fußballspieler
- 27. September: Der Wolf, deutscher Rapper
- 29. September: Eddy Mazzoleni, italienischer Radrennfahrer

### Oktober

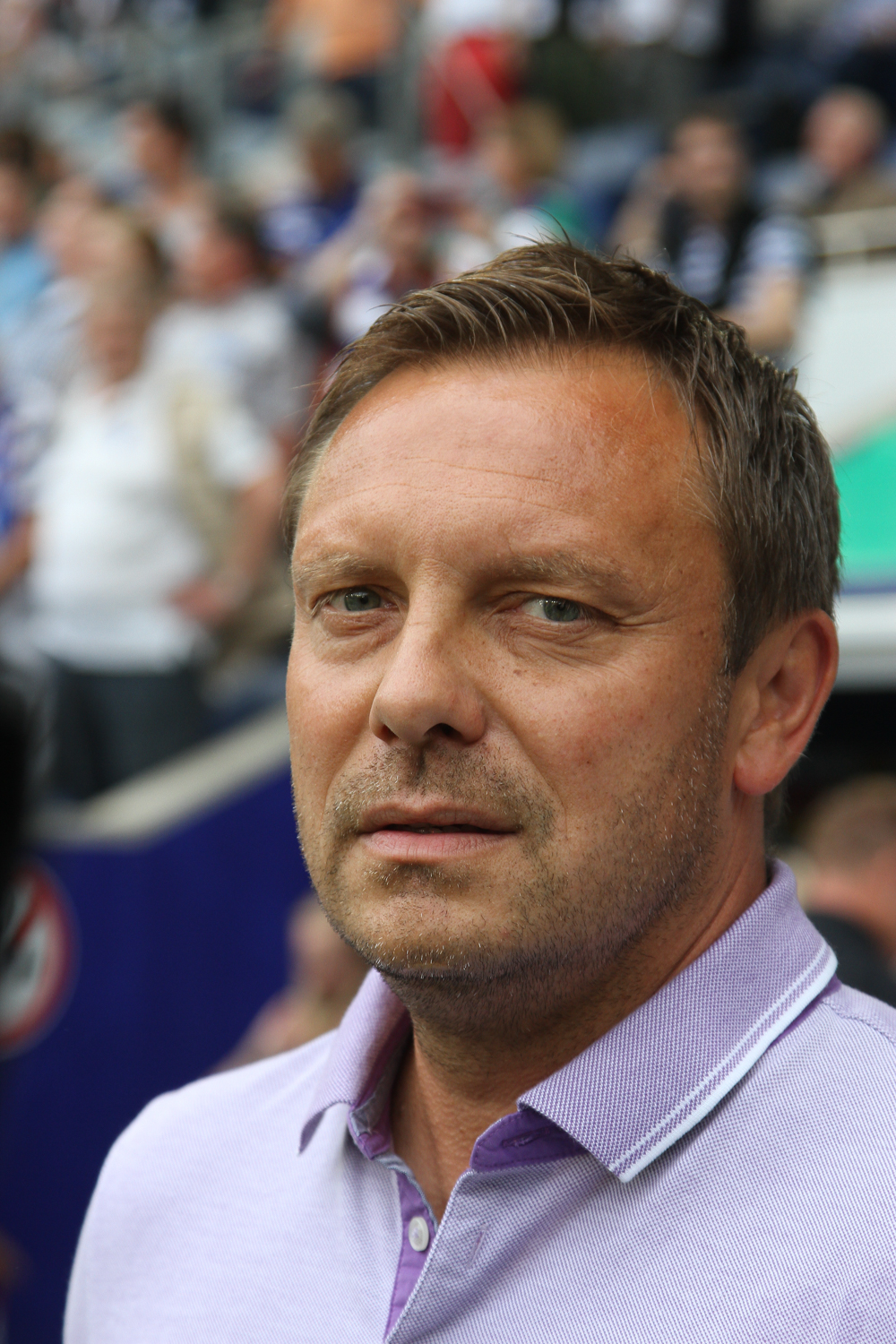
André Breitenreiter, 2015

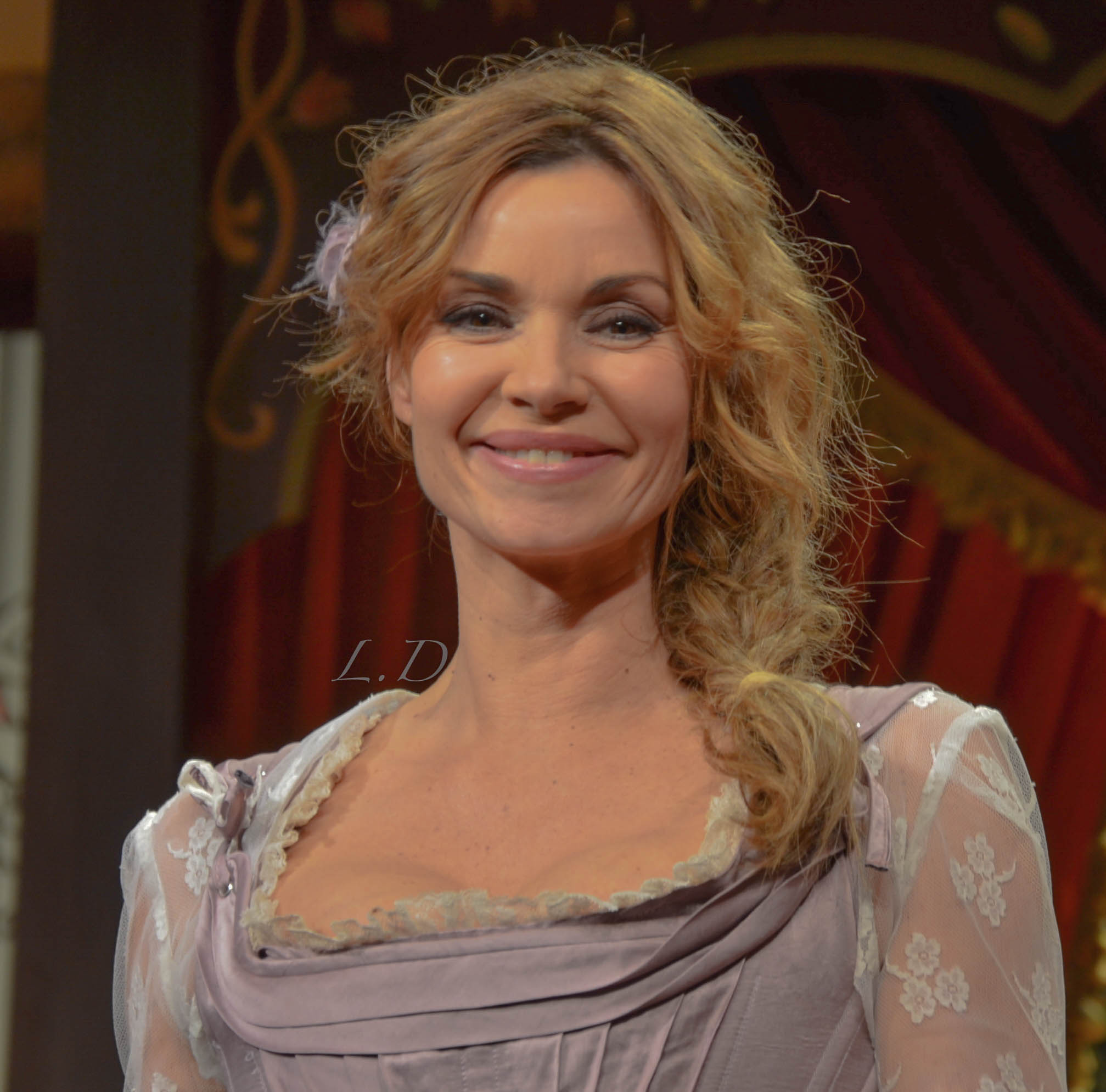
Ingrid Chauvin, 2015

- 01. Oktober: John Mackey, US-amerikanischer Komponist
- 02. Oktober: André Breitenreiter, deutscher Fußballspieler und -trainer.
- 02. Oktober: Ferris MC, deutscher Musiker, Rapper und Schauspieler
- 02. Oktober: Lene Nystrøm, norwegische Sängerin, Musikerin und Schauspielerin
- 02. Oktober: Proof, US-amerikanischer Rapper († 2006)
- 02. Oktober: Verka Serduchka, ukrainischer Sänger
- 03. Oktober: Keiko Agena, US-amerikanische Schauspielerin
- 03. Oktober: Hedy Burress, US-amerikanische Schauspielerin
- 03. Oktober: Neve Campbell, kanadische Schauspielerin
- 03. Oktober: Ingrid Chauvin, französische Schauspielerin und Moderatorin
- 03. Oktober: Serkan Cetin, türkisch-deutscher Bodybuilder
- 03. Oktober: Uğur Dağdelen, türkischer Fußballspieler († 2015)
- 03. Oktober: Lena Headey, britische Schauspielerin
- 03. Oktober: Notburga Karl, deutsche Künstlerin
- 03. Oktober: Antti Laaksonen, finnischer Eishockeyspieler
- 03. Oktober: Ricardo Mayorga, nicaraguanischer Boxer
- 03. Oktober: Boris Meinzer, deutscher Comedian
- 03. Oktober: Torben Miehle, deutscher Musiker, Schauspieler und Filmregisseur
- 03. Oktober: Florian Mildenberger, deutscher Privatgelehrter
- 03. Oktober: Kari Rueslåtten, norwegische Sängerin
- 03. Oktober: Oliver Schnyder, Schweizer Pianist
- 03. Oktober: Bernard Schuiteman, niederländischer Fußballspieler
- 03. Oktober: Sean Tallaire, kanadischer Eishockeyspieler († 2024)
- 03. Oktober: Ljubomir Vranjes, schwedischer Handballspieler und -trainer
- 03. Oktober: Friedemann Weise, deutscher Liedermacher und Satiriker
- 03. Oktober: Yaguare Yama, ist ein brasilianischer Schriftsteller indigener Herkunft
- 04. Oktober: Andreas Bittl, deutscher Schauspieler
- 04. Oktober: Dennis Gansel, deutscher Regisseur
- 04. Oktober: Christopher J. Parks, US-amerikanischer Wrestler und Profifootballer
- 05. Oktober: Daniel Eschbach, deutscher Fußballspieler
- 05. Oktober: Andrea Gesch, deutsche Ruderin
- 05. Oktober: Jeanette Macchi-Meier, Schweizer Sängerin und Moderatorin
- 06. Oktober: Wilson Boit Kipketer, kenianischer Mittel- und Langstreckenläufer
- 06. Oktober: Ioan Gruffudd, walisischer Schauspieler
- 07. Oktober: Sami Hyypiä, finnischer Fußballspieler
- 07. Oktober: Elie Chevieux, Schweizer Sportkletterer
- 08. Oktober: Arsen Awetissjan, armenischer Fußballspieler
- 08. Oktober: Torben Wosik, deutscher Tischtennisspieler
- 09. Oktober: Jennifer Aspen, US-amerikanische Schauspielerin
- 09. Oktober: Axel Lawarée, belgischer Fußballspieler
- 09. Oktober: Caparezza, italienischer Hip-Hopper
- 09. Oktober: Trettmann, deutscher Hip-Hop-, RnB- und Dancehall-Sänger
- 11. Oktober: Roman Frieling, deutscher Tänzer, Tanzsporttrainer und Wertungsrichter
- 11. Oktober: Takeshi Kaneshiro, japanisch-taiwanischer Schauspieler
- 11. Oktober: Tomáš Konečný, tschechischer Radrennfahrer
- 11. Oktober: Janis Nikos, deutsch-griechischer Schlagersänger und Entertainer
- 12. Oktober: Martin Corry, englischer Rugbyspieler
- 13. Oktober: Niki Marty, Schweizer Sportschütze
- 14. Oktober: Steven Bradbury, australischer Shorttrack-Sportler
- 14. Oktober: Erik Göthel, deutscher Handballspieler
- 14. Oktober: Fabián O’Neill, uruguayischer Fußballspieler († 2022)
- 15. Oktober: Alex Nyarko, ghanaischer Fußballspieler
- 15. Oktober: Meike Schlecker, deutsche Unternehmerin
- 16. Oktober: Andy Gätjen, US-amerikanisch-deutscher Schauspieler
- 16. Oktober: Philipp Hochmair, österreichischer Schauspieler
- 16. Oktober: Eva Röse, schwedische Schauspielerin
- 19. Oktober: Linda Andrews, färöische Gospelsängerin
- 19. Oktober: Joaquin Gage, kanadischer Eishockey-Spieler
- 21. Oktober: Lera Auerbach, russische Komponistin, Pianistin und Autorin
- 21. Oktober: Andrij Portnow, ukrainischer Politiker († 2025)
- 22. Oktober: Christian von Aster, deutscher Schriftsteller, Regisseur und Drehbuchautor
- 22. Oktober: Andrés Palop, spanischer Fußballspieler
- 23. Oktober: Christian Dailly, schottischer Fußballspieler
- 24. Oktober: Levi Leipheimer, US-amerikanischer Radrennfahrer
- 26. Oktober: Seth MacFarlane, US-amerikanischer Schauspieler, Synchronsprecher und Produzent
- 27. Oktober: Jessica Andersson, schwedische Sängerin
- 27. Oktober: Kerstin Avemo, schwedische Opernsängerin
- 28. Oktober: Alvin Burke junior, US-amerikanischer Wrestler
- 28. Oktober: Daniel Erdmann, deutscher Jazzsaxophonist und -klarinettist
- 28. Oktober: Fabian Römer, Schweizer Musiker und Filmkomponist
- 29. Oktober: Robert Pires, französischer Fußballspieler
- 30. Oktober: Richard „Richie“ Alagich, australischer Fußballspieler
- 30. Oktober: Adam Copeland, kanadischer Wrestler
- 30. Oktober: Johan Eriksson, schwedischer Schachspieler
- 30. Oktober: Ariel Panzer, argentinischer Handballspieler

### November
- 01. November: Igor González de Galdeano, spanischer Radsportler
- 01. November: Aishwarya Rai, indische Schauspielerin
- 01. November: Dimo Wache, deutscher Fußballspieler
- 02. November: Ljudmila Arlouskaja, weißrussische Biathletin
- 02. November: Marisol Nichols, US-amerikanische Schauspielerin
- 02. November: Rodrigo Sales, US-amerikanischer Unternehmer und Automobilrennfahrer
- 02. November: Joachim Yaw, ghanaischer Fußballspieler und -trainer
- 03. November: Régis de Sá Moreira, brasilianisch-französischer Schriftsteller
- 04. November: Linda Lorin, französische Journalistin sowie Fernseh- und Radiomoderatorin
- 04. November: Arne Van Petegem, belgischer Musiker
- 05. November: Emmanuelle Bertrand, franzsösiche Cellistin
- 05. November: Niasony, kongolesische Sängerin
- 05. November: Miloš Orson Štědroň, tschechischer Komponist
- 06. November: Susan Downey, US-amerikanische Filmproduzentin
- 06. November: Irakli Okruaschwili, georgischer Verteidigungsminister
- 07. November: Martín Palermo, argentinischer Fußballspieler
- 07. November: Martin Reichel, deutscher Eishockeyspieler
- 07. November: Vokalmatador, deutscher Rapper
- 08. November: Winnie Böwe, deutsche Schauspielerin und Opernsängerin
- 08. November: Erika Csomor, ungarische Langstreckenläuferin
- 08. November: Andreas Ferner, österreichischer Kabarettist und Schauspieler
- 08. November: Sven Mikser, estnischer Politiker
- 09. November: Kofi Ansuhenne, deutscher Musiker, Songschreiber und Musikproduzent
- 09. November: Nick Lachey, US-amerikanischer Sänger und Schauspieler
- 09. November: Sylwia Rutkiewicz,polnische Badmintonspielerin
- 09. November: Zisis Vryzas, griechischer Fußballspieler

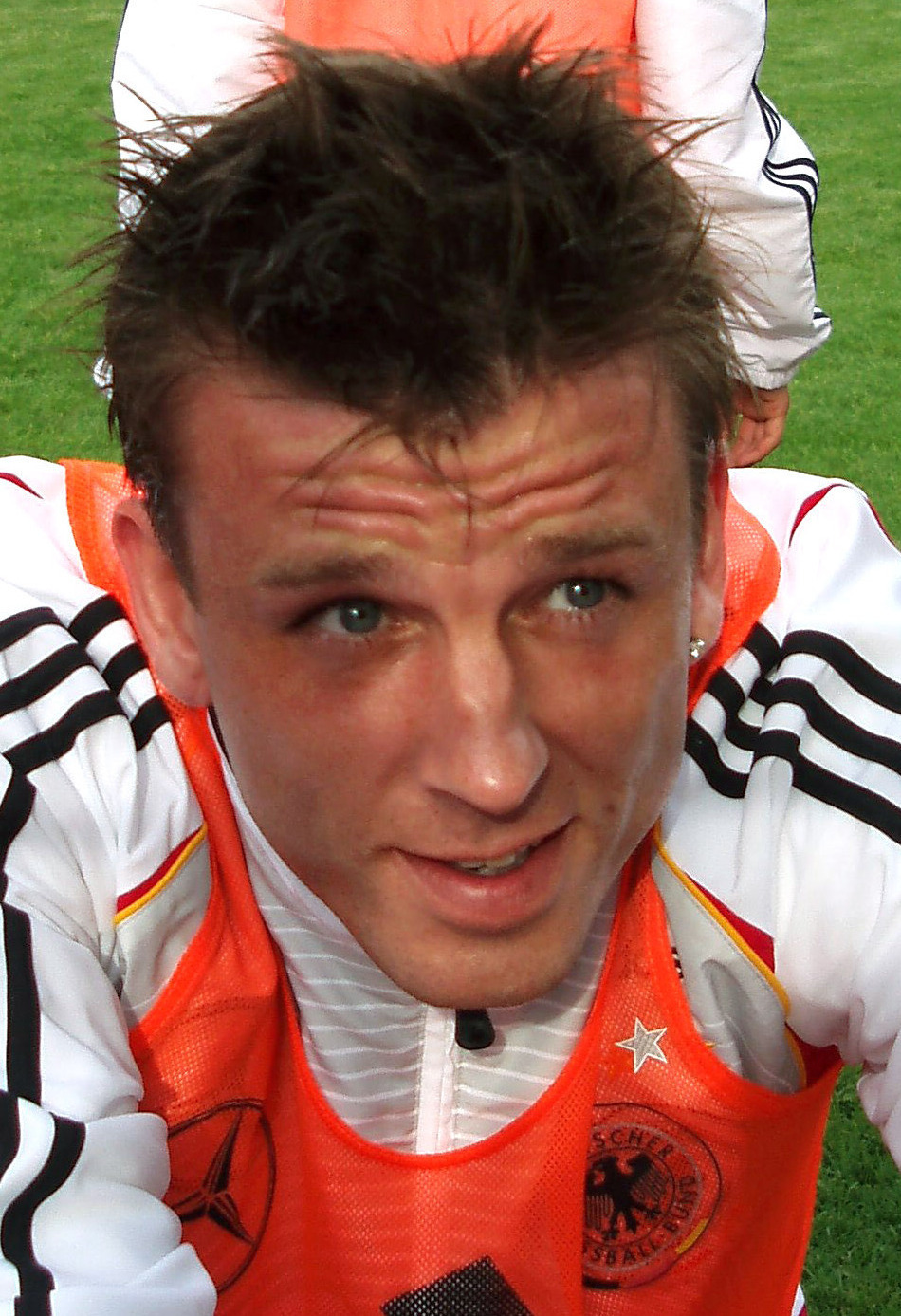
Bernd Schneider (2006)

- 10. November: Miroslav Baranek, tschechischer Fußballspieler
- 10. November: Patrik Berger, tschechischer Fußballspieler
- 10. November: Robert Gulya, ungarischer Komponist
- 12. November: Mayte Garcia, US-amerikanische Sängerin und Schauspielerin
- 12. November: Egil Gjelland, norwegischer Biathlet
- 12. November: Thomas Christoph Heyde, deutscher Komponist, Medienkünstler und Kurator
- 12. November: Radha Mitchell, australische Schauspielerin, Filmproduzentin und Regisseurin
- 13. November: David Auradou, französischer Rugby-Spieler
- 13. November: Christian Solmecke, deutscher Rechtsanwalt und Autor
- 14. November: Matt Cedeño, US-amerikanischer Schauspieler
- 14. November: Patrice Gay, französischer Automobilrennfahrer
- 15. November: Muhammadqodir Abdullayev, usbekischer Boxer
- 15. November: Ole Eisfeld, deutscher Schauspieler
- 15. November: Sydney Tamiia Poitier, US-amerikanische Schauspielerin
- 15. November: Albert Portas, spanischer Tennisspieler
- 16. November: Denis Côté, kanadischer Filmemacher
- 16. November: Christian Horner, britischer Automobilrennfahrer und Motorsportchef
- 16. November: Anja Jonas, deutsche Politikerin (FDP)
- 17. November: Bernd Schneider, deutscher Fußballspieler
- 18. November: Sammi Adjei, ghanaischer Fußballspieler
- 18. November: Darko Kovačević, serbischer Fußballspieler
- 18. November: Jan Mücke, deutscher Politiker und MdB
- 19. November: Michael Brand, deutscher Politiker
- 19. November: Billy Currington, US-amerikanischer Countrysänger
- 19. November: Nils Günther, Schweizer Komponist und Pianist
- 20. November: Neil Hodgson, britischer Motorradrennfahrer
- 20. November: Silke Lichtenhagen, deutsche Leichtathletin
- 20. November: Ellen Schlootz, deutsche Schauspielerin
- 22. November: Bastian Jütte, deutscher Jazzschlagzeuger
- 22. November: Chad Trujillo, US-amerikanischer Astronom
- 24. November: Azad, deutscher Rapper
- 24. November: Paola Cortellesi, italienische Schauspielerin und Moderatorin
- 25. November: Roman Sergejewitsch Arkajew, russischer Beachvolleyballspieler
- 26. November: Michel Frey, Schweizer Automobilrennfahrer und Unternehmer
- 26. November: Vreni Giger, Schweizer Köchin
- 26. November: Clelia Sarto, deutsche Schauspielerin
- 27. November: Tadanobu Asano, japanischer Filmschauspieler
- 27. November: Bryan Donaldson, US-amerikanischer Informatiker und Autor
- 27. November: Lutricia McNeal, US-amerikanische Popsängerin
- 27. November: Twista, US-amerikanischer Rapper
- 27. November: Guido Winkmann, deutscher Fußballschiedsrichter
- 28. November: Goulnara Nurullovna Arzhantseva, russische Mathematikerin
- 28. November: Arne Hardenberg, dänischer Skirennläufer
- 28. November: Jade Puget, Gitarrist der Band AFI
- 29. November: Dick van Burik, niederländischer Fußballspieler
- 29. November: Ryan Giggs, walisischer Fußballspieler
- 29. November: Birgit Rockmeier, deutsche Leichtathletin
- 29. November: Gabi Rockmeier, deutsche Leichtathletin
- 30. November: Andree Agupyan, deutscher Fernsehmoderator
- 30. November: Michaël Goossens, belgischer Fußballspieler
- 30. November: Janette Kliewe, deutsche Handballtrainerin und Handballspielerin
- 30. November: Jason Reso, kanadischer Wrestler

### Dezember
- 01. Dezember: Andrea Bertolini, italienischer Automobilrennfahrer
- 01. Dezember: Eric Thomas, US-amerikanischer Hürdenläufer († 2022)

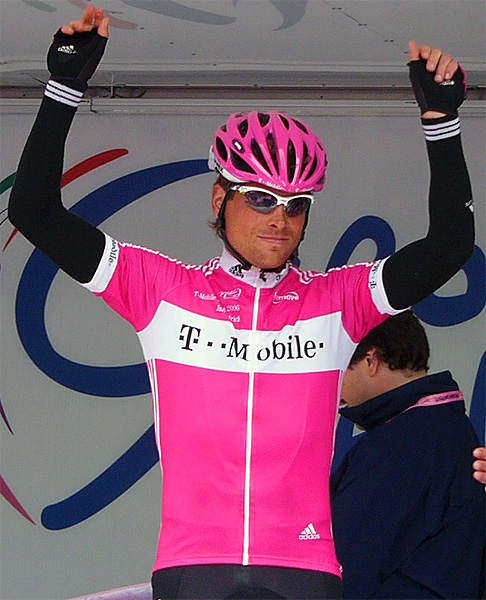
Jan Ullrich

- 02. Dezember: Matt Downs, US-amerikanischer Automobilrennfahrer
- 02. Dezember: Jan Ullrich, deutscher Radrennfahrer

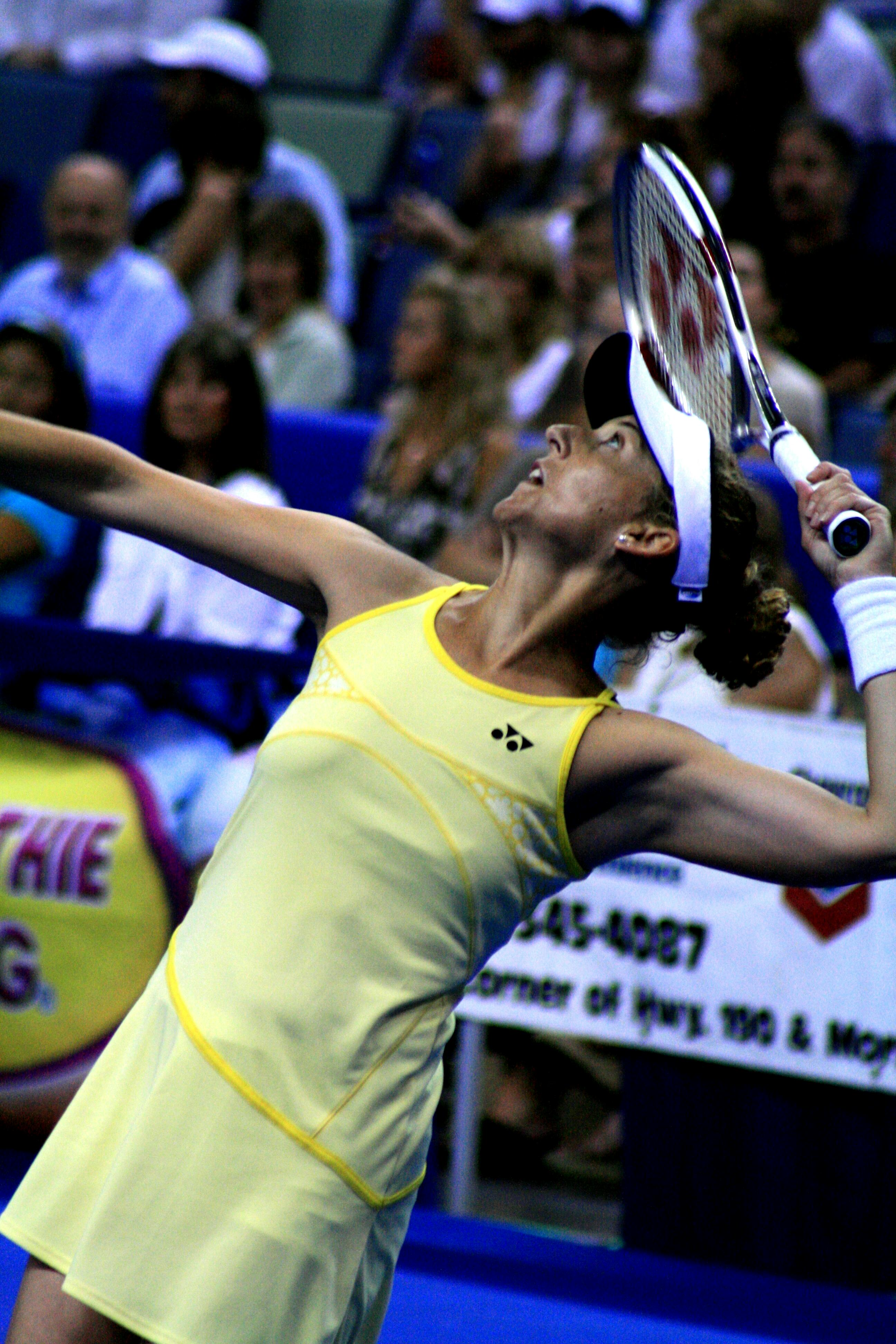
Monica Seles

- 02. Dezember: Monica Seles, Tennisspielerin
- 03. Dezember: Holly Marie Combs, US-amerikanische Schauspielerin
- 04. Dezember: Tyra Banks, US-amerikanisches Fotomodell
- 05. Dezember: Argo Arbeiter, estnischer Fußballspieler
- 05. Dezember: José Guillermo Cortines, dominikanischer Sänger und Schauspieler
- 05. Dezember: Sorina Ţicu, rumänische Rennrodlerin, Sportmanagerin, Rennrodel- und Bobsportfunktionärin
- 06. Dezember: Petar Miloševski, mazedonischer Fußballspieler († 2014)
- 07. Dezember: Christian Vorländer, deutscher Rechtsanwalt, Kommunalpolitiker (SPD) und Fernsehdarsteller
- 08. Dezember: Markus Klauk, deutscher Schauspieler
- 08. Dezember: Corey Taylor, US-amerikanischer Sänger
- 09. Dezember: Pamenos Ballantyne, vincentischer Leichtathlet
- 09. Dezember: Sven Christ, Schweizer Fußballspieler
- 09. Dezember: Aleksej Demjanov, kroatischer Turner († 2021)
- 09. Dezember: Vénuste Niyongabo, Leichtathlet aus Burundi und Olympiasieger
- 11. Dezember: Daniel „Booxy“ Aebi, Schweizer Musiker
- 12. Dezember: Babacar N’Diaye, senegalesischer Fußballspieler
- 12. Dezember: Wiebke Puls, deutsche Schauspielerin
- 13. Dezember: Emre Aşık, türkischer Fußballspieler und -trainer
- 14. Dezember: Mandy Mystery, deutsche Pornodarstellerin
- 14. Dezember: Boris Henry, deutscher Leichtathlet
- 15. Dezember: Surya Bonaly, französische Eiskunstläuferin
- 15. Dezember: Mirko Lüdemann, deutscher Eishockeyspieler
- 15. Dezember: Stephan Mayer, deutscher Politiker und MdB
- 15. Dezember: Ryoo Seung-wan, südkoreanischer Regisseur und Schauspieler
- 16. Dezember: Kristie Boogert, niederländische Tennisspielerin
- 16. Dezember: Ronald Gläser, deutscher Journalist und Politiker
- 17. Dezember: Antanas Guoga, litauisch-australischer Pokerspieler, Unternehmer und Politiker
- 17. Dezember: Paula Radcliffe, britische Marathonläuferin
- 17. Dezember: Regina Häusl, deutsche Skirennläuferin
- 18. Dezember: Christian Jaksjø, norwegischer Jazzmusiker und Komponist
- 18. Dezember: Fatuma Roba, äthiopische Leichtathletin und Olympiasiegerin
- 18. Dezember: Larissa Kurkina, russische Skilangläuferin
- 19. Dezember: Takashi Sorimachi, japanischer Fernsehschauspieler und Sänger
- 21. Dezember: Matías Almeyda, argentinischer Fußballspieler
- 21. Dezember: David Bredin, deutscher Schauspieler
- 22. Dezember: Dagmar Schönleber, deutsche Comedy-Darstellerin und Autorin
- 23. Dezember: Martin Algus, estnischer Dramatiker, Schauspieler und Übersetzer
- 24. Dezember: Hans Burkhard, liechtensteinischer Skirennläufer

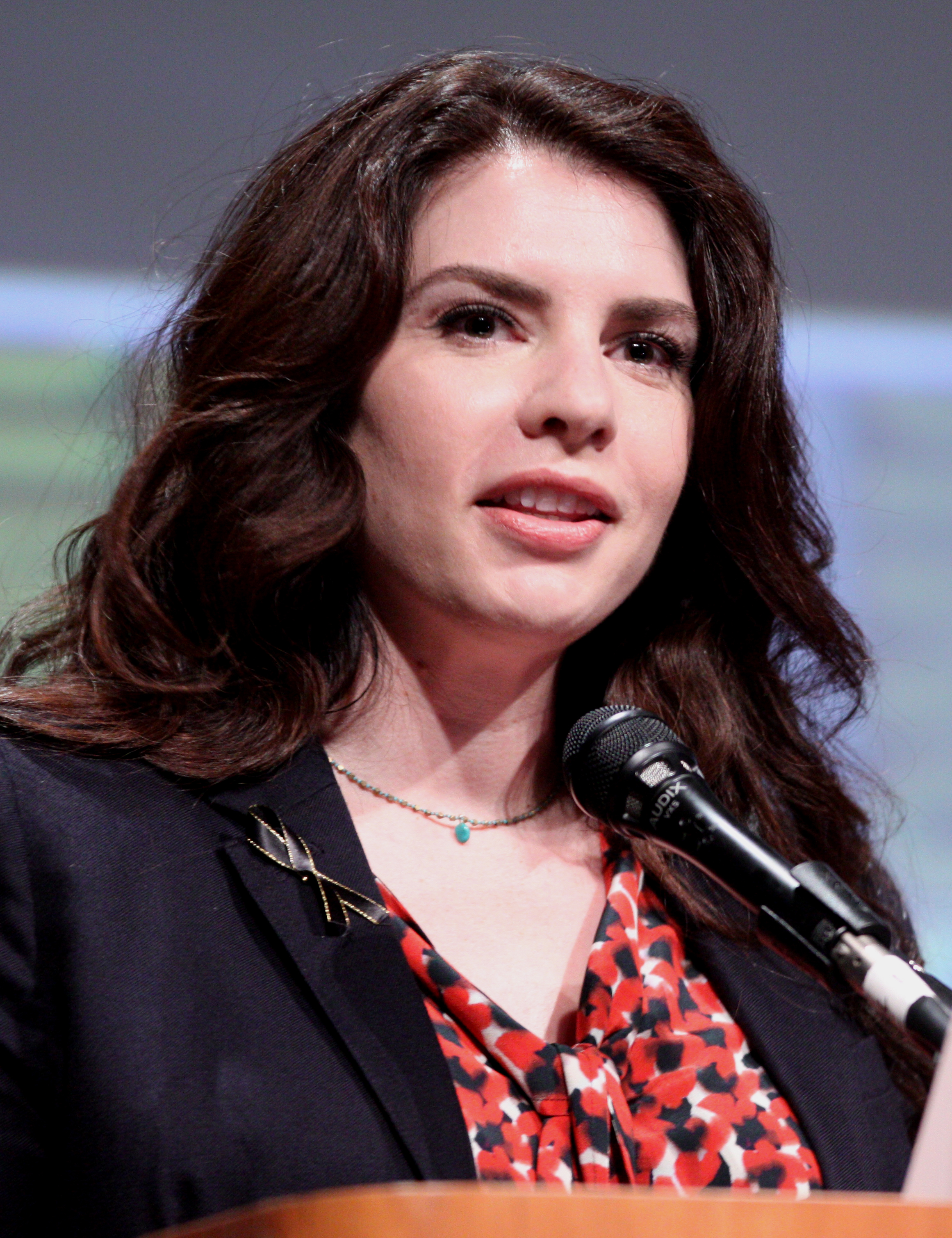
Stephenie Meyer, 2012

- 24. Dezember: Stephenie Meyer, US-amerikanische Jugendbuchautorin
- 25. Dezember: Nova Meierhenrich, deutsche Moderatorin und Schauspielerin
- 26. Dezember: Sam Dominique Abouo, ivorischer Fußballspieler
- 27. Dezember: Bert Appermont, belgischer Komponist und Musiker
- 27. Dezember: Tabatha Cash, französische Pornodarstellerin
- 27. Dezember: Jelisaweta Alexandrowna Koschewnikowa, russische Freestyle-Skierin
- 27. Dezember: Wanja Mues, deutscher Schauspieler
- 27. Dezember: Kristoffer Zegers, niederländischer Komponist
- 28. Dezember: Ids Postma, niederländischer Eisschnellläufer und Olympiasieger
- 29. Dezember: Falk Bernau, deutscher Jurist
- 29. Dezember: Christophe Rinero, französischer Radrennfahrer
- 30. Dezember: Ato Boldon, Leichtathlet aus Trinidad und Tobago
- 30. Dezember: Maureen Flannigan, US-amerikanische Schauspielerin
- 30. Dezember: Sławomir Zamuszko, polnischer Bratschist, Komponist und Musikpädagoge

### Tag unbekannt
- Ziyad Abu Tir, palästinensischer Terrorist
- Helmut Adam, deutscher Barkeeper, Sachbuchautor, Unternehmer und Herausgeber
- Titilayo Rachel Adedokun, US-amerikanische Sängerin
- Joana Adu-Gyamfi, deutsche Schauspielerin
- Matias Aguayo, deutsch-chilenischer Techno-Produzent und Liveact
- Akira Amano, japanische Zeichnerin
- Philipp Amelung, deutscher Dirigent und Universitätsmusikdirektor
- Sophie Andresky, deutsche Autorin
- Ch’aska Anka Ninawaman, peruanische Dichterin
- Ryōko Aoki, japanische Künstlerin
- Jörn Arnecke, deutscher Komponist
- Katinka Auberger, niederländische Schauspielerin
- Janina Audick, deutsche Kostüm- und Bühnenbildnerin
- Mehmet Badan, deutscher Musik und Perkussionist
- Shakuntala Banerjee, deutsche Journalistin, Reporterin und Fernsehmoderatorin
- Niels Bormann, deutscher Schauspieler
- Kristin Böse, deutsche Kunsthistorikerin
- Teresa Colom Pich, andorranische Lyrikerin
- Annelise Coste, französische bildende Künstlerin
- Washington Cucurto, argentinischer Schriftsteller
- Dieb13, österreichischer Improvisationsmusiker
- DQ, dänischer Sänger und Travestiekünstler
- Torkwase Dyson, amerikanische Künstlerin
- Robert Galic, deutscher Musiker, Produzent und DJ
- Oene van Geel, niederländischer Jazz-Violinist und -Perkussionist
- Jorge Villavicencio Grossmann, peruanischer Komponist
- Hu Hailan, chinesische Neurowissenschaftlerin
- Max Handelman, US-amerikanischer Filmproduzent und Autor
- Uljana Havemann, deutsche Regisseurin und Drehbuchautorin († 2025)
- Wolfgang Heer, deutscher Rechtsanwalt
- Urs Jucker, Schweizer Schauspieler
- Enno Kalisch, deutscher Schauspieler und Improvisationskünstler
- Hamid Khabbazi, iranischer Tarspieler und Komponist
- Matthias Kiefersauer, deutscher Filmregisseur, Drehbuchautor und Kolumnist
- Gereon Krahforst, deutscher Kirchenmusiker und Komponist
- Bettina Kurth, deutsche Schauspielerin
- Hoon Lee, US-amerikanischer Schauspieler
- Liese Lyon, österreichische Schauspielerin
- Jewgeni Nikitin, russischer Opernsänger (Bassbariton)
- Mark Petering, US-amerikanischer Komponist und Musikpädagoge
- Tim Peters, deutscher Jurist, Politikwissenschaftler und EU-Beamter
- Alexander Polzin, deutscher Künstler
- Alexandra Reinwarth, deutsche Journalistin und Buchautorin
- Ariel Rotter, argentinischer Drehbuchautor und Filmregisseur
- Julia Sahi, deutsche Politikerin
- Eric San Juan, US-amerikanischer Schriftsteller
- Hanna Scheibe, deutsche Schauspielerin
- Tanja Schleiff, deutsche Schauspielerin
- Marc Oliver Schulze, österreichischer Schauspieler
- Martin Schulze, deutscher Theater- und Hörspielregisseur
- Daniel Steiner, deutscher Schauspieler und Filmregisseur
- Carsten Stormer, deutscher Journalist, Autor, Fotograf und Filmemacher
- Frauke Thielecke, deutsche Filmregisseurin
- Jordi Truxa, deutscher Münzgestalter und Produktdesigner
- Ralf Vogel, deutscher Anwalt und TV-Darsteller
- Sebastian Wehlings, deutscher Drehbuchautor und Songwriter
- Orazio Zambelletti, deutscher Regisseur und Schauspieler italienischer Herkunft
- Ariel Zuckermann, israelischer Flötist und Dirigent
- Felicitas Zürcher, Schweizer Dramaturgin

## Gestorben

### Januar
- 01. Januar: František Běhounek, tschechischer Physiker und Schriftsteller (* 1898)
- 05. Januar: Albert Abicht, deutscher Landwirt und Politiker (* 1893)
- 05. Januar: Paul-Alexandre Arnoux, französischer Schriftsteller (* 1884)
- 05. Januar: Ernst Mengin, deutscher Philologe und Theologe (* 1893)
- 08. Januar: Eugen Schuhmacher, Zoologe und Tierfilmpionier (* 1906)
- 09. Januar: Anna von Segesser, Schweizer Krankenschwester und Redaktorin (* 1887)
- 13. Januar: Fernando Cento, vatikanischer Diplomat und Kardinal (* 1883)
- 13. Januar: Fritz Schröder, deutscher Generalmajor der Wehrmacht (* 1887)
- 14. Januar: Cuno Fischer, deutscher Maler, Bühnenbildner und Designer (* 1914)
- 14. Januar: Hanna Klose-Greger, Schriftstellerin, Grafikerin und Malerin (* 1892)
- 15. Januar: Gottlob Wieser, Schweizer evangelischer Geistlicher (* 1888)
- 17. Januar: Tarsila do Amaral, brasilianische Malerin (* 1886)
- 17. Januar: Cläre Stinnes, Ehefrau des Ruhrindustriellen Hugo Stinnes (* 1872)
- 19. Januar: Marie Adamczyk, österreichische Krankenpflegerin (* 1879)
- 20. Januar: Amílcar Cabral, kapverdischer Politiker und Unabhängigkeitskämpfer (* 1924)
- 20. Januar: Lorenz Böhler, österreichischer Chirurg (* 1885)
- 21. Januar: William Wernigk, österreichischer Opernsänger (* 1894)

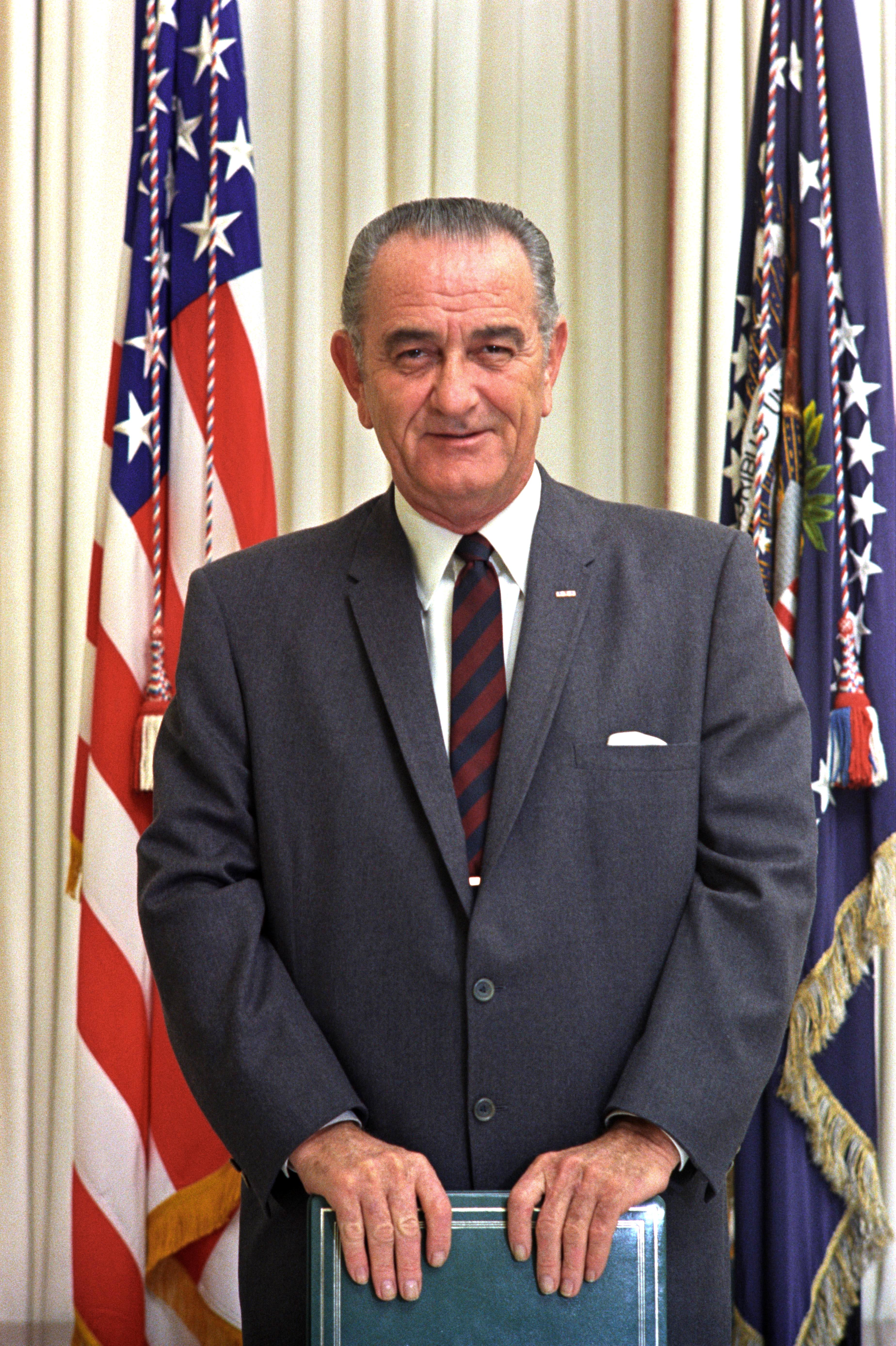
Lyndon B. Johnson († 22. Januar)

- 22. Januar: Lyndon B. Johnson, US-amerikanischer Politiker, 36. Präsident der USA (* 1908)
- 23. Januar: Franz Reisinger, Gründer des „Säkularinstituts des hl. Franz von Sales“ (* 1889)
- 23. Januar: Kid Ory, US-amerikanischer Musiker (* 1886)
- 24. Januar: Kurt Adam, deutscher Offizier (* 1897)
- 25. Januar: Elinor Hubert, deutsche Politikerin (* 1900)
- 25. Januar: Eli Stanley Jones, US-amerikanischer evangelisch-methodistischer Theologe, Missionar in Indien, Redner, Buchautor und Berater (* 1884)
- 26. Januar: Edward G. Robinson, US-amerikanischer Schauspieler
- 27. Januar: Eddie Kotal, US-amerikanischer American-Football-Spieler, -Trainer und -Scout (* 1902)
- 27. Januar: Emil Preetorius, Grafiker und Bühnenbildner (* 1883)
- 28. Januar: John Banner, österreichischer Schauspieler (* 1910)
- 28. Januar: J. O. LaMadeleine, kanadischer Fiddlespieler (* 1880)
- 31. Januar: Albin Frehse, deutscher Hornist und Professor (* 1878)
- 31. Januar: Ragnar Anton Kittil Frisch, norwegischer Ökonom (* 1895)
- 31. Januar: Johannes Semler, deutscher Politiker (* 1898)

### Februar
- 01. Februar: Dutch Sternaman, US-amerikanischer American-Football-Spieler und Footballfunktionär (* 1895)
- 02. Februar: Max Brauer, deutscher Politiker (* 1887)
- 03. Februar: Edward Lockspeiser, britischer Musikwissenschaftler, Musikkritiker und Komponist (* 1905)
- 05. Februar: John Heysham Gibbon, US-amerikanischer Chirurg (* 1903)
- 08. Februar: Wilhelm Urban, deutscher Politiker (* 1908)

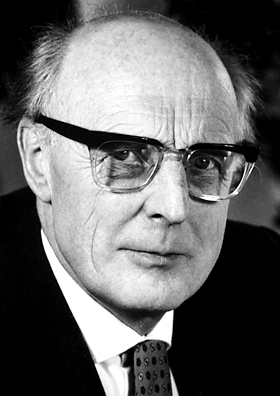
Hans Jensen, 1963

- 10. Februar: Pierre Bussienne, französischer Automobilrennfahrer (* 1899)
- 11. Februar: J. Hans D. Jensen, deutscher Physiker (* 1907)
- 12. Februar: Benjamin Frankel, englischer Komponist (* 1906)
- 13. Februar: Hans Globke, deutscher Jurist in Staatsdiensten (* 1898)
- 13. Februar: Hans Kmoch, österreichischer Schachspieler (* 1894)
- 14. Februar: Martín Cárdenas, bolivianischer Botaniker (* 1899)
- 14. Februar: Otto Leichter, österreichischer Sozialist, Journalist und Autor (* 1897)
- 15. Februar: Tim Holt, US-amerikanischer Filmschauspieler (* 1919)
- 15. Februar: Achille Liénart, Bischof von Lille und Kardinal (* 1884)
- 16. Februar: Georg Ferdinand Duckwitz, deutscher Diplomat (* 1904)
- 16. Februar: Max Mack, deutscher Filmregisseur (* 1884)
- 17. Februar: Pixinguinha, brasilianischer Musiker (* 1897)
- 18. Februar: Frank Costello, Gangsterboss in New York (* 1891)
- 19. Februar: Joseph Szigeti, US-amerikanischer Violinist ungarischer Herkunft (* 1892)
- 20. Februar: Brigitte Reimann, deutsche Schriftstellerin (* 1933)
- 22. Februar: Eduard Andorfer, österreichischer Kunsthistoriker (* 1899)
- 22. Februar: Dorothea von Arronet, deutschbaltische Malerin, Illustratorin und Grafikerin (* 1886)
- 22. Februar: Elizabeth Bowen, britische Schriftstellerin (* 1899)
- 23. Februar: Norman Black, britischer Automobilrennfahrer (* 1894)
- 23. Februar: Dickinson Woodruff Richards, US-amerikanischer Internist (* 1895)
- 24. Februar: Valentin Tomberg, Rechtswissenschaftler und Mystiker (* 1900)
- 24. Februar: Eugen Rosenstock-Huessy, deutscher Kulturphilosoph, Jurist, Historiker und Soziologe (* 1888)
- 28. Februar: Terig Tucci, argentinischer Komponist, Violinist, Pianist und Mandolinist (* 1897)

### März
- 01. März: Lew Andrejewitsch Arzimowitsch, sowjetischer Physiker (* 1909)
- 03. März: Nikolai Nikitin, russischer Architekt (* 1907)
- 06. März: Pearl S. Buck, US-amerikanische Schriftstellerin und Literaturnobelpreisträgerin (* 1892)
- 08. März: Benjamín de Arriba y Castro, spanischer Erzbischof von Tarragona (* 1886)
- 10. März: Robert Siodmak, deutscher Filmregisseur (* 1900)
- 13. März: Georg Achtelstetter, deutscher Maler und Schriftsteller (* 1883)
- 13. März: Doug Bragg, US-amerikanischer Country- und Rockabilly-Musiker (* 1928)
- 13. März: Édouard Froment, französischer Politiker und Widerstandskämpfer (* 1884)
- 14. März: Howard Hathaway Aiken, US-amerikanischer Informatiker (* 1900)
- 14. März: Chic Young, US-amerikanischer Cartoonist und Comiczeichner (* 1901)
- 15. März: Hermann Veit, deutscher Politiker (* 1897)
- 17. März: Giuseppe Ferretto, Kardinal der römisch-katholischen Kirche (* 1899)
- 18. März: Johannes Aavik, estnischer Sprachwissenschaftler und Schriftsteller (* 1880)
- 18. März: William Burnett Benton, US-amerikanischer Politiker (* 1900)
- 19. März: Ernst Adams, deutscher Politiker (* 1890)
- 19. März: Weston Adams, US-amerikanischer Sportfunktionär (* 1904)
- 19. März: Lauritz Melchior, dänischer Heldentenor (* 1890)
- 20. März: Frederick Levi Attenborough, britischer Akademiker (* 1887)
- 20. März: Klaus Eschenburg, Brigadegeneral im Bundesnachrichtendienst (* 1913)
- 21. März: Dieter Leisegang, deutscher Philosoph, Autor, Übersetzer (* 1942)
- 21. März: Antoni Szałowski, polnisch-französischer Komponist (* 1907)
- 22. März: Georg Amlung, deutscher Politiker (* 1896)
- 24. März: Hans Wegmann, Schweizer evangelischer Geistlicher (* 1889)
- 25. März: Stephen Goosson, US-amerikanischer Szenenbildner (* 1889)
- 26. März: Əhməd Bakıxanov, aserbaidschanischer Tarspieler und Musikpädagoge (* 1892)

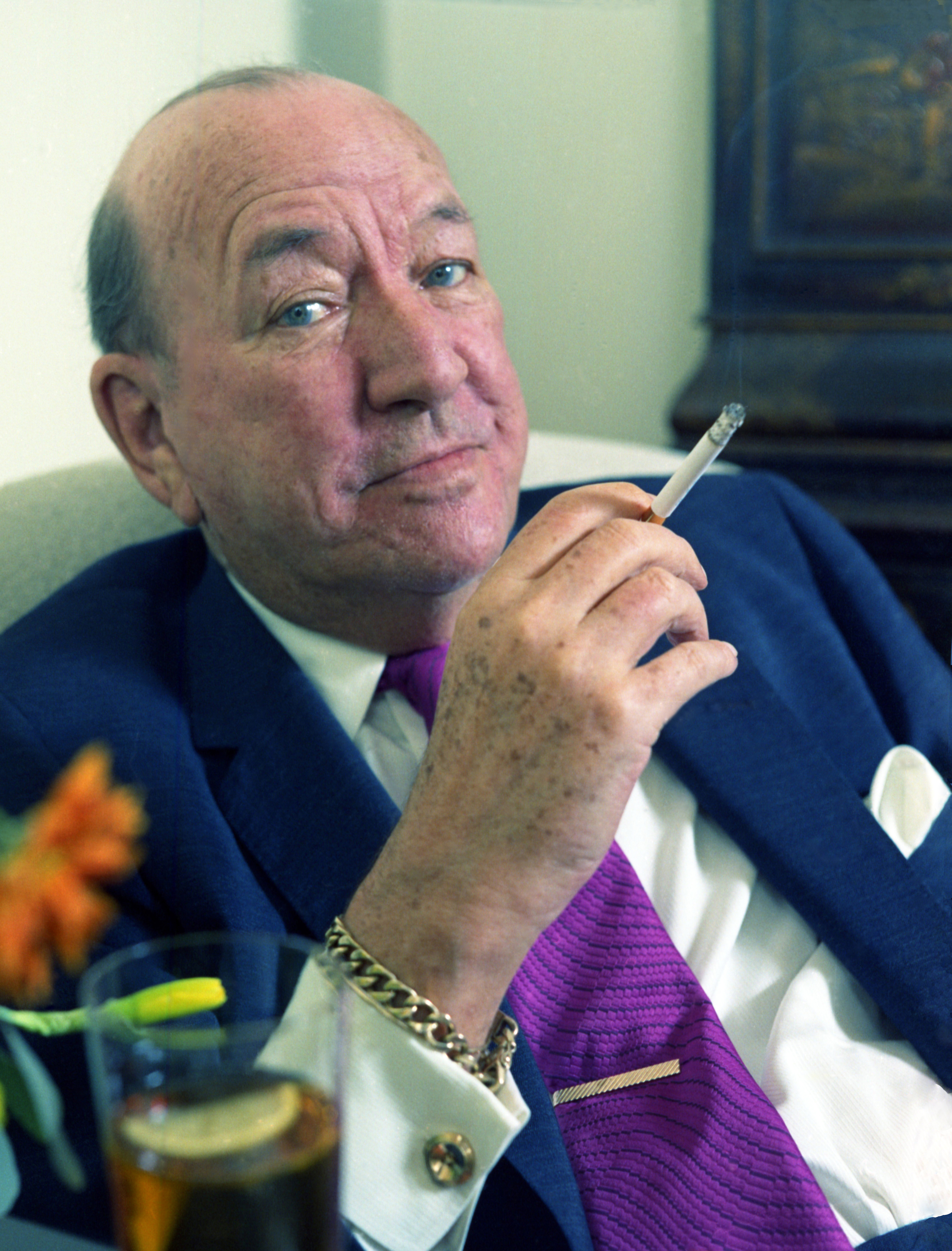
Noël Coward († 26. März)

- 26. März: Noël Coward, englischer Schauspieler, Schriftsteller und Komponist (* 1899)
- 26. März: Hans Kahrmann, deutscher Motorradrennfahrer (* 1908)
- 27. März: Bojan Ikonomow, bulgarischer Komponist (* 1900)
- 27. März: Michail Kalatosow, georgisch-russischer Filmregisseur (* 1903)
- 28. März: Ernst Wolfgang Lewicki, Bauingenieur und Wissenschaftler (* 1894)
- 31. März: Kurt Thomas, deutscher Komponist und Chorleiter (* 1904)
- 31. März: Ota Pavel, tschechischer Schriftsteller, Sportpublizist, Erzähler und Journalist (* 1930)

### April
- 01. April: Augustus Aiken, US-amerikanischer Jazz-Trompeter und Kornettist (* 1902)
- 02. April: Joseph-Charles Lefèbvre, Erzbischof von Bourges und Kardinal (* 1892)
- 04. April: Kikuta Kazuo, japanischer Dramatiker und Schauspieler (* 1908)
- 04. April: Gösta Knutsson, schwedischer Kinderbuchautor und Radioproduzent (* 1908)
- 04. April: Friedrich Zucker, deutscher Altphilologe und Papyrologe (* 1881)
- 07. April: Paul Luchtenberg, deutscher Politiker und Pädagoge (* 1890)

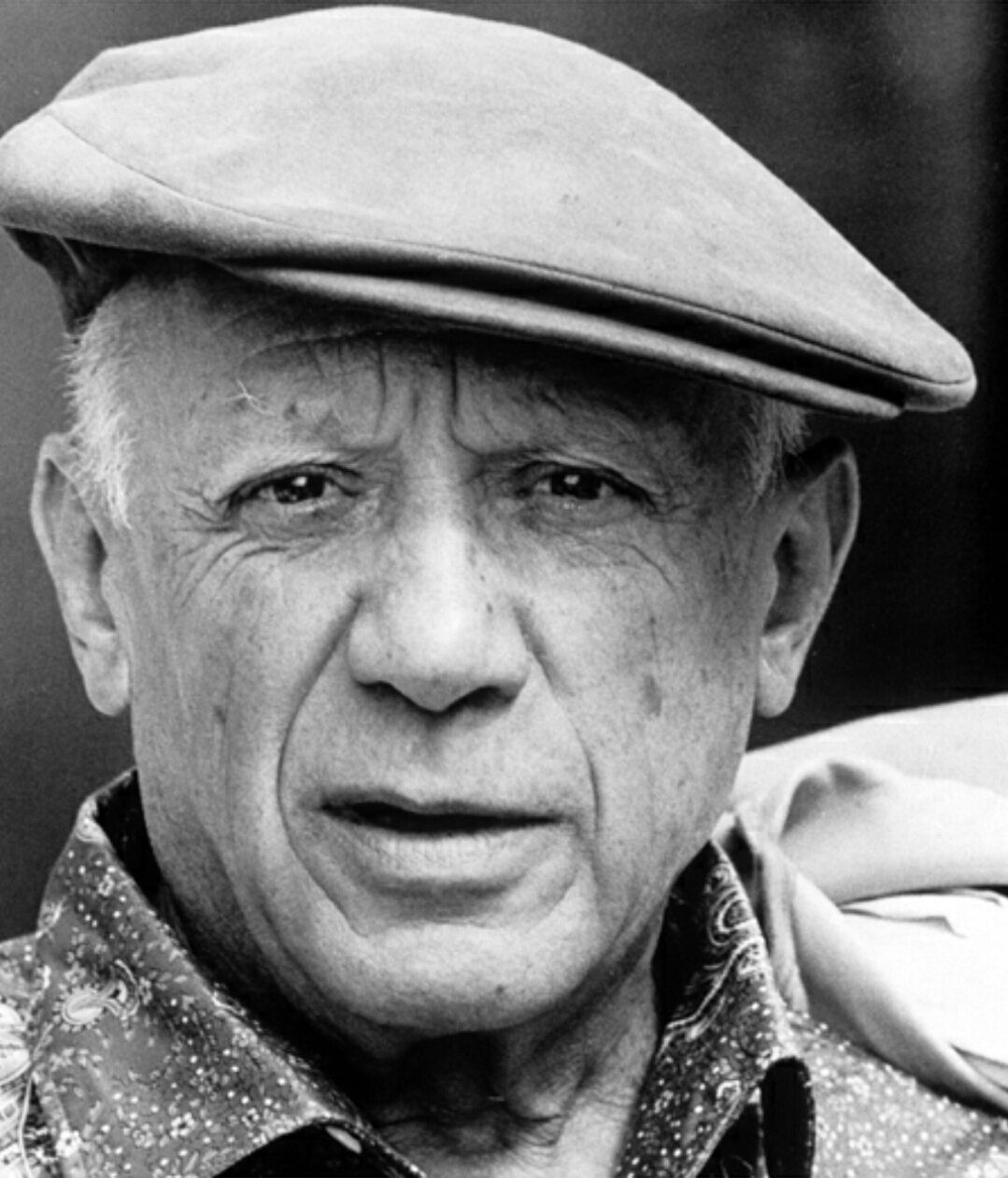
Pablo Picasso († 8. April)

- 08. April: Pablo Picasso, spanischer Maler (* 1881)
- 08. April: Viktor de Kowa, deutscher Theater- und Filmschauspieler, Regisseur, Erzähler und Komödiendichter (* 1904)
- 10. April: Kurt Wehlte, deutscher Maler, Maltechniker und Restaurator (* 1897)
- 12. April: Fritz Neumayer, deutscher Politiker (* 1884)
- 13. April: Raymond Gaillard, französischer Unternehmer und Automobilrennfahrer (* 1904)
- 14. April: Karl Kerényi, klassischer Philologe (* 1897)
- 15. April: Ernst Klodwig, deutscher Automobilrennfahrer (* 1903)
- 16. April: István Kertész, ungarischer Dirigent (* 1929)
- 16. April: Wilhelm Marinelli, österreichischer Zoologe, Anatom und Volksbildner (* 1894)
- 18. April: Willie The Lion Smith, US-amerikanischer Jazz-Pianist und -Komponist (* 1893)
- 19. April: Hans Kelsen, Rechtswissenschaftler (* 1881)
- 20. April: Robert William Armstrong, US-amerikanischer Schauspieler (* 1890)
- 20. April: Elisabeth Hauptmann, Schriftstellerin und Mitarbeiterin von Bertolt Brecht (* 1897)
- 21. April: Arthur Fadden, Politiker und Premierminister von Australien (* 1894)
- 23. April: Abe Tomoji, japanischer Schriftsteller, Übersetzer und Literaturkritiker (* 1903)
- 24. April: Konrad Ruthardt, deutscher Physiker (* 1906)
- 25. April: Armand Léon Annet, französischer Politiker und Gouverneur (* 1888)
- 26. April: Dora Maaßen, deutsche Bildhauerin (* 1894)
- 26. April: Irene Ryan, US-amerikanische Schauspielerin (* 1902)
- 27. April: Roger Filiatrault, kanadischer Sänger (Bariton) und Musikpädagoge (* 1905)
- 27. April: Arthur Horace James, US-amerikanischer Politiker (* 1883)
- 28. April: Piero Drogo, italienischer Automobilrennfahrer und Konstrukteur (* 1926)
- 28. April: Carlos Menditéguy, argentinischer Automobilrennfahrer und Polo-Spieler (* 1915)
- 28. April: Jacques Maritain, französischer Philosoph (* 1882)
- 28. April: Vratislav Blažek, tschechischer Dramaturg und Filmszenarist, Liedertexter (* 1925)
- 30. April: Hermann A. Eplée, deutscher Politiker (* 1908)
- 30. April: Osaragi Jirō, japanischer Schriftsteller (* 1897)
- 30. April: Heinz Schöffler, deutscher Lektor, Schriftsteller, Literatur- und Kunstkritiker (* 1921)

### Mai
- 01. Mai: Asger Jorn, dänischer Maler (* 1914)
- 04. Mai: César Pérez Sentenat, kubanischer Pianist und Komponist (* 1896)
- 04. Mai: Anton Ackermann, SED-Funktionär und Kandidat des Politbüros des ZK der SED (* 1905)
- 04. Mai: Jane Bowles, US-amerikanische Schriftstellerin (* 1917)
- 05. Mai: Helmut Bazille, deutscher Politiker (* 1920)
- 06. Mai: Ernest MacMillan, kanadischer Komponist, Dirigent, Organist und Musikpädagoge (* 1893)
- 07. Mai: Walter von Keudell, deutscher Forstmann, Jurist und Politiker (* 1884)
- 07. Mai: Arcadio María Larraona, Kardinal der römisch-katholischen Kirche (* 1887)
- 07. Mai: Chris Tuerlinx, belgischer Automobilrennfahrer (* 1938)
- 09. Mai: Mark Wessel, US-amerikanischer Komponist, Pianist und Musikpädagoge (* 1894)
- 11. Mai: Bohdan Arct, polnischer Autor und Jagdflieger (* 1914)

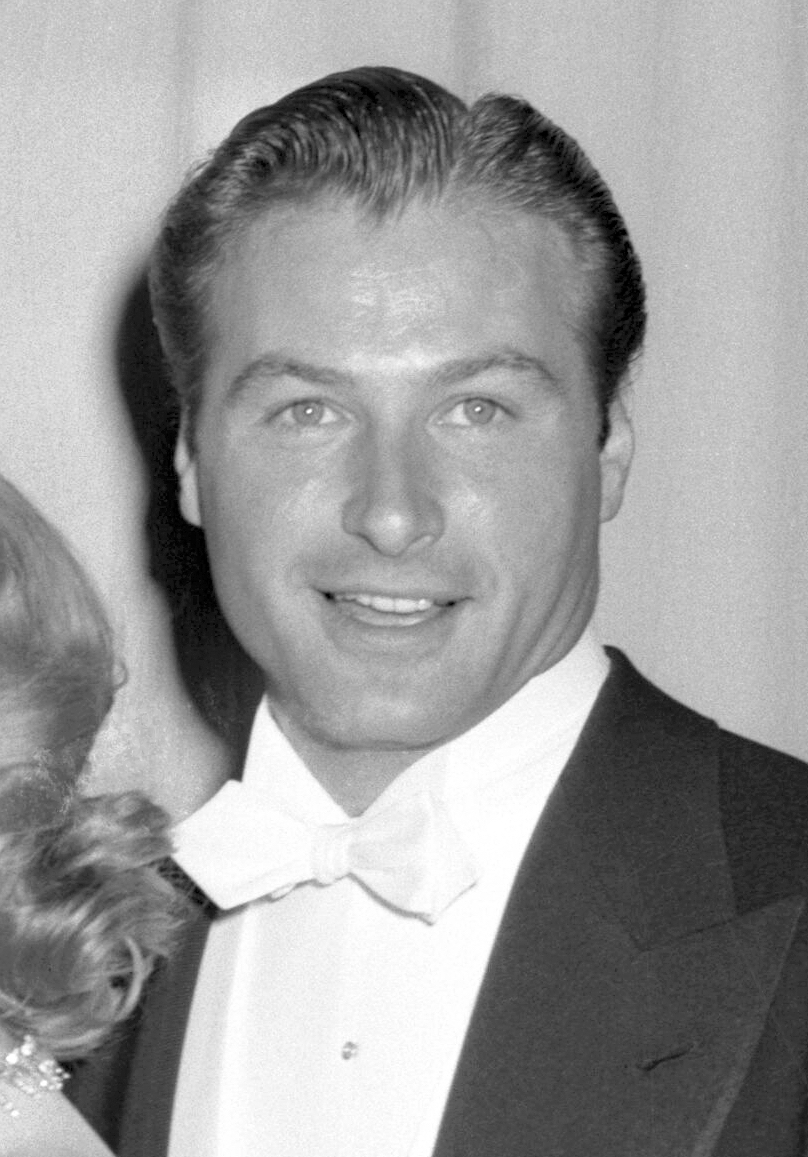
Lex Barker († 11. Mai)

- 11. Mai: Lex Barker, US-amerikanischer Schauspieler (* 1919)
- 11. Mai: Odd Grüner-Hegge, norwegischer Komponist, Dirigent und Pianist (* 1899)
- 12. Mai: Willy Gebhardt, deutscher Redakteur und Politiker (SED) (* 1901)
- 12. Mai: Art Pollard, US-amerikanischer Automobilrennfahrer (* 1927)
- 14. Mai: Hans Haas, österreichischer Gewichtheber (* 1906)
- 14. Mai: Cobb Rooney, US-amerikanischer American-Football-Spieler (* 1900)
- 14. Mai: Elmer Snowden, US-amerikanischer Banjospieler, Bandleader und Musikunternehmer (* 1900)
- 15. Mai: Hans Barion, deutscher katholischer Kirchenrechtler (* 1899)
- 16. Mai: Robert Bréard, französischer Komponist (* 1894)
- 16. Mai: Jacques Lipchitz, französischer Plastiker (* 1891)
- 16. Mai: Albert Paris Gütersloh, österreichischer Maler und Schriftsteller (* 1887)
- 18. Mai: Jeannette Rankin, US-amerikanische Politikerin, Frauenrechtlerin und Friedensaktivistin (* 1880)
- 20. Mai: Philipp Keller, deutscher Arzt und Schriftsteller (* 1891)
- 20. Mai: Renzo Pasolini, italienischer Motorradrennfahrer (* 1938)
- 20. Mai: Jarno Saarinen, finnischer Motorradrennfahrer (* 1945)
- 21. Mai: František Bartoš, böhmischer Komponist (* 1905)
- 21. Mai: Vaughn Monroe, US-amerikanischer Sänger, Bandleader und Trompeter (* 1911)
- 23. Mai: Alois Podhajsky, bosnischer Leiter der spanischen Hofreitschule (* 1898)
- 26. Mai: Karl Löwith, deutscher Philosoph (* 1897)
- 29. Mai: P. Ramlee, malaysischer Schauspieler (* 1929)
- 29. Mai: Hans Voß, deutscher Konteradmiral der Kriegsmarine (* 1894)
- 31. Mai: Paul White, US-amerikanischer Komponist, Dirigent, Geiger und Musikpädagoge (* 1895)

### Juni
- 02. Juni: Carl Becker, deutscher klassischer Philologe (* 1925)
- 04. Juni: Ludwig Armbruster, deutscher Zoologe (* 1886)
- 04. Juni: Maurice René Fréchet, französischer Mathematiker (* 1878)
- 05. Juni: Werner Jadassohn, Schweizer Dermatologe (* 1897)
- 07. Juni: Hermann Arnold, deutscher Unternehmer (* 1888)
- 07. Juni: Christine Lavant, österreichische Künstlerin und Schriftstellerin (* 1915)
- 09. Juni: Ernst Appel, deutscher Rabbiner (* 1884)
- 10. Juni: William Inge, US-amerikanischer Dramatiker (* 1913)
- 10. Juni: Erich von Manstein, deutscher Generalfeldmarschall im dritten Reich (* 1887)
- 11. Juni: Roy J. Turner, US-amerikanischer Politiker (* 1894)
- 13. Juni: Jonas Aistis, litauischer Dichter und Essayist (* 1904)
- 14. Juni: Raymond Stempert, französischer Automobilrennfahrer (* 1973)
- 16. Juni: Karl Hamann, deutscher Politiker (* 1903)
- 17. Juni: Heinrich Wiepking-Jürgensmann, deutscher Landschaftsarchitekt und Hochschullehrer (* 1891)
- 18. Juni: Theodor Krancke, deutscher Admiral (* 1893)
- 23. Juni: Hans Reese, deutscher Fußballspieler und Neurologe (* 1891)
- 26. Juni: John Cranko, britischer Tänzer und Choreograf (* 1927)
- 26. Juni: Ernst Dostal, österreichischer Gewaltverbrecher (* 1951 oder 1952)
- 27. Juni: Earl Browder, US-amerikanischer Sozialist und Führer der kommunistischen Partei der USA (CPUSA) (* 1891)
- 27. Juni: Arthur P. Jacobs, US-amerikanischer Filmproduzent (* 1922)
- 27. Juni: Germán Valdés, mexikanischer Schauspieler (* 1915)
- 28. Juni: Abd ar-Rahman al-Bazzaz, irakischer Politiker (* 1913)
- 30. Juni: Nancy Mitford, englische Schriftstellerin und Biographin (* 1904)

### Juli
- 01. Juli: Laurens Hammond, US-amerikanischer Geschäftsmann, Erfinder der Hammondorgel (* 1895)
- 02. Juli: Ferdinand Schörner, Generalfeldmarschall im Dritten Reich (* 1892)
- 02. Juli: Betty Grable, US-amerikanische Schauspielerin und Pin-Up-Girl (* 1916)
- 02. Juli: Georg Richard Kinat, deutscher Politiker (* 1888)
- 03. Juli: Karel Ančerl, tschechischer Dirigent (* 1908)
- 04. Juli: Erwin Leuchter, argentinischer Musikwissenschaftler und Dirigent (* 1902)
- 04. Juli: Leonid Stein, sowjetischer Schachspieler (* 1934)
- 05. Juli: Erich Rahn, Pionier des Jiu-Jitsu- und Judo-Sports in Deutschland (* 1885)
- 06. Juli: Adolfo Mejía, kolumbianischer Komponist (* 1905)
- 07. Juli: Max Horkheimer, deutscher Philosoph und Soziologe (* 1895)

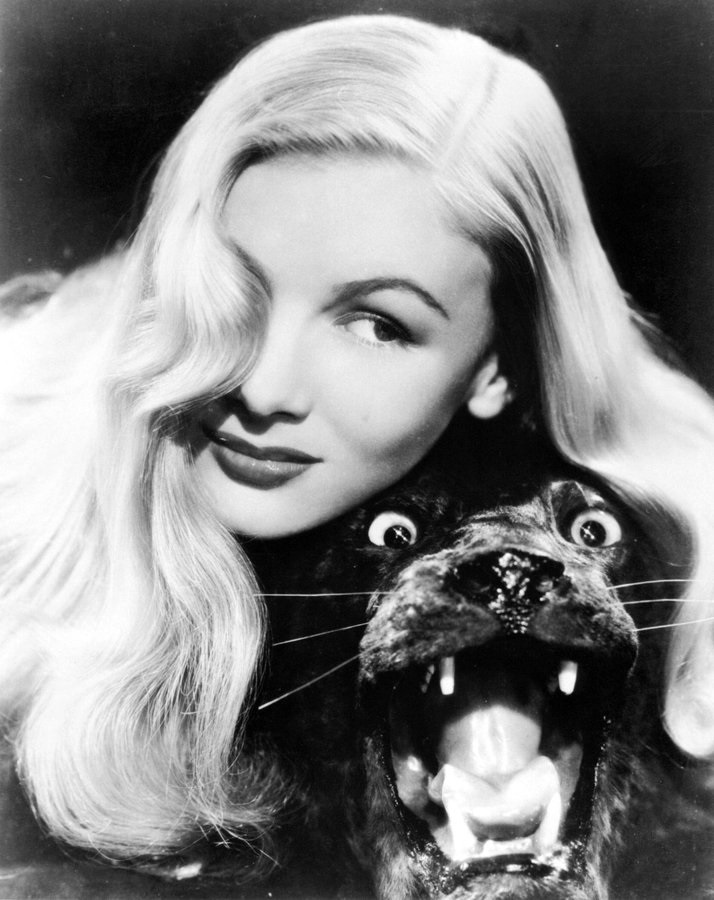
Veronica Lake († 7. Juli)

- 07. Juli: Veronica Lake, Schauspielerin (* 1922)
- 08. Juli: Lothar Zirngiebl, deutscher Entomologe und Schulleiter (* 1902)
- 09. Juli: Hans Bols, deutscher Politiker (* 1900)
- 10. Juli: Karl Adler, deutscher Musikwissenschaftler (* 1890)
- 10. Juli: Scott R. Beal, US-amerikanischer Regieassistent (* 1890)
- 11. Juli: Alfred Amstad, Schweizer Bergsteiger (* 1912)
- 11. Juli: Awerki Borissowitsch Aristow, sowjetischer Politiker und Diplomat (* 1903)
- 11. Juli: Robert Ryan, US-amerikanischer Schauspieler (* 1909)
- 11. Juli: Cesare Zerba, Kardinal der römisch-katholischen Kirche (* 1892)
- 12. Juli: Alexander Mossolow, russischer Komponist (* 1900)
- 12. Juli: Fernando Santiván, chilenischer Schriftsteller und Journalist (* 1886)
- 13. Juli: Lon Chaney junior, US-amerikanischer Film- und Fernsehschauspieler (* 1906)

Willy Fritsch († 13. Juli)

- 13. Juli: Willy Fritsch, deutscher Schauspieler (* 1901)
- 13. Juli: Marțian Negrea, rumänischer Komponist (* 1893)
- 14. Juli: Rudolf Bella, ungarischer Komponist (* 1890)
- 14. Juli: Clarence White, US-amerikanischer Bluegrass-Musiker (* 1944)
- 18. Juli: Jack Hawkins, britischer Schauspieler (* 1910)
- 19. Juli: Julius Balkow, Minister für Außenhandel und Innerdeutschen Handel der DDR (* 1909)
- 20. Juli: Bruce Lee, Schauspieler und Ikone des Martial-Arts-Films (* 1940)
- 21. Juli: Roger Dubos, französischer Automobilrennfahrer (* 1946)
- 23. Juli: Edward Vernon Rickenbacker, US-amerikanischer Automobilrennfahrer, Unternehmer und Jagdflieger im Ersten Weltkrieg (* 1890)
- 24. Juli: Hans Appel, deutscher Fußballspieler (* 1911)
- 25. Juli: Louis Saint-Laurent, kanadischer Politiker (* 1882)
- 26. Juli: Hans Albert Einstein, Bauingenieur, Professor, Sohn Albert Einsteins (* 1904)
- 28. Juli: Mary Ellen Chase, US-amerikanische Schriftstellerin (* 1887)
- 29. Juli: Henri Charrière, französischer Schriftsteller (* 1906)
- 29. Juli: Roger Williamson, britischer Automobilrennfahrer (* 1948)
- 30. Juli: Aref al-Aref, arabischer Journalist, Politiker und Beamter (* 1891)
- 30. Juli: Louis Pons, französischer Automobilrennfahrer (* 1914)
- 31. Juli: George Maybee, kanadischer Organist, Chorleiter und Musikpädagoge (* 1913)
- 31. Juli: Guido Morselli, italienischer Romancier (* 1912)

### August
- 01. August: Gian Francesco Malipiero, italienischer Komponist und Musikwissenschaftler (* 1882)

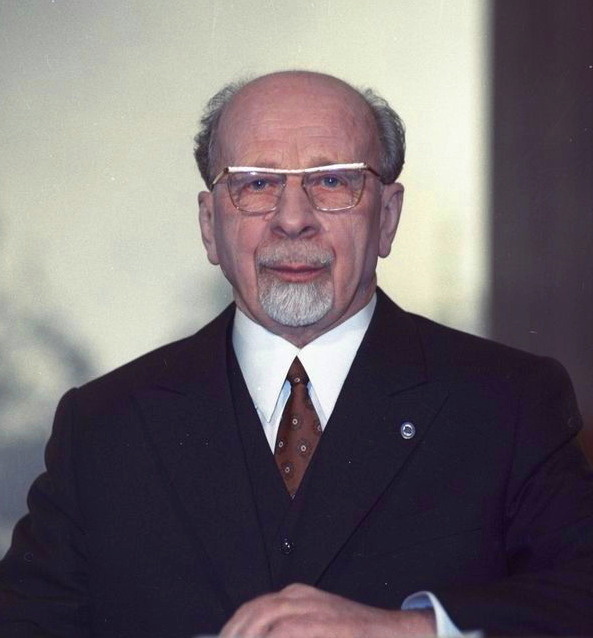
Walter Ulbricht († 1. August)

- 01. August: Walter Ulbricht, Staatsratsvorsitzender der DDR (* 1893)
- 02. August: Jean-Pierre Melville, französischer Filmregisseur (* 1917)
- 02. August: Julio Meinvielle, argentinischer Schriftsteller und Priester (* 1905)
- 04. August: Rudolf Benkendorff, deutscher Meteorologe (* 1890)
- 04. August: Eddie Condon, US-amerikanischer Jazz-Gitarrist (* 1905)
- 04. August: Hans Jensen, deutscher Sprachwissenschaftler (* 1884)
- 05. August: Mark Lasarewitsch Lewi, russischer Autor (* 1898)
- 05. August: Barbette, US-amerikanischer Trapezkünstler (* 1899)

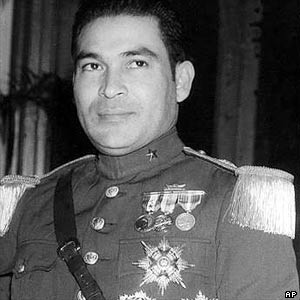
Fulgencio Batista, 1952

- 06. August: Fulgencio Batista, Staatspräsident und Diktator von Kuba (* 1901)
- 06. August: Memphis Minnie, US-amerikanische Bluesmusikerin (* 1897)
- 08. August: Vilhelm Moberg, schwedischer Schriftsteller (* 1898)
- 09. August: Heinrich Fischer, hessischer Staatsminister (* 1895)

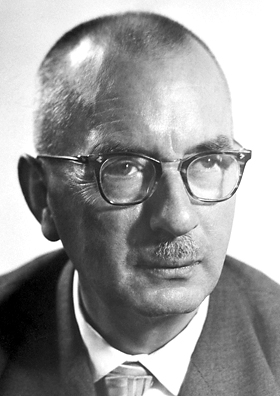
Karl Ziegler

- 11. August: Karl Ziegler, deutscher Chemiker (* 1898)
- 12. August: Walter Rudolf Hess, Schweizer Physiologe (* 1881)
- 16. August: Renato Angiolillo, italienischer Journalist, Politiker und Filmregisseur (* 1901)
- 16. August: Oskar Stampfli, Schweizer Lehrer und Politiker (* 1886)
- 16. August: Selman Abraham Waksman, US-amerikanischer Forscher (* 1888)
- 17. August: Jean Barraqué, französischer Komponist (* 1928)
- 17. August: Conrad Aiken, US-amerikanischer Schriftsteller und Gewinner des Pulitzer-Preises (* 1889)
- 17. August: Eve Miller, US-amerikanische Schauspielerin (* 1923)
- 17. August: Fred Offenhauser, US-amerikanischer Automobilingenieur und Mechaniker (* 1888)
- 19. August: Paul Aellen, Schweizer Botaniker (* 1896)
- 19. August: Hermine Peine, deutsche SPD-Politikerin (* 1881)
- 20. August: Luiza Andaluz, portugiesische Ordensschwester (* 1877)
- 22. August: Thomas Ryum Amlie, US-amerikanischer Politiker (* 1897)
- 24. August: Werner Böhme, deutscher Mediziner und Hochschullehrer (* 1902)
- 25. August: Karl-Hermann Flach, Journalist und Politiker (* 1929)
- 29. August: Stringer Davis, englischer Schauspieler (* 1899)
- 29. August: Joseph Erxleben, US-amerikanischer Langstreckenläufer (* 1889)
- 30. August: Herbert Kranz, deutscher Schriftsteller (* 1891)

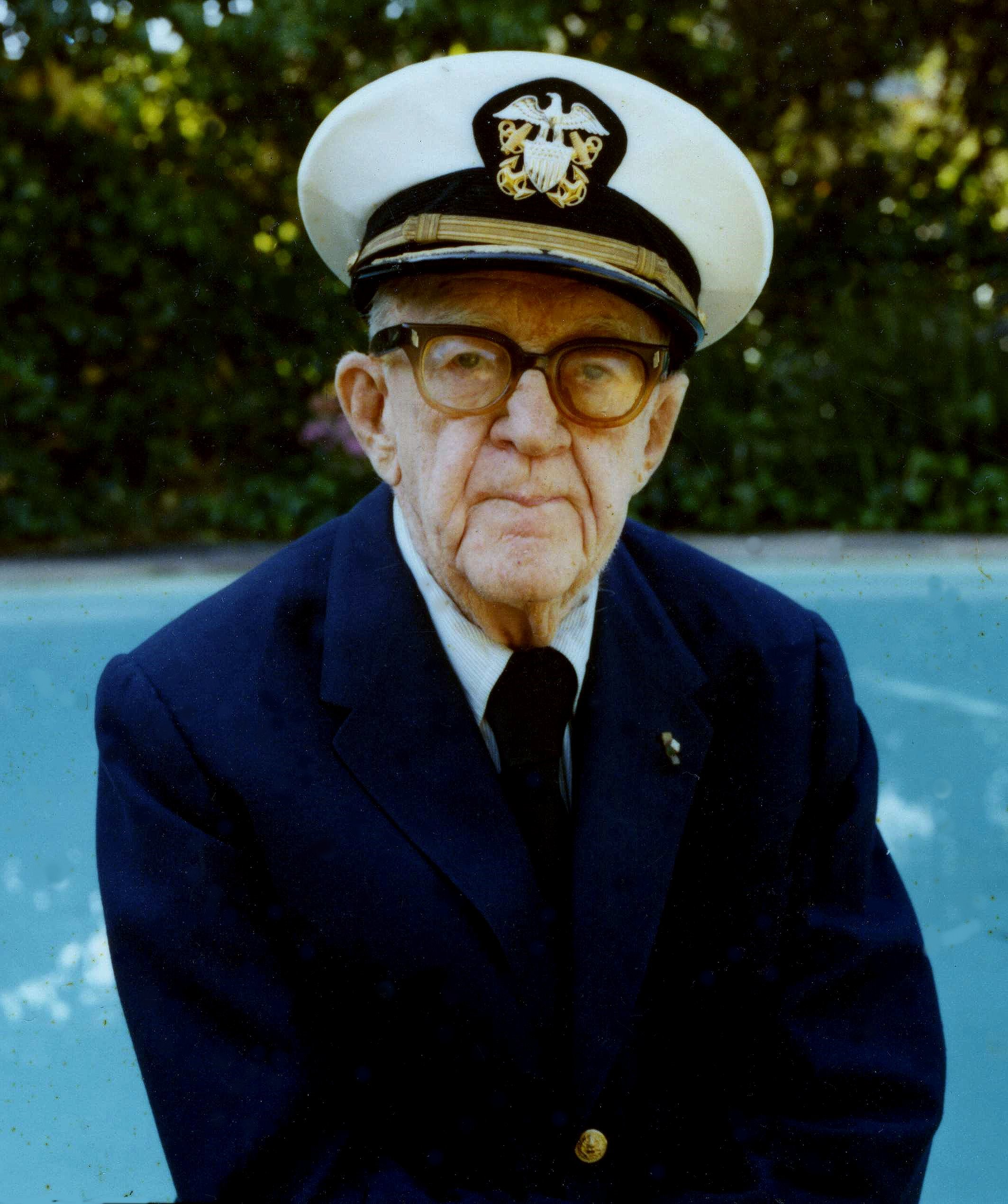
John Ford († 31. August)

- 31. August: John Ford, US-amerikanischer Filmregisseur (* 1894)

### September
- 01. September: John Ridley Stroop, US-amerikanischer Psychologe (* 1897)
- 02. September: Nils Gustaf Andersson, schwedischer Schwimmer (* 1889)
- 02. September: J. R. R. Tolkien, englischer Schriftsteller und Philologe (* 1892)
- 03. September: Rufino Jiao Santos, Erzbischof von Manila und Kardinal (* 1908)
- 04. September: Willy Haas, deutscher Publizist und Literaturkritiker (* 1891)
- 04. September: Henri Jeannin, französisch-deutscher Automobilrennfahrer und Unternehmer (* 1872)
- 05. September: Hans Demmelmeier, deutscher Politiker und MdB (* 1887)
- 05. September: John Ferraby, britischer Autor (* 1914)
- 07. September: Hans Lorbeer, deutscher Schriftsteller (* 1901)
- 09. September: Céliny Chailley-Richez, französische Pianistin und Musikpädagogin (* 1884)
- 09. September: Sergei Tumanski, sowjetischer Triebwerkskonstrukteur (* 1901)
- 09. September: Wilhelm Vocke, deutscher Finanzfachmann und Bankier (* 1886)
- 09. September: Samuel Nathaniel Behrman, US-amerikanischer Schriftsteller (* 1893)

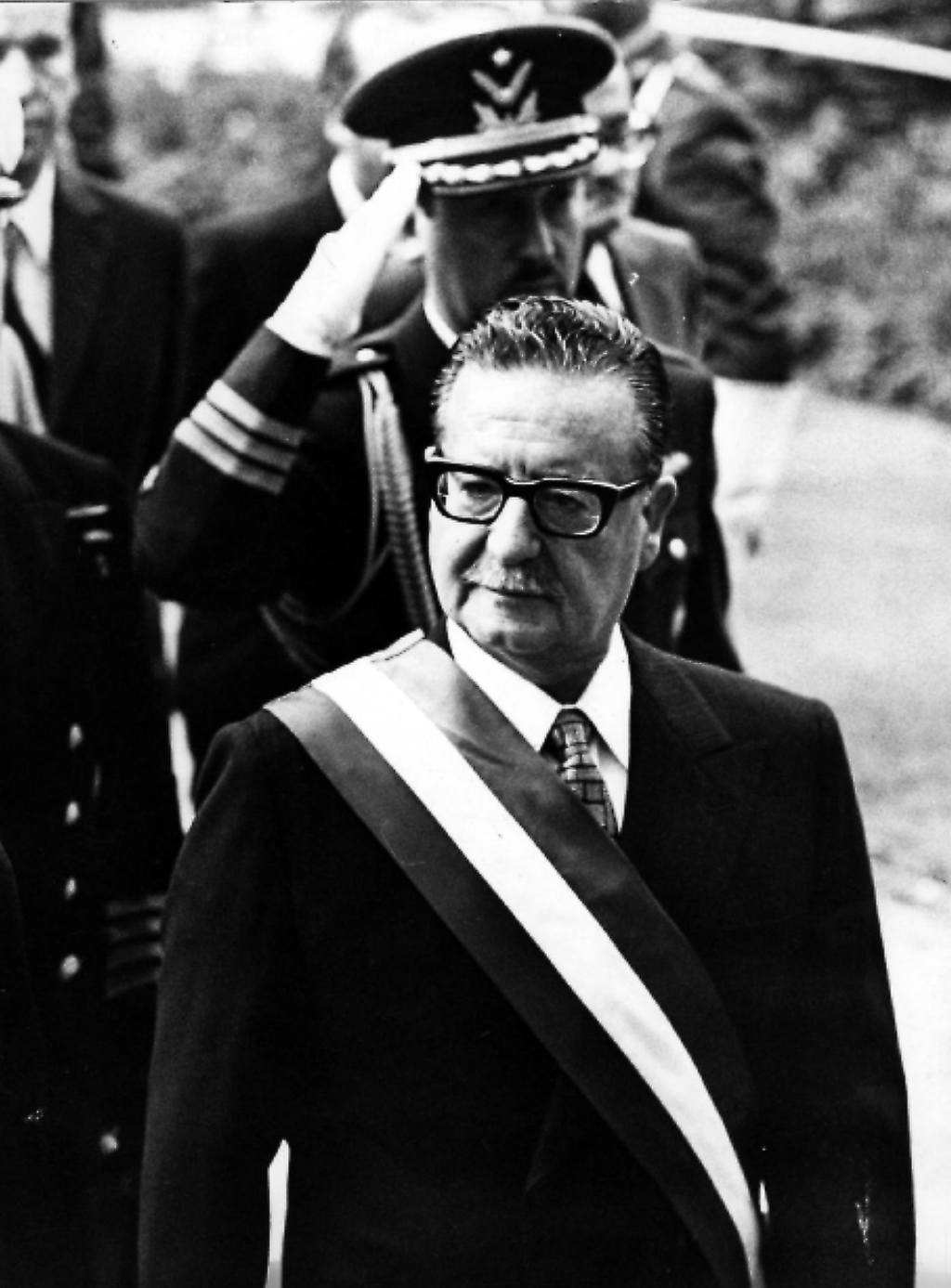
Salvador Allende

- 11. September: Salvador Allende, Arzt, Präsident von Chile (* 1908)
- 11. September: Augusto Olivares, chilenischer Journalist (* 1930)
- 12. September: Gaston Mottet, französischer Automobilrennfahrer (* 1899)
- 12. September: Otto Nebel, deutscher Maler, Dichter und Schauspieler (* 1892)
- 12. September: Johan Dankmeijer, niederländischer Anatom (* 1907)
- 12. September: Magdeleine Paz, französische Schriftstellerin, Feministin und Sozialistin (* 1889)
- 13. September: Max Fechner, Minister für Justiz der DDR (* 1892)
- 14. September: Georg Ewald, Minister für Land-, Forst- und Nahrungsgüterwirtschaft der DDR (* 1926)
- 14. September: Albert Skira, Schweizer Verleger (* 1904)

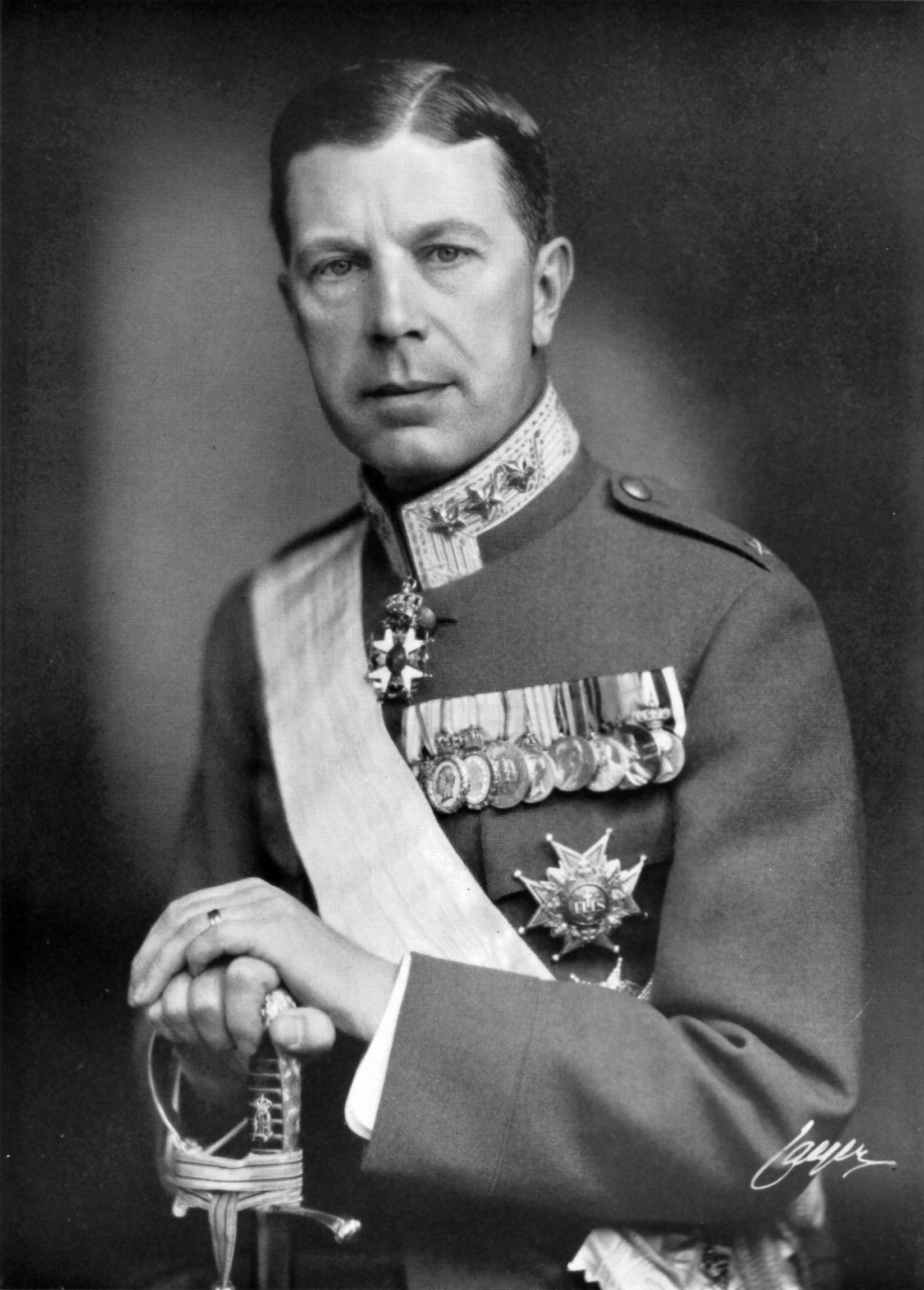
Gustaf VI. Adolf

- 15. September: Gustav VI. Adolf, König von Schweden (* 1882)
- 15. September: Max Kneissl, deutscher Geodät (* 1907)
- 15. September: Heinrich Seywald, deutscher Generalmajor (* 1894)
- 15. September: Max Zimmering, deutscher Schriftsteller (* 1909)
- 16. September: Josef Aicher, österreichischer Architekt und Baumeister (* 1882)
- 16. September: Jean-Georges Branche, französischer Automobilrennfahrer (* 1906)
- 16. September: William Theodore Heard, Kardinal der römisch-katholischen Kirche (* 1884)
- 16. September: Víctor Jara, chilenischer Sänger, Musiker und Theaterregisseur (* 1932)
- 17. September: Oskar Halecki, polnischer Historiker (* 1891)
- 18. September: Adam Adrio, deutscher Musikwissenschaftler (* 1901)
- 18. September: Mary Wigman, deutsche Tänzerin, Choreografin und Tanzpädagogin (* 1886)
- 19. September: Gram Parsons, Musiker (Country-Rock) (* 1946)
- 20. September: Thomas Liessem, Kölner Karnevalist und Karnevalsorganisator (* 1900)
- 20. September: Jim Croce, US-amerikanischer Sänger und Songwriter (* 1943)
- 20. September: Ben Webster, US-amerikanischer Jazz-Musiker (* 1909)
- 22. September: Fritz Gersbach, Schweizer Chorleiter und Komponist (* 1894)
- 23. September: Pablo Neruda, chilenischer Schriftsteller (* 1904)
- 23. September: Alexander Sutherland Neill, Reformpädagoge (* 1883)
- 24. September: Jack Albert Arbour, kanadischer Eishockeyspieler und -trainer (* 1898)
- 24. September: Werner Pfirter, Schweizer Motorradrennfahrer (* 1946)
- 25. September: Rudolf Bäumer, deutscher Politiker (* 1901)
- 26. September: Anton Schnack, deutscher Schriftsteller (* 1892)
- 26. September: Anna Magnani, italienische Schauspielerin (* 1908)
- 29. September: W. H. Auden, englischer Schriftsteller (* 1907)
- 30. September: Walter Abendroth, deutscher Komponist, Redakteur, Musikschriftsteller (* 1896)

### Oktober

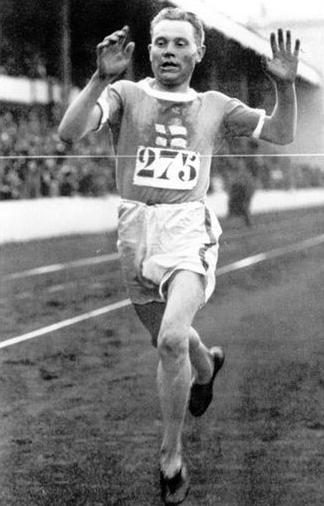
Paavo Nurmi († 2. Oktober)

- 02. Oktober: Paavo Nurmi, finnischer Leichtathlet (* 1897)
- 03. Oktober: Otto Mauer, österreichischer Priester, Kunstsammler und Mäzen (* 1907)
- 03. Oktober: Carl Wilhelm Petersén, schwedischer Curler (* 1884)
- 05. Oktober: Anna Maria Schulte, deutsche Sozialdemokratin und Sozialaktivistin (* 1886)
- 06. Oktober: François Cevert, französischer Automobilrennfahrer (* 1944)
- 06. Oktober: Arnold Walter, tschechisch-kanadischer Musikpädagoge und -schriftsteller (* 1902)
- 08. Oktober: Gabriel Marcel, französischer Philosoph, Begründer des christlichen Existenzialismus (* 1889)
- 10. Oktober: Ludwig von Mises, österreichischer Wirtschaftswissenschaftler (* 1881)
- 11. Oktober: Fritz Schröter, deutscher Physiker und Fernsehpionier (* 1886)
- 12. Oktober: Peter Aufschnaiter, Bergsteiger, Entwicklungshelfer (* 1899)
- 16. Oktober: Josef Aust, deutscher Politiker (* 1899)
- 16. Oktober: Gene Krupa, Jazz- und Big-Band-Schlagzeuger (* 1909)
- 17. Oktober: Tur-Sinai, israelischer Philologe und Bibelausleger (* 1886)
- 17. Oktober: Ingeborg Bachmann, österreichische Schriftstellerin (* 1926)
- 17. Oktober: Wilhelm Hagemann, deutscher Schachproblemkomponist (* 1899)
- 17. Oktober: Herbert Sanford Walters, US-amerikanischer Politiker (* 1881)
- 18. Oktober: Walt Kelly, US-amerikanischer Trickfilm- und Comiczeichner (* 1913)
- 18. Oktober: Leo Strauss, deutsch-amerikanischer Philosoph (* 1899)
- 18. Oktober: Hans Schwippert, deutscher Architekt (* 1899)
- 19. Oktober: Margaret Caroline Frances Anderson, US-amerikanische Schriftstellerin (* 1886)
- 20. Oktober: Walter Arnold, deutscher Fabrikant (* 1891)
- 21. Oktober: Nasif Estéfano, argentinischer Automobilrennfahrer (* 1932)

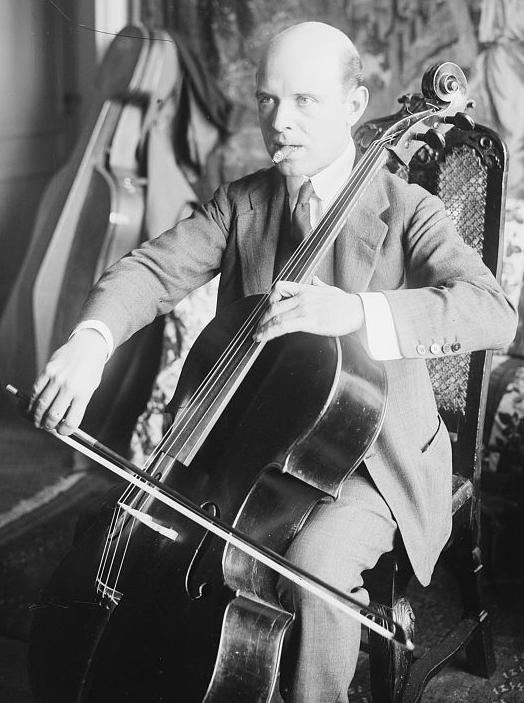
Pau Casals († 22. Oktober)

- 22. Oktober: Pablo Casals, spanischer Cellist (* 1876)
- 23. Oktober: Ralph Mulford, US-amerikanischer Automobilrennfahrer und Unternehmer (* 1884)
- 25. Oktober: Robert Scholl, Vater der Geschwister Scholl (* 1891)
- 25. Oktober: Eduard Leuze, deutscher Politiker (* 1906)
- 25. Oktober: Abebe Bikila, äthiopischer Marathonläufer (* 1932)
- 26. Oktober: Semjon Budjonny, sowjetischer Marschall, dreifacher Held der Sowjetunion (* 1883)
- 26. Oktober: Wolfgang Ullrich, deutscher Zoologe, Tierfilmer, Tierbuchautor und Direktor des Dresdner Zoos (* 1923)
- 28. Oktober: Taha Hussein, arabischer Schriftsteller (* 1889)
- 28. Oktober: Sergio Tofano, italienischer Comiczeichner, Schriftsteller, Regisseur, Schauspieler und Maskenbildner (* 1883)

### November
- 01. November: James Abbe, US-amerikanischer Fotojournalist und Radiomoderator (* 1883)
- 02. November: Greasy Neale, US-amerikanischer American-Football-Trainer und Baseballspieler (* 1891)
- 03. November: Marc Allégret, französischer Regisseur (* 1900)
- 04. November: Karl Heinrich Waggerl, österreichischer Schriftsteller (* 1897)
- 10. November: Francesco Mattea, italienischer Fußballschiedsrichter (* 1895)
- 10. November: August Schirmer, Schweizer Wirtschafts- und Rechtskonsulent und Politiker (* 1808)
- 11. November: Hasan al-Hudaibi, ägyptischer Richter und Generallenker der ägyptischen Muslimbrüder (* 1891)
- 11. November: Artturi Ilmari Virtanen, finnischer Biochemiker (* 1895)
- 12. November: Willy Ackermann, Schweizer Schauspieler, Operettenbuffo und Kabarettist (* 1896)
- 12. November: Alfred Ahner, deutscher Maler und Zeichner (* 1890)
- 13. November: Richard von Frankenberg, deutscher Automobilrennfahrer Journalist und Autor (* 1922)
- 13. November: Bruno Maderna, italienischer Komponist und Dirigent (* 1920)
- 13. November: Elsa Schiaparelli, italienisch-französische Modeschöpferin (* 1890)
- 14. November: Ferenc Szedlacsek, tschechoslowakischer Fußballspieler und -trainer ungarischer Abstammung (* 1898)
- 15. November: Konrad von Schubert, deutscher Diplomat (* 1901)
- 17. November: Wilhelm Kling, deutscher Politiker (* 1902)
- 18. November: Alois Hába, tschechischer Komponist (* 1893)
- 18. November: Thomas Peter McKeefry, Erzbischof von Wellington und Kardinal (* 1899)
- 23. November: José Alfredo Jiménez, mexikanischer Sänger und Komponist (* 1926)
- 23. November: Aichi Kiichi, japanischer Politiker (* 1907)
- 24. November: Nikolai Kamow, sowjetischer Ingenieur (* 1902)
- 24. November: Philippe Henri Menoud, Schweizer evangelischer Geistlicher und Hochschullehrer (* 1905)
- 26. November: John Rostill, britischer Musiker (* 1942)
- 28. November: Charles Crodel, deutscher Maler (* 1894)
- 29. November: Fred Apostoli, US-amerikanischer Mittelgewichts-Boxer (* 1913)
- 29. November: Felix Braun, österreichischer Schriftsteller (* 1885)
- 29. November: Oswald Menghin, österreichischer Universitätsprofessor, Prähistoriker, Unterrichtsminister (* 1888)

### Dezember

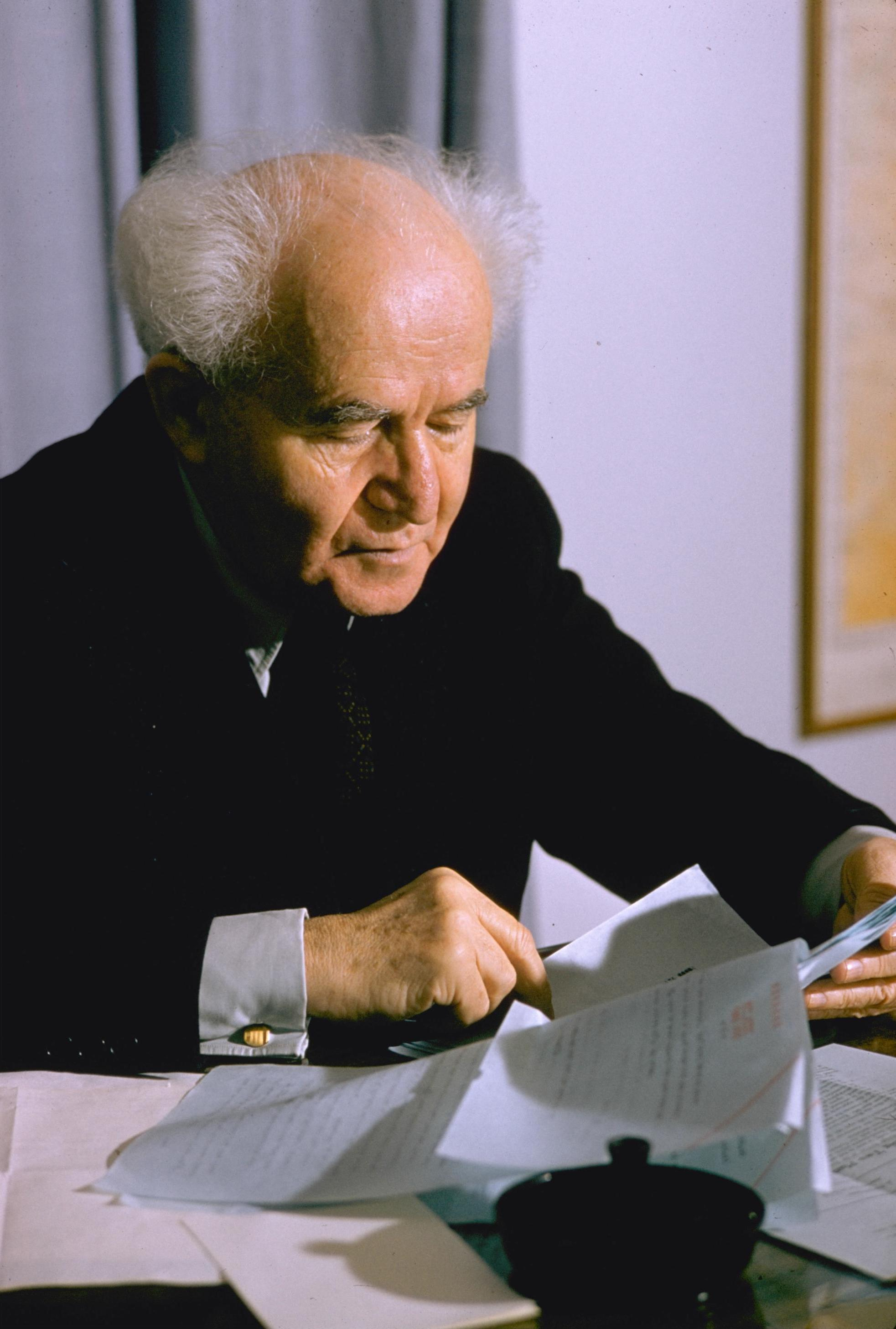
David Ben-Gurion († 1. Dezember)

- 01. Dezember: David Ben-Gurion, israelischer Politiker (* 1886)
- 02. Dezember: Bernhard Rösler, deutscher Unternehmer (* 1906)
- 04. Dezember: Lauri Lehtinen, finnischer Leichtathlet und Olympiasieger (* 1908)
- 07. Dezember: Gordon Beecher, US-amerikanischer Marine-Vizeadmiral und Komponist (* 1904)
- 07. Dezember: Camilo Mori, chilenischer Maler (* 1896)
- 08. Dezember: Willy Reichert, deutscher Komiker und Schauspieler (* 1896)
- 09. Dezember: Harry Isaacs, englischer Pianist und Musikpädagoge (* 1902)
- 11. Dezember: Friedrich Ahlers-Hestermann, deutscher Maler und Kunstschriftsteller (* 1883)
- 13. Dezember: Giuseppe Beltrami, Kardinal der römisch-katholischen Kirche (* 1889)
- 14. Dezember: Josef Magnus Wehner, deutscher Schriftsteller und Bühnenautor (* 1891)
- 15. Dezember: Willem Hesselink, niederländischer Fußballspieler (* 1878)
- 16. Dezember: Hans Stübner, Maler und bildender Künstler (* 1900)
- 16. Dezember: Franz Xaver Fuhr, deutscher Maler (* 1898)
- 17. Dezember: Charles Greeley Abbot, US-amerikanischer Astrophysiker (* 1872)
- 17. Dezember: Josef Klein, deutscher Motorradrennfahrer (* 1904)
- 17. Dezember: Willi Trinne, deutscher Politiker (* 1884)
- 18. Dezember: Bruno Bielefeld, deutscher Maler, Radierer und Lithograph (* 1879)
- 20. Dezember: Theodor Beste, Professor für Betriebswirtschaftslehre (* 1894)
- 20. Dezember: Luis Carrero Blanco, spanischer Admiral und Politiker (* 1904)
- 20. Dezember: Bobby Darin, US-amerikanischer Popmusiker (* 1936)
- 20. Dezember: Käthe von Nagy, ungarische Schauspielerin (* 1904)
- 22. Dezember: James Anderson, australischer Tennisspieler (* 1894)
- 22. Dezember: Virgil Exner, US-amerikanischer Industriedesigner (* 1909)
- 22. Dezember: Joseph Illerhaus, deutscher Politiker (* 1903)
- 22. Dezember: Else von Richthofen, deutsche Sozialwissenschaftlerin (* 1874)
- 23. Dezember: Emil Gsell, Professor für Wirtschaftswissenschaften (* 1899)
- 23. Dezember: Otto Montag, deutscher Fußballspieler (* 1897)
- 23. Dezember: Christopher Del Sesto, US-amerikanischer Politiker (* 1907)
- 24. Dezember: Gerard Peter Kuiper, US-amerikanischer Astronom (* 1905)
- 25. Dezember: Lawrence Benjamin Brown, US-amerikanischer Pianist und Arrangeur (* 1893)

- 25. Dezember: İsmet İnönü, Osmanischer General, Staats- und Ministerpräsident der Türkei (* 1884)
- 25. Dezember: Gabriel Voisin, französischer Flugzeug- und Automobilkonstrukteur (* 1880)
- 28. Dezember: Rudi Schuricke, deutscher Sänger und Schauspieler (* 1913)
- 29. Dezember: Willy Birgel, deutscher Schauspieler (* 1891)
- 30. Dezember: Konstantin Werschinin, sowjetischer Pilot und Generaloberst (* 1900)
- 30. Dezember: Henri Büsser, französischer Komponist (* 1872)

### Tag unbekannt
- Ada Boni, italienische Kochbuchautorin (* 1881)
- Rudolphina Menzel, israelische Kynologin (* 1891)
- Salvador, brasilianischer Fußballspieler (* 1931)
- Mohammad Sa'ed Maraghei, iranischer Politiker und zweimaliger Premierminister (* 1883)

## Wissenschaftspreise

### Nobelpreise
- Physik: Leo Esaki, Ivar Giaever und Brian D. Josephson
- Chemie: Ernst Otto Fischer und Geoffrey Wilkinson
- Medizin: Karl von Frisch, Konrad Lorenz und Nikolaas Tinbergen
- Literatur: Patrick White
- Friedensnobelpreis: Henry Kissinger und Lê Đức Thọ
- Wirtschaftswissenschaft: Wassily Leontief

### Turing Award
- Charles Bachman, für Datenbanktechniken.

## Musik
- Alben
  - Houses of the Holy von Led Zeppelin
  - Ol’ Blue Eyes Is Back von Frank Sinatra
  - The Dark Side of the Moon von Pink Floyd
  - Tubular Bells von Mike Oldfield
  - Berlin von Lou Reed
  - Hello! von Status Quo
  - Selling England by the Pound von Genesis
  - Queen veröffentlichen ihr gleichnamiges Debütalbum Queen
  - ABBA veröffentlichen ihr Debütalbum Ring Ring
  - Burnin’ von Bob Marley and the Wailers (letztes Album mit den ursprünglichen Wailers)
  - Head Hunters von Herbie Hancock
  - Band on the Run von Paul McCartney
  - Goodbye Yellow Brick Road von Elton John
  - Piano Man von Billy Joel
- AC/DC wird gegründet (31. Dezember)
- Anne-Marie David gewinnt am 7. April in Luxemburg mit dem Lied Tu te reconnaitras für Luxemburg die 18. Auflage des Eurovision Song Contest
- Liste der Nummer-eins-Hits in Deutschland (1973)
- Gründung der Rockgruppe „Wicked Lester“, die 1974 in die bekannte Band Kiss umbenannt wird.
- Elvis Presley schreibt Musik- und Fernsehgeschichte. Aloha from Hawaii ist das erste Konzert, welches weltweit live via Satellit übertragen wird. Mehr als eine Milliarde Menschen verfolgen dieses Ereignis mit.
- 1973 ist der Titel eines am 3. September 2007 veröffentlichten Liedes von James Blunt.

## Film
- Soylent Green
- Der Exorzist
- American Graffiti
- James Bond 007 – Leben und sterben lassen
- Die drei Musketiere
- Robin Hood
- Hexenkessel
- Der Schakal
- Der Mann mit der Todeskralle
- Welt am Draht
- Der 1971 erschienene Film Flucht vom Planet der Affen aus der fünfteiligen Planet-der-Affen-Reihe nach dem Roman von Pierre Boulle spielt im Jahr 1973.